# Lijst van Latijnse spreekwoorden en uitdrukkingen

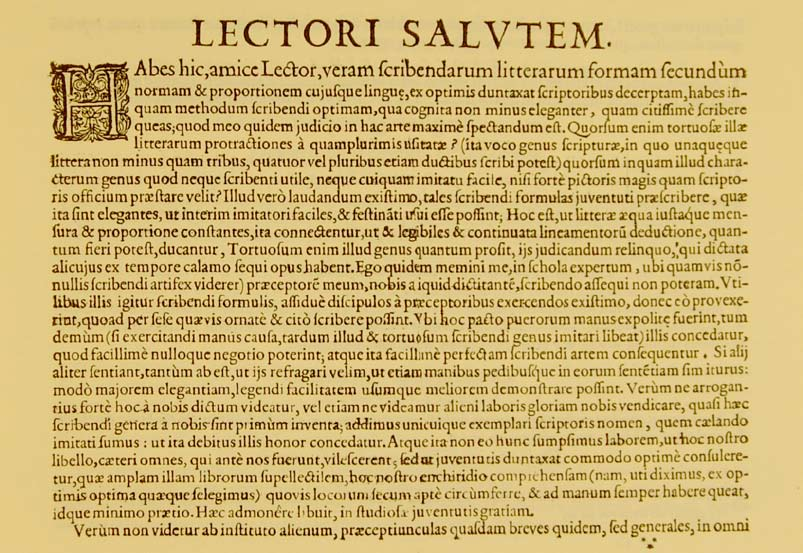
Lectori Salutem als aanhef

Deze lijst van Latijnse spreekwoorden en uitdrukkingen geeft een alfabetisch overzicht van beroemde of vaak gebruikte begrippen, spreekwoorden en uitdrukkingen in het Latijn. Inbegrepen zijn namen van verenigingen, instituties en begrippen, van letterkundige werken en van werken van beeldende kunst, alsook opschriften, titels, eretitels, motto's, wapenspreuken, zinspreuken en lijfspreuken.
De eerst vermelde vertaling is altijd de letterlijke, gevolgd door populaire of toegepaste vertalingen. Daarna volgt eventueel een nadere toelichting of een bronbegripvermelding.
Er is een aparte lijst van Griekse en Latijnse begrippen in de biologie.

## A

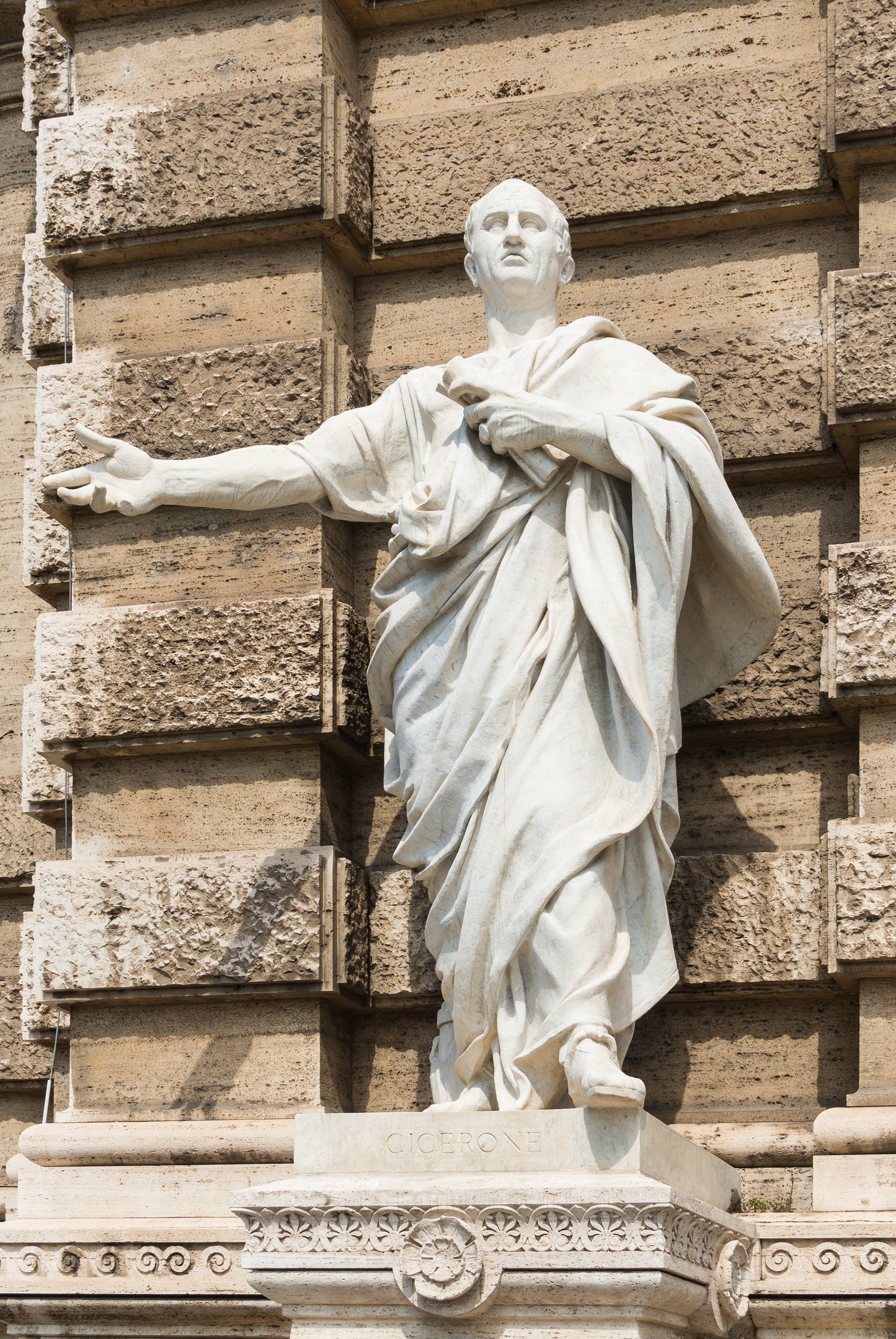
Standbeeld Cicero, Justitiepaleis Rome

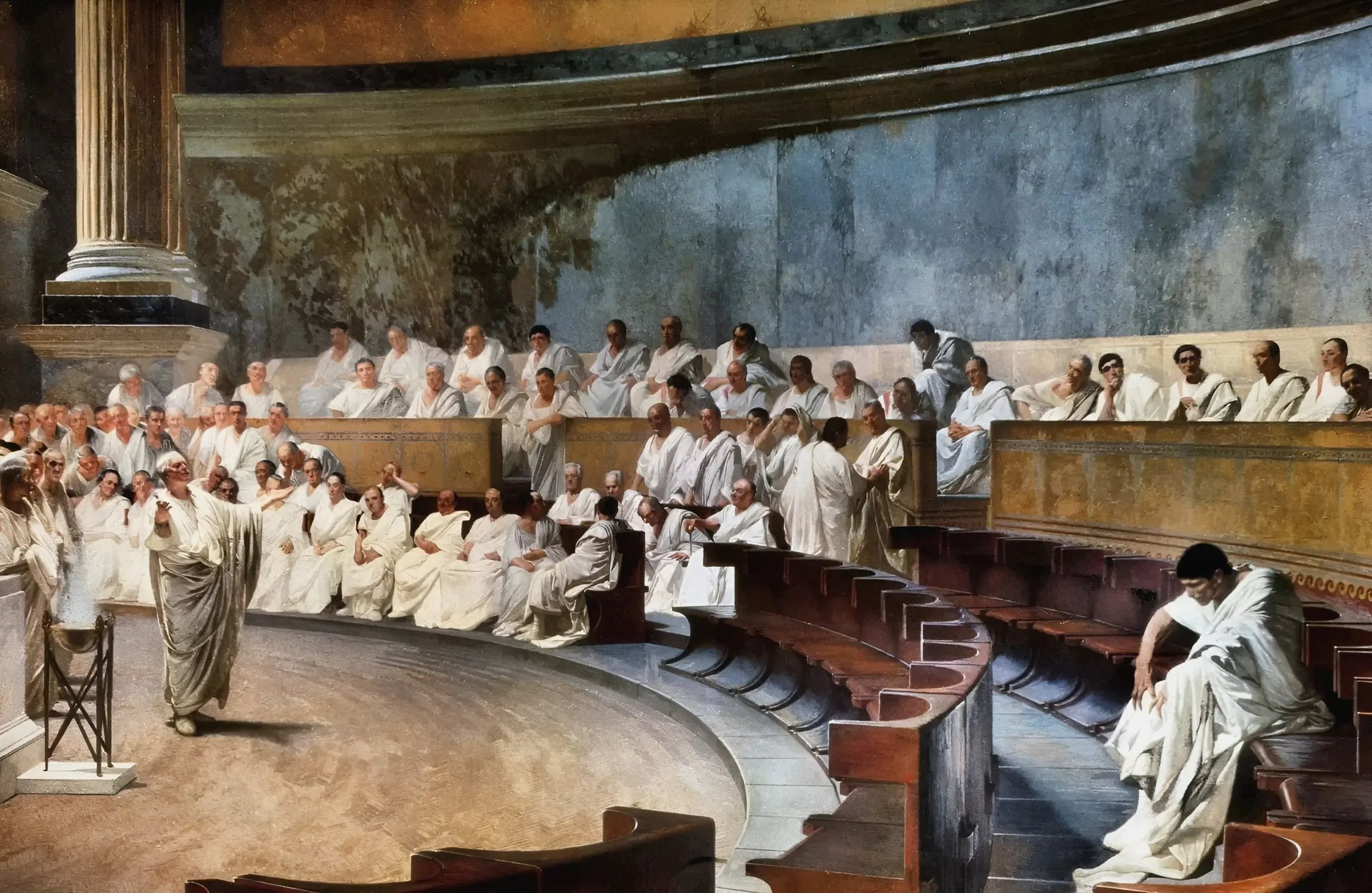
Cicero klaagt Catilina aan in de Romeinse senaat. Fresco door Cesare Maccari, Rome, Palazzo Madama

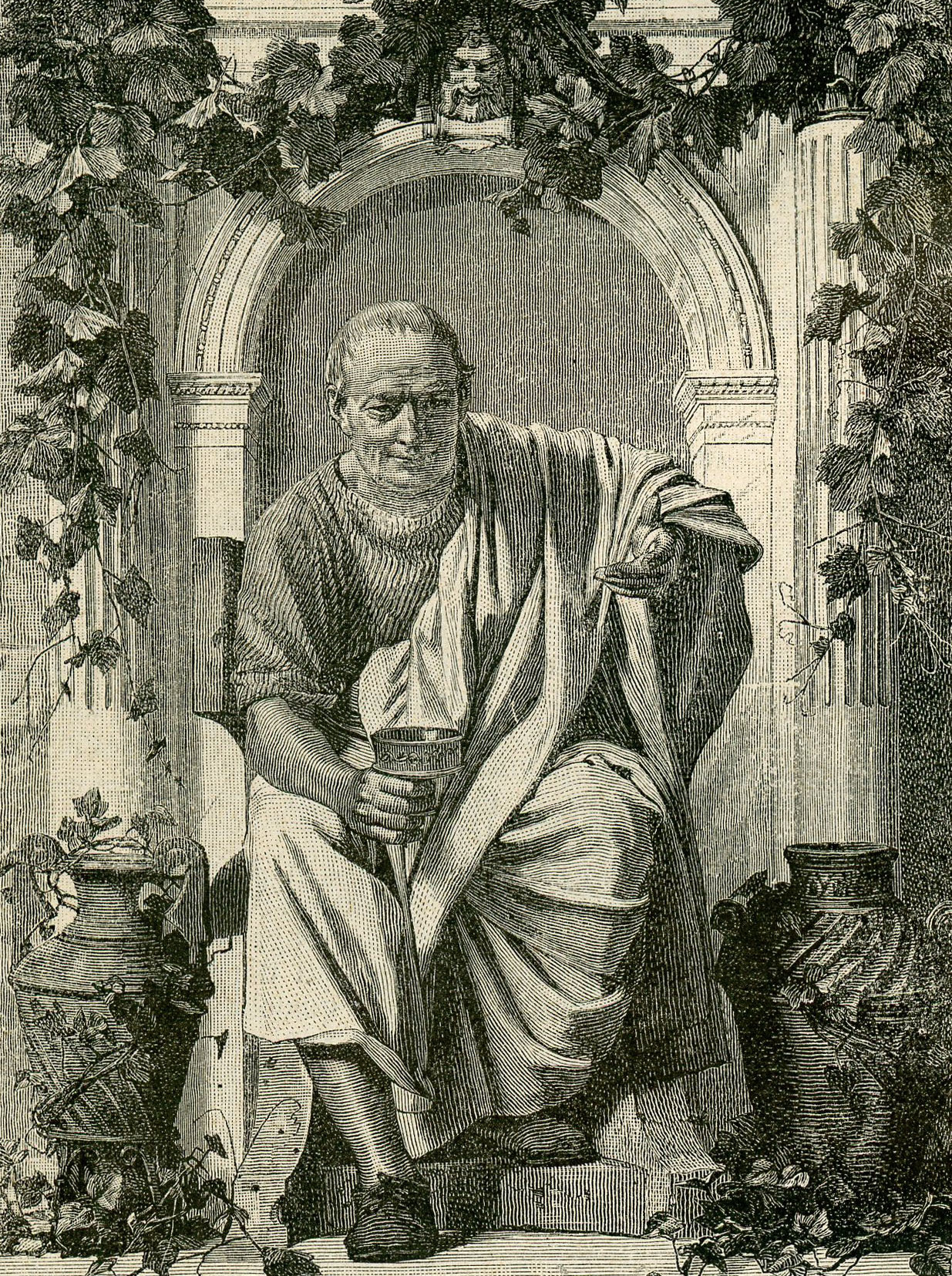
Horatius, detail houtsnede in L'illustrazione popolare (1884) door Anton von Werner

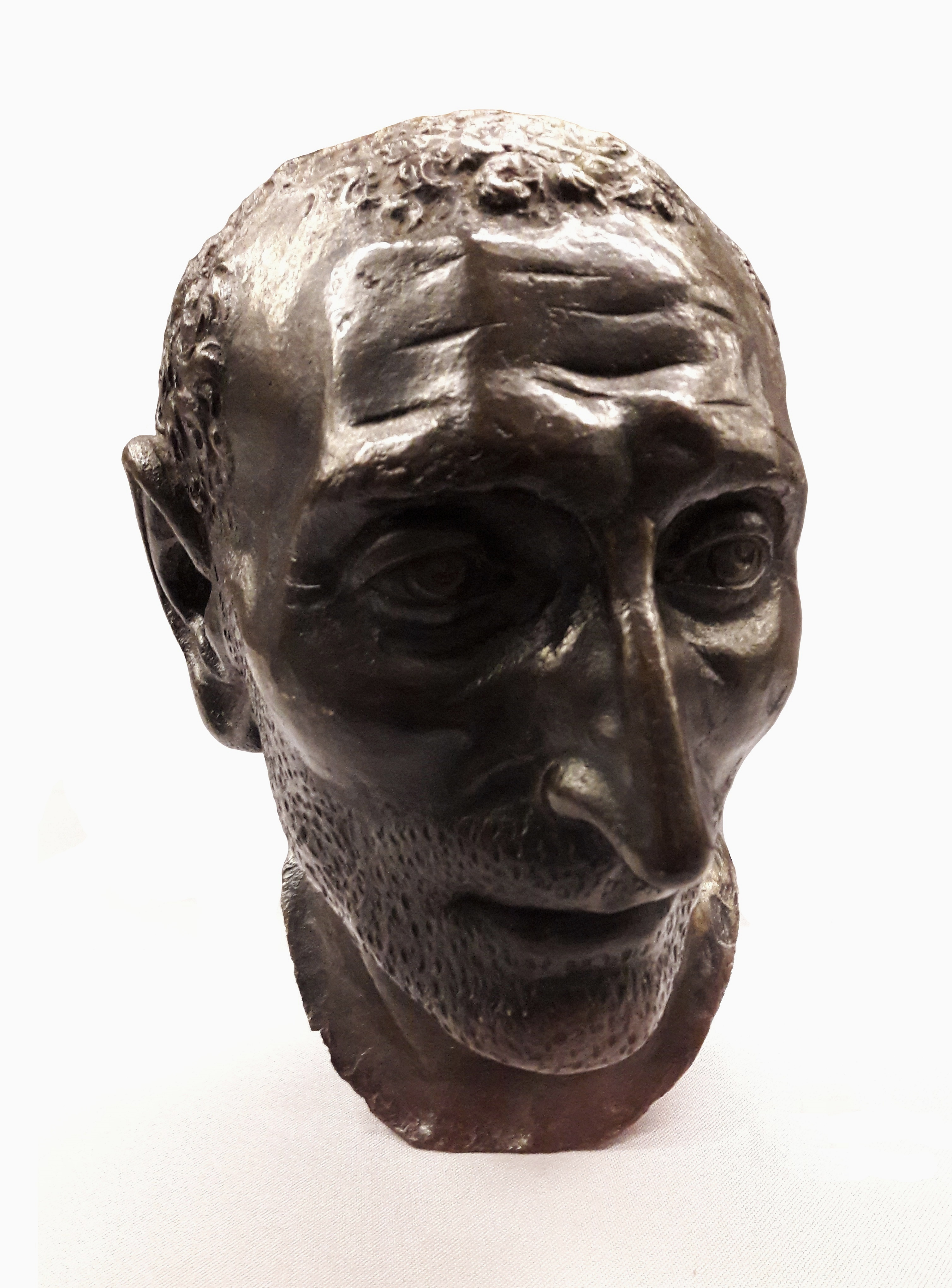
Buste Titus Livius door Andrea Riccio, eind 15e eeuw, Nationaal Museum van Warschau

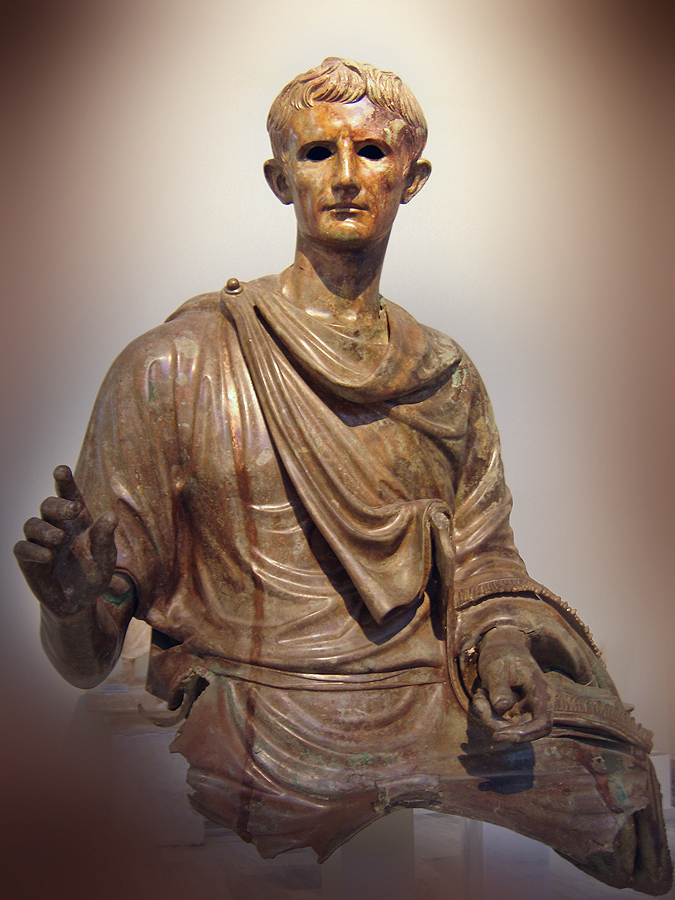
Keizer Augustus, deel van een ruiterstandbeeld, Nationaal Archeologisch Museum van Athene

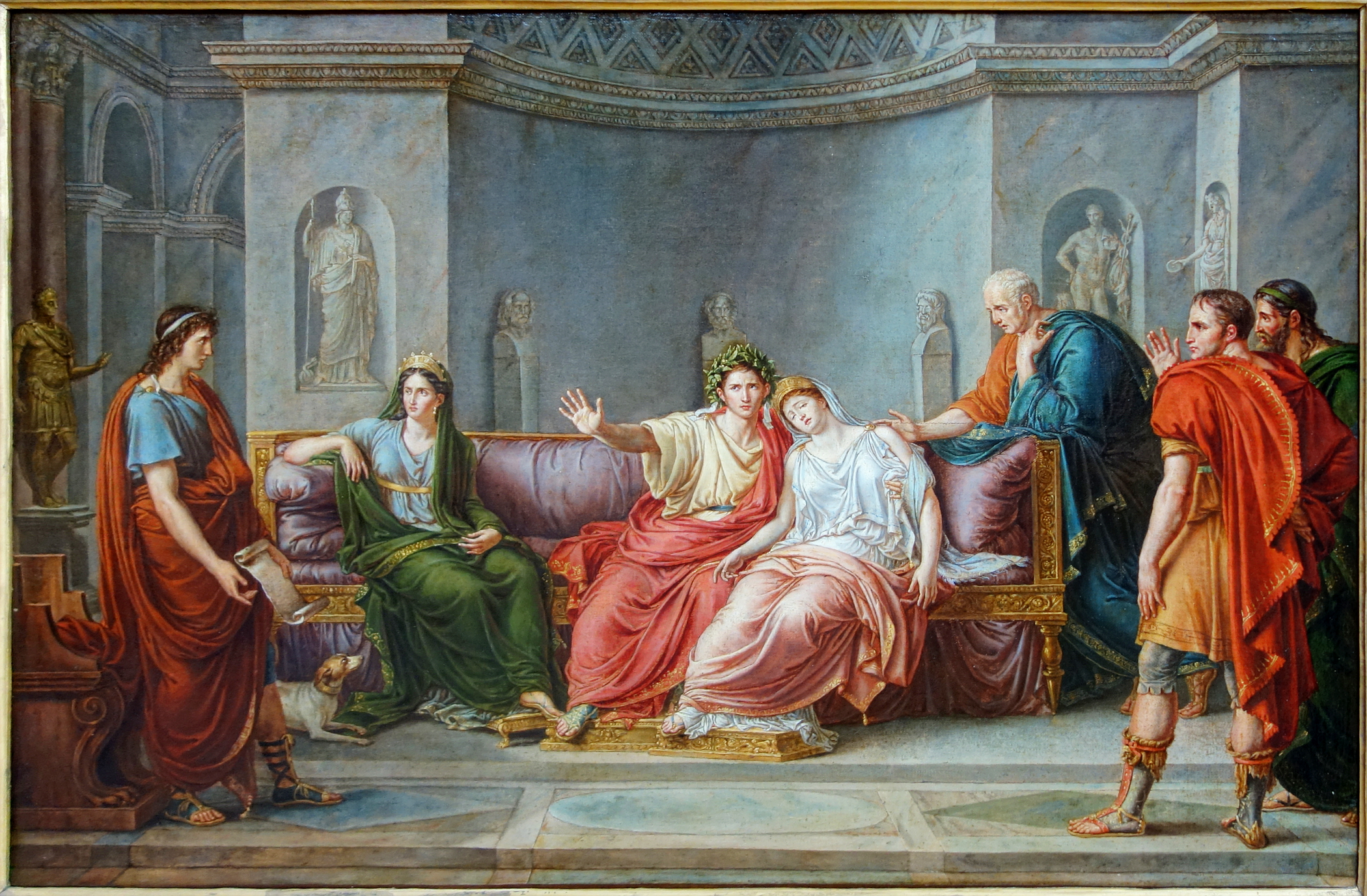
Vergilius leest voor uit de Aeneis aan Augustus en Livia (en Octavia, die flauwvalt bij Tu Marcellus eris), schilderij van Jean-Baptiste Wicar, Museum voor Schone Kunsten (Rijsel)

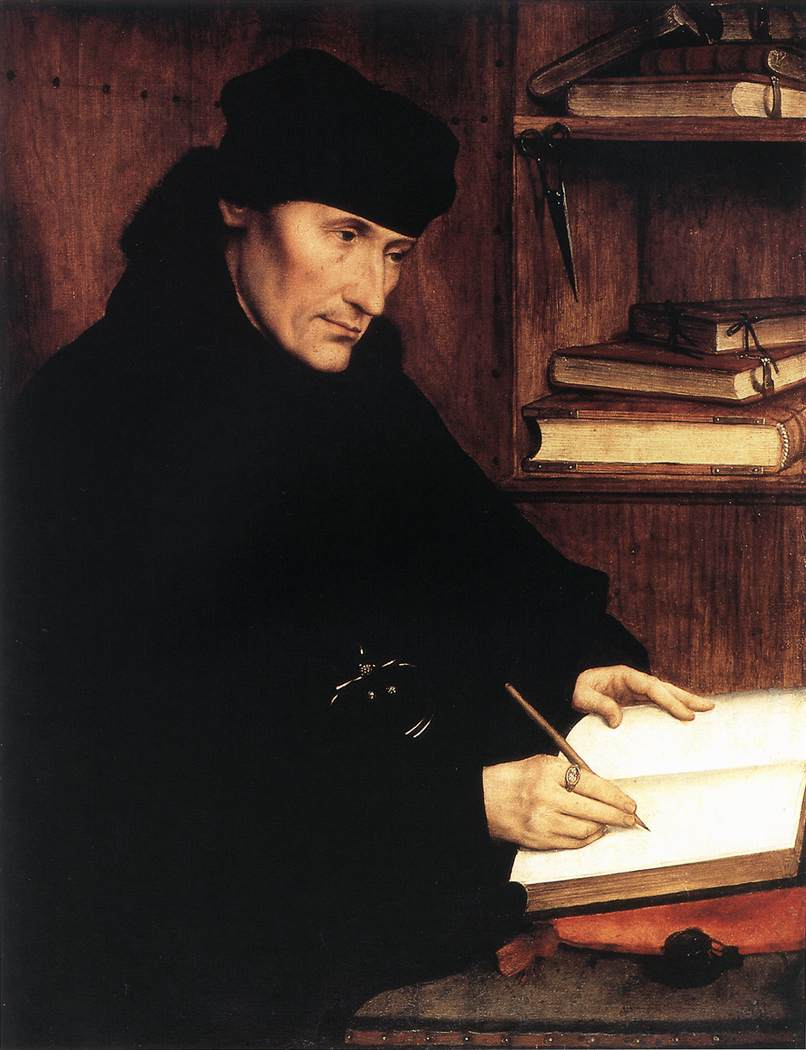
Erasmus van Rotterdam (1517) door Quinten Massijs, Gallerie Nazionali d'Arte Antica

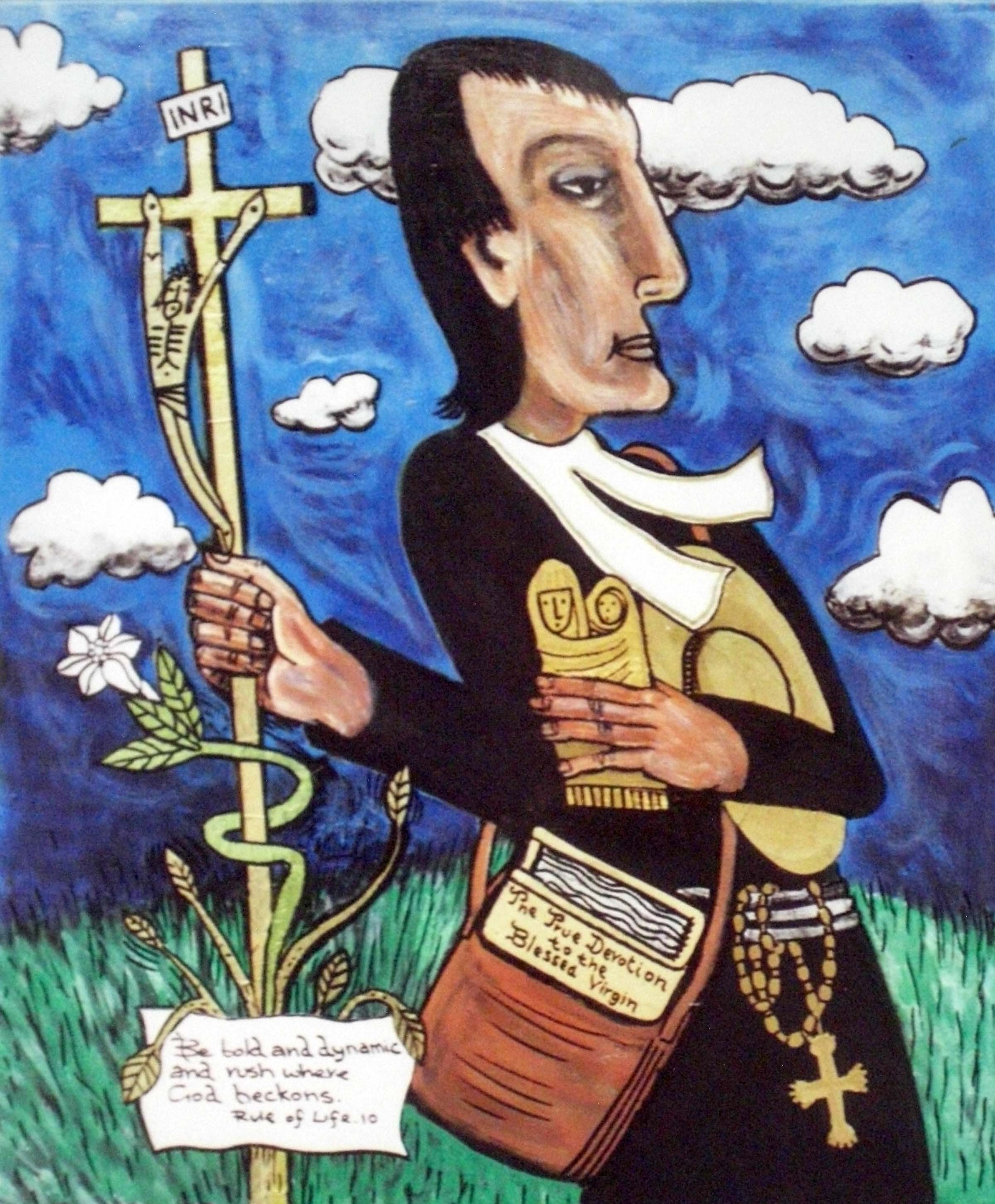
Louis de Montfort, schilderij (ca 2003) door Brian Whelan

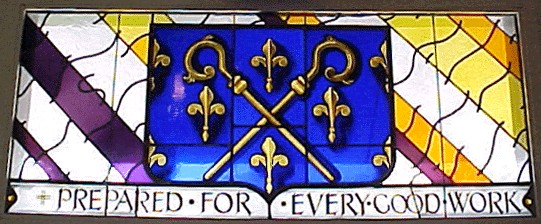
Premonstratenzer motto (Ad omne opus bonum paratus) in St.-Michaels Abbey, Orange County (Californië)

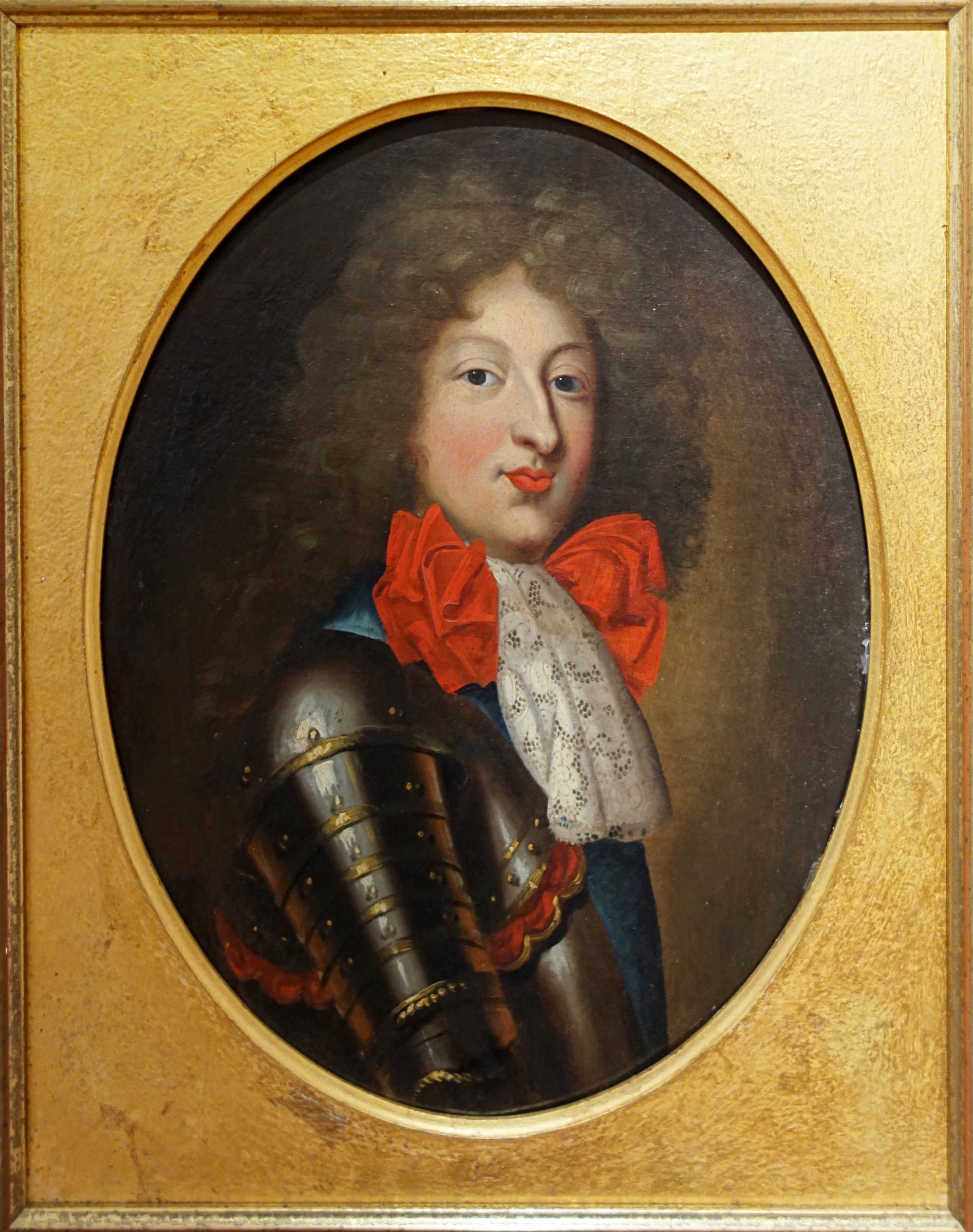
Le Grand Dauphin, ca 1680, onbekende schilder

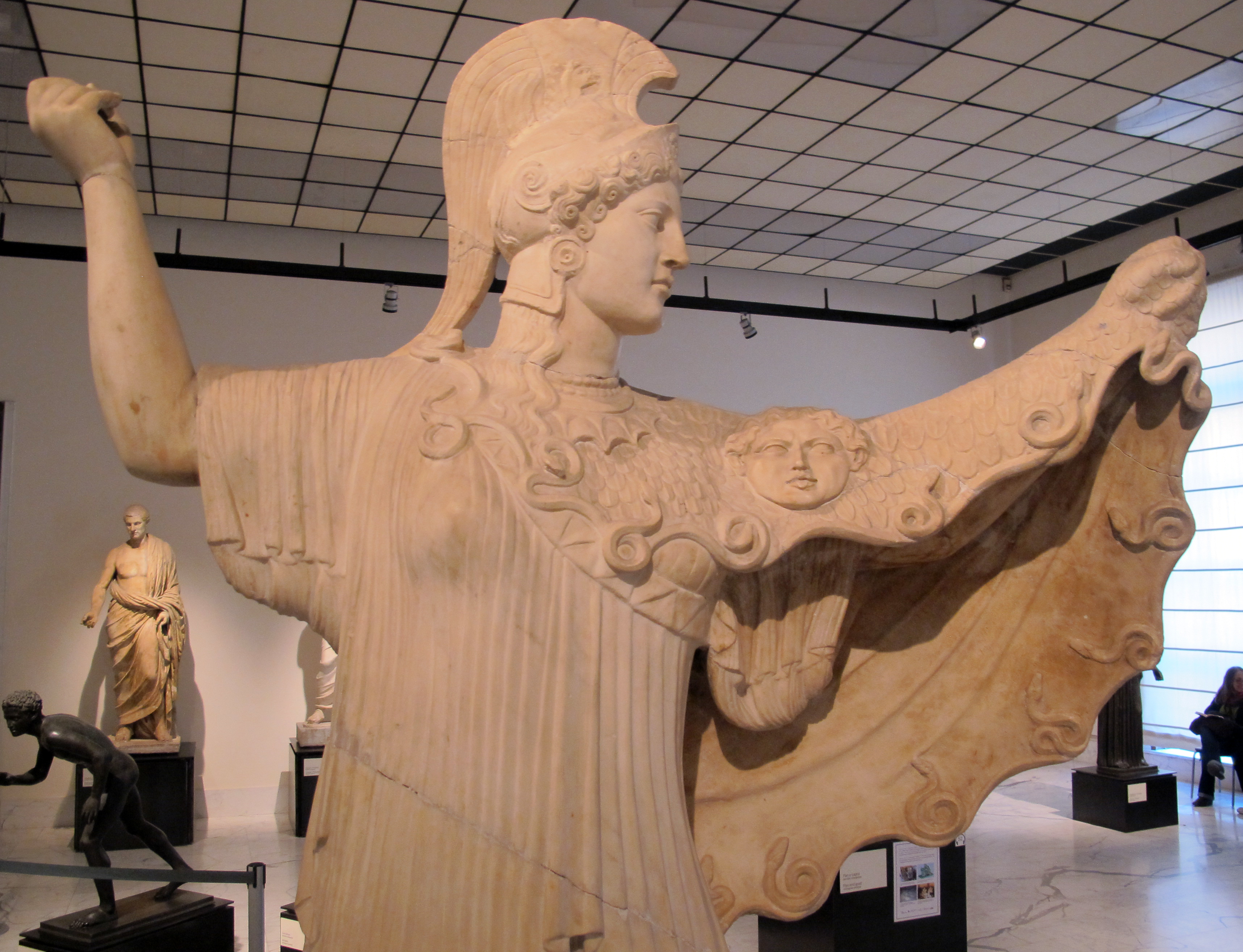
Pallas Athena met aegis, uit de Villa dei papiri, Herculaneum, Nationaal Archeologisch Museum, Napels

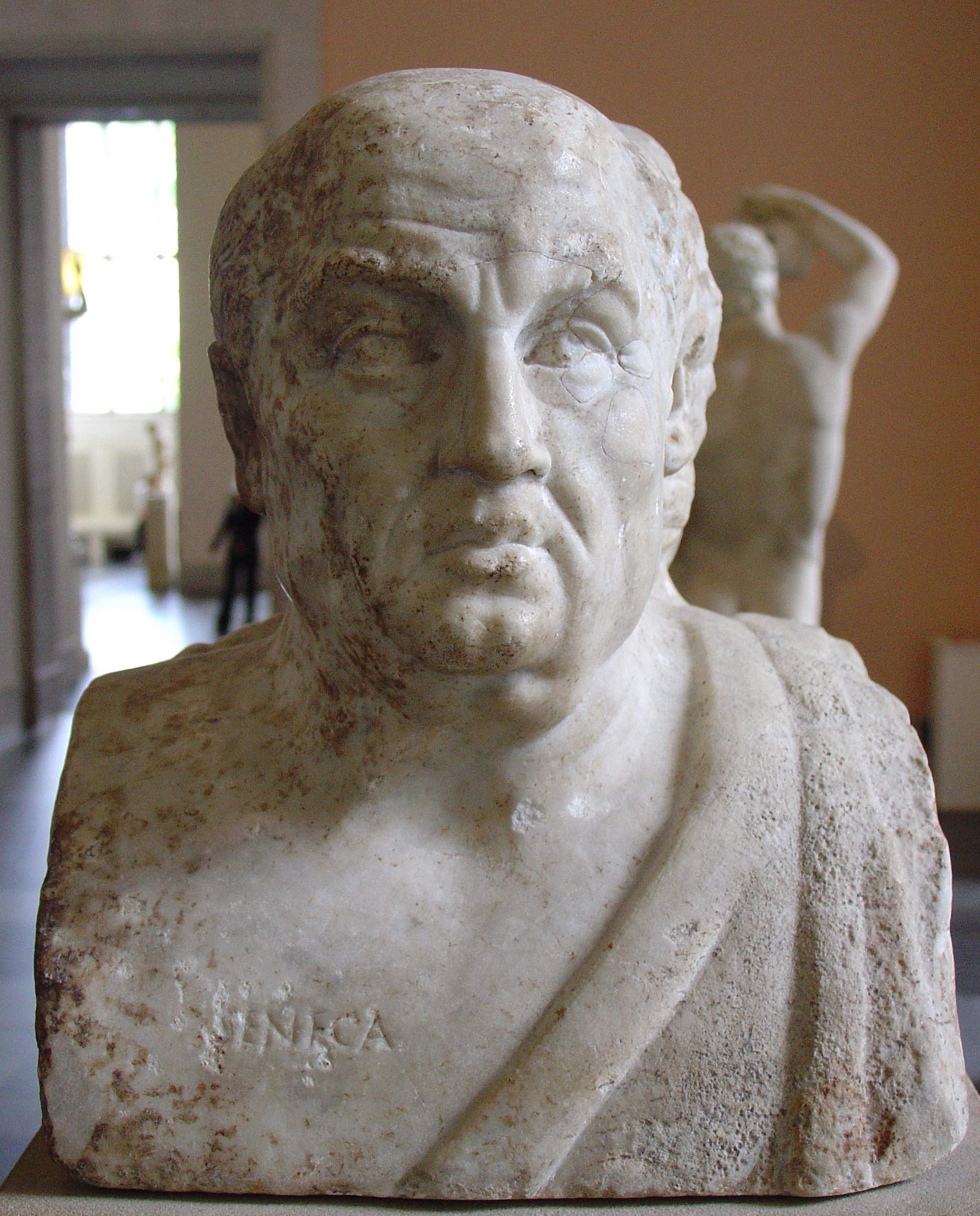
Seneca, herme met aan de andere kant Socrates, Antikensammlung, Berlijn

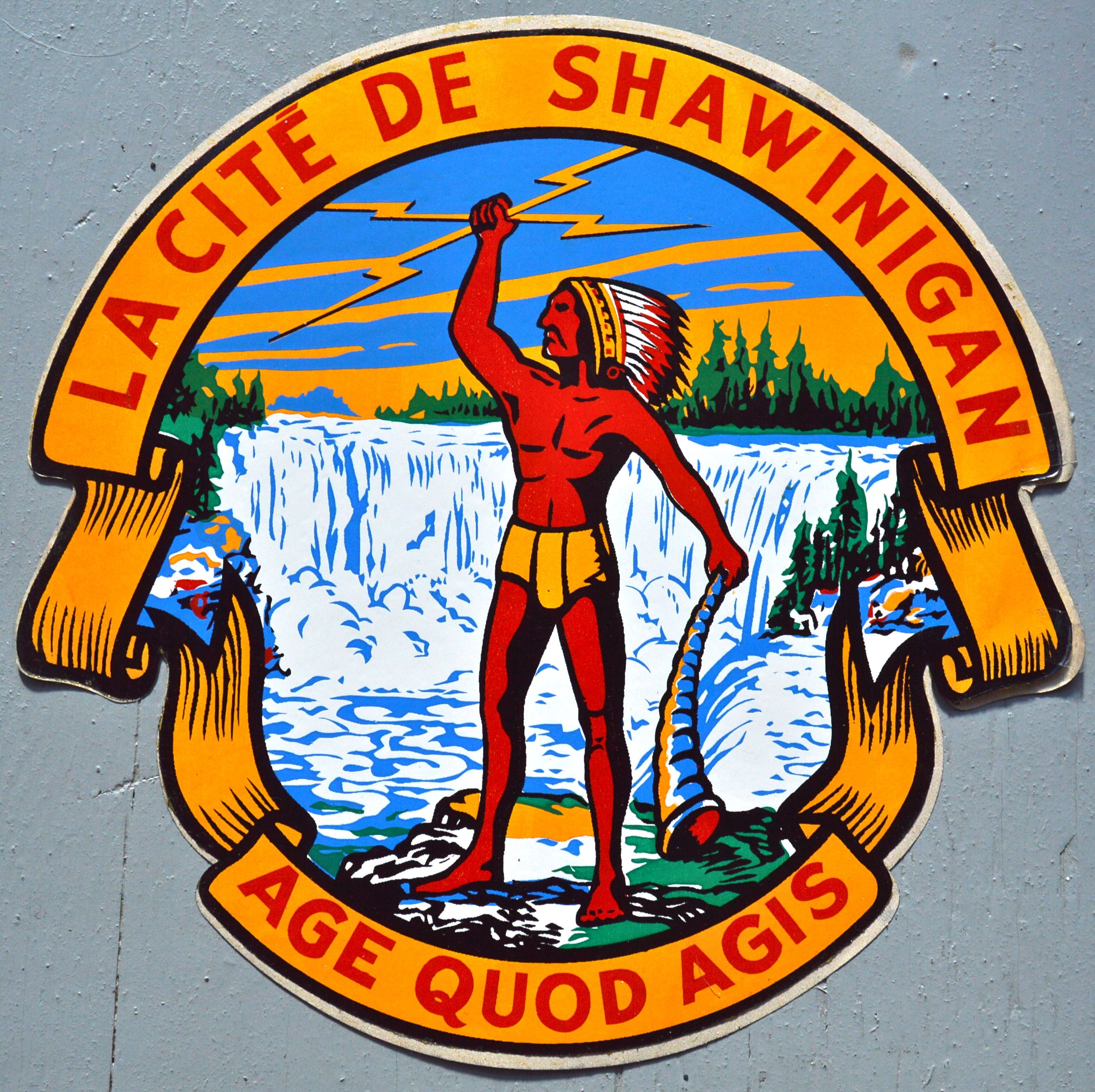
Age quod agis in het wapen van Shawinigan, Quebec

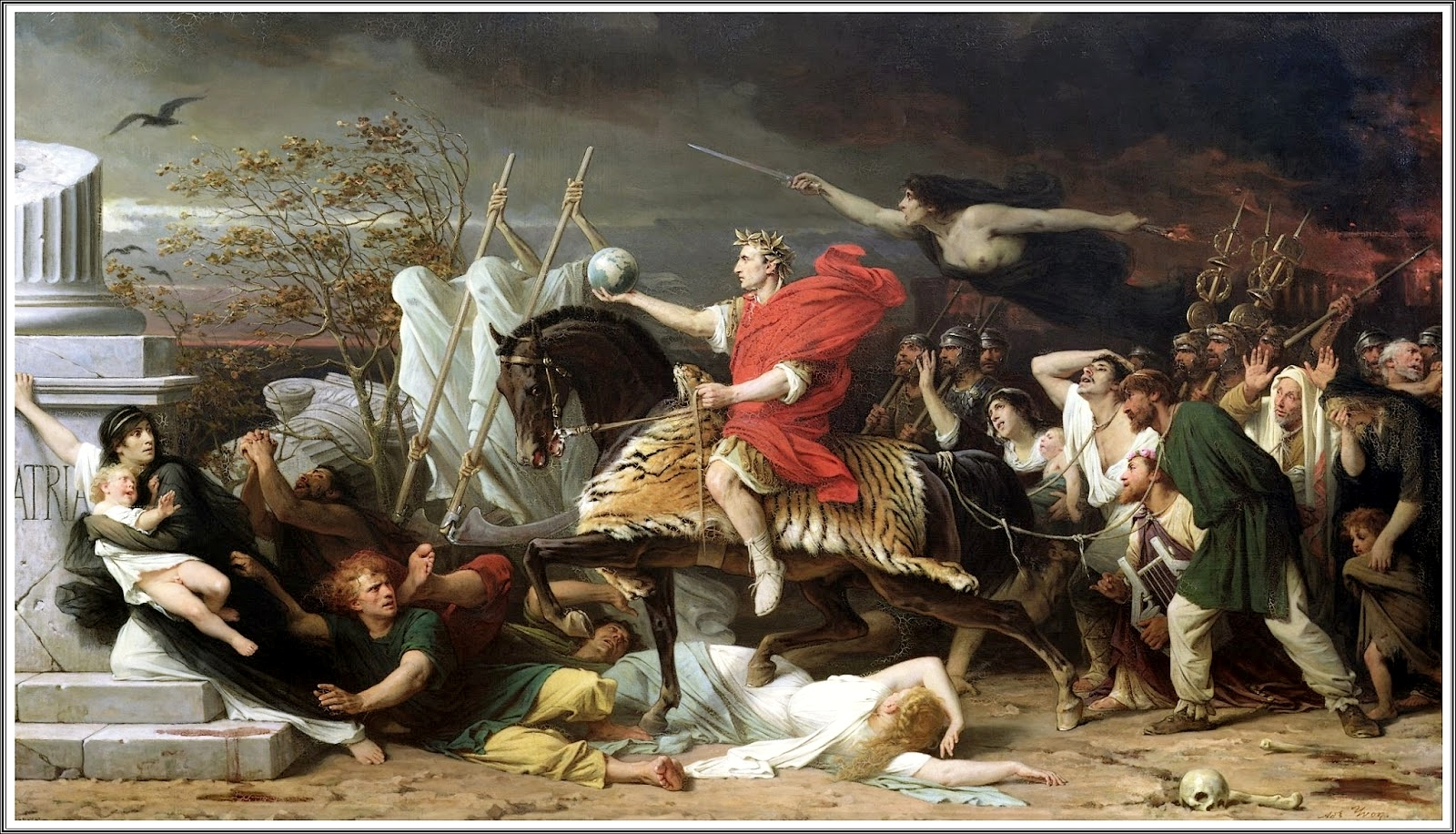
Caesar steekt de Rubicon over. Schilderij (1875) door Adolphe Yvon, Museum voor Schone Kunsten, Arras

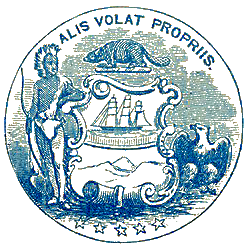
Zegel van Oregon met de spreuk Alis volat propriis

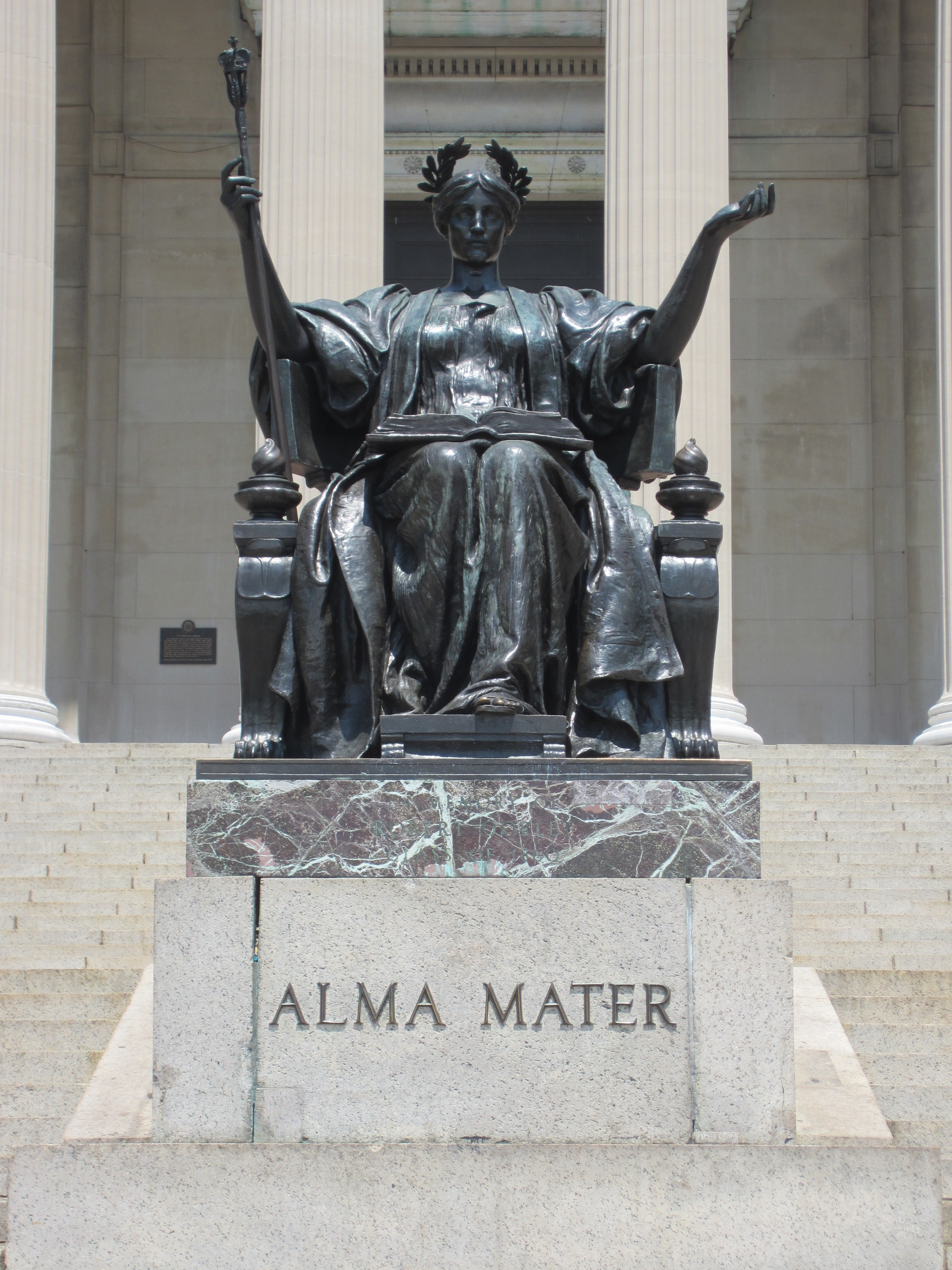
Alma mater, Columbia-universiteit, New York

Alteri vivas oportet, si vis tibi vivere op de Waldo Hutchins bank in Central Park (Manhattan)

Wapenschild van Canada (1994-2022) met spreuk A mari usque ad mare

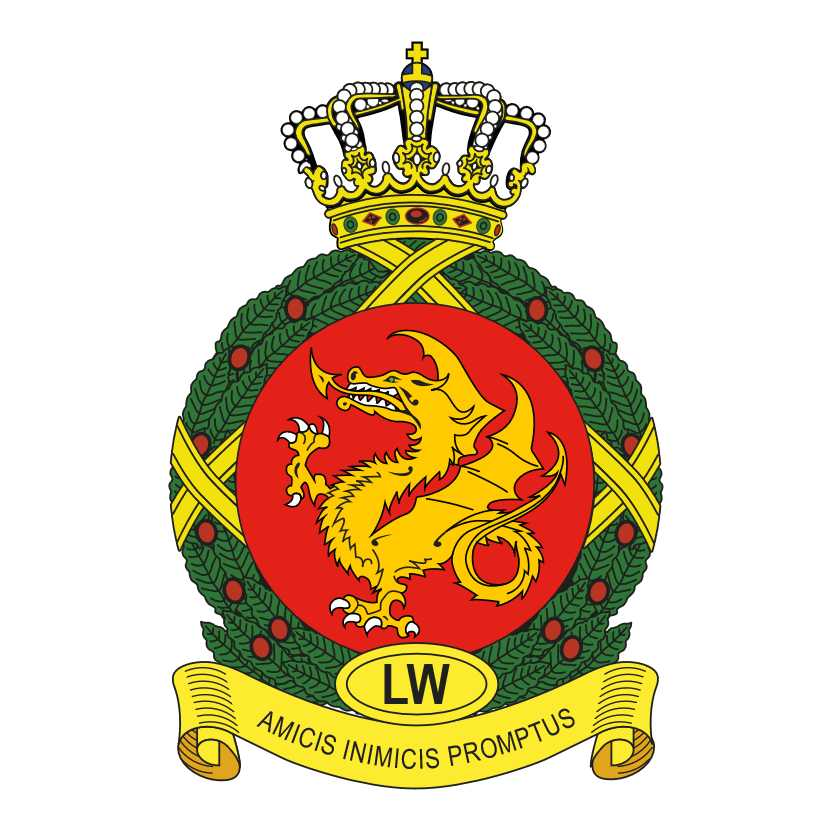
Amicis inimicis promptus. Motto Vliegbasis Leeuwarden

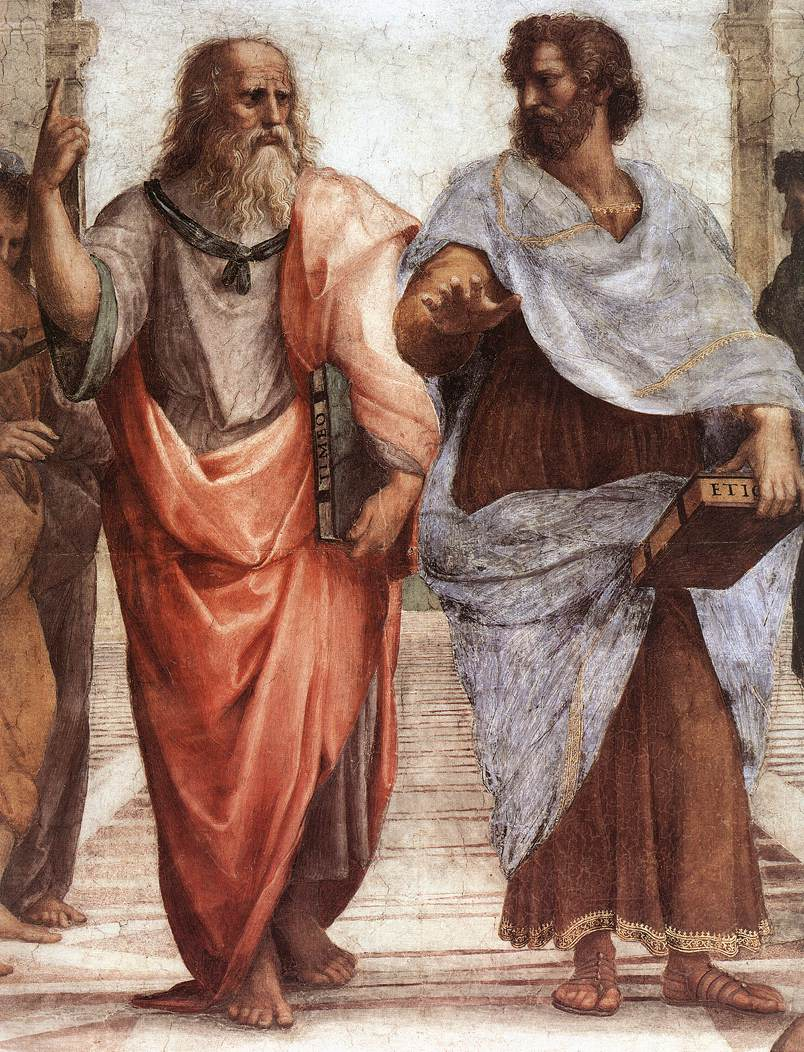
Plato en Aristoteles, detail uit De school van Athene, fresco van Rafaël in Vaticaanstad

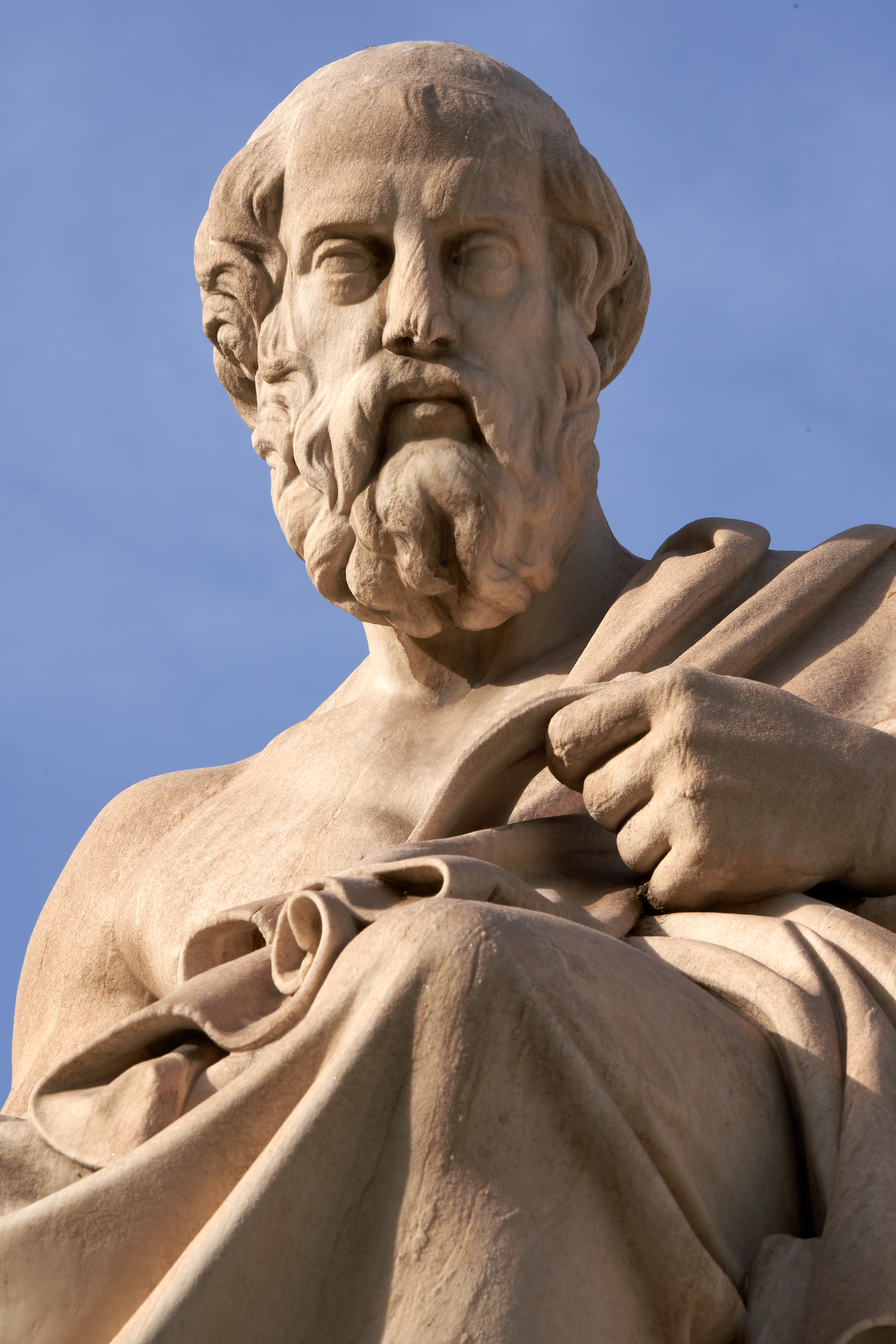
Plato door Leonidas Drosis bij de Atheense academie

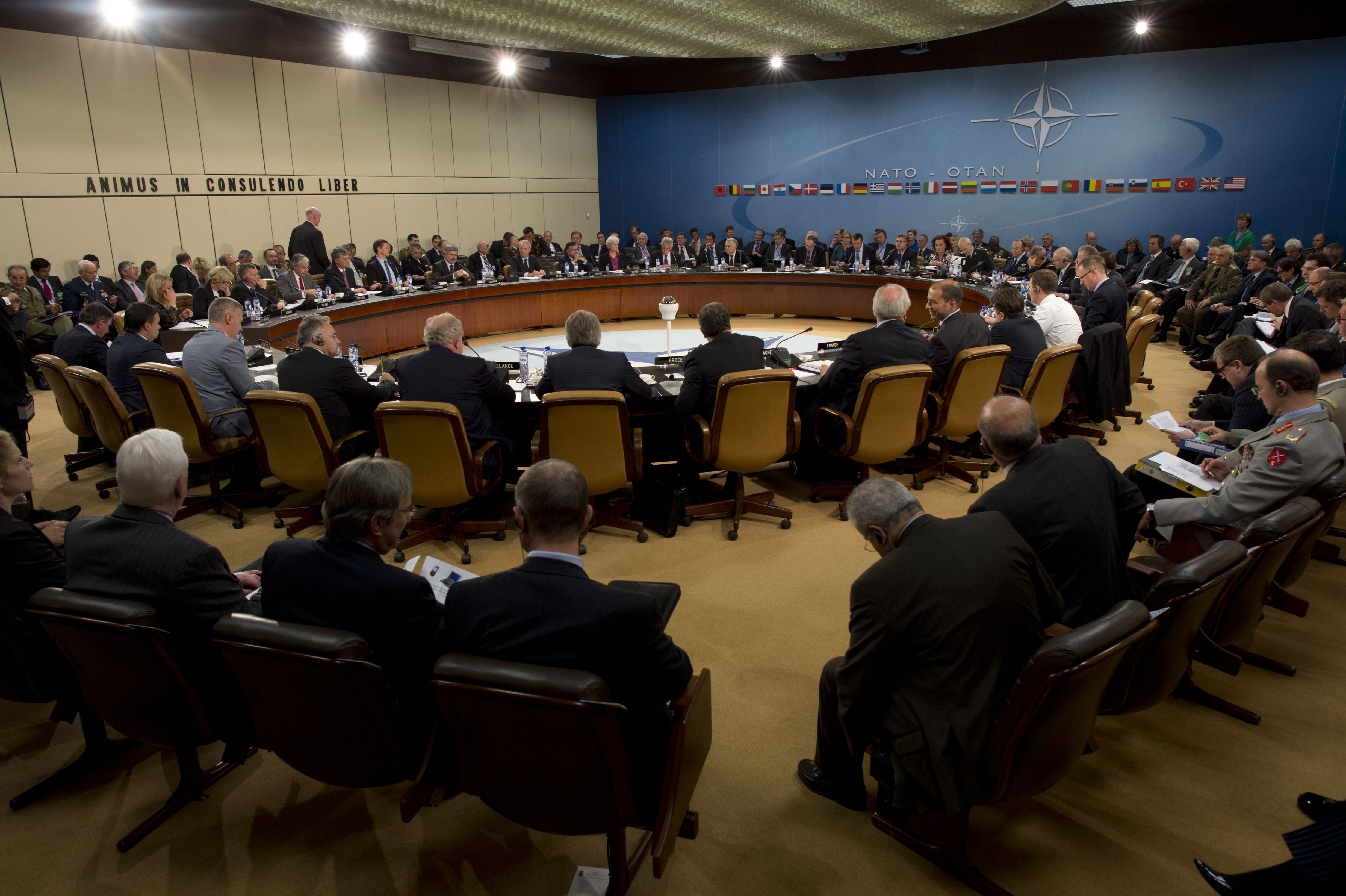
Animus in consulendo liber, vergaderzaal NAVO-hoofdkwartier in Brussel op 4 juni 2013

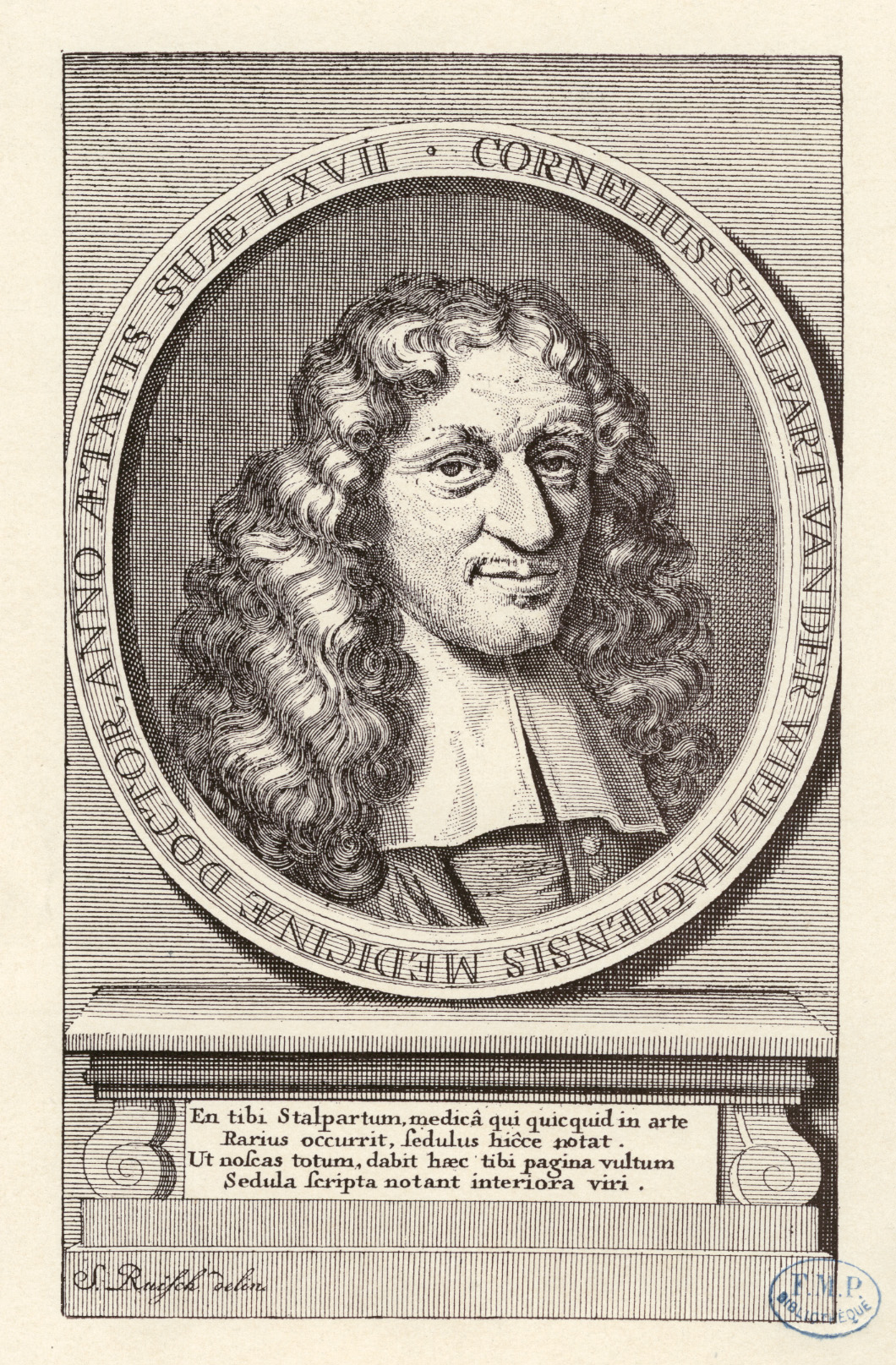
Vermelding anno aetatis suae LXVII (67 jaar) op portret van Cornelius Stalpart van der Wiel

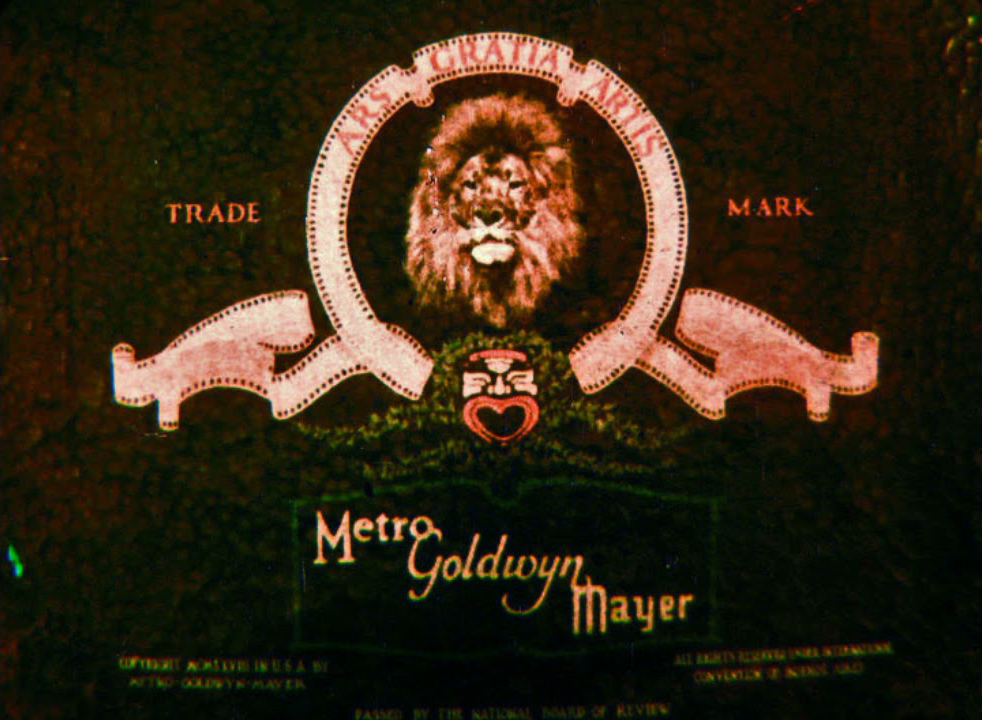
Ars gratia artis in een MGM-logo

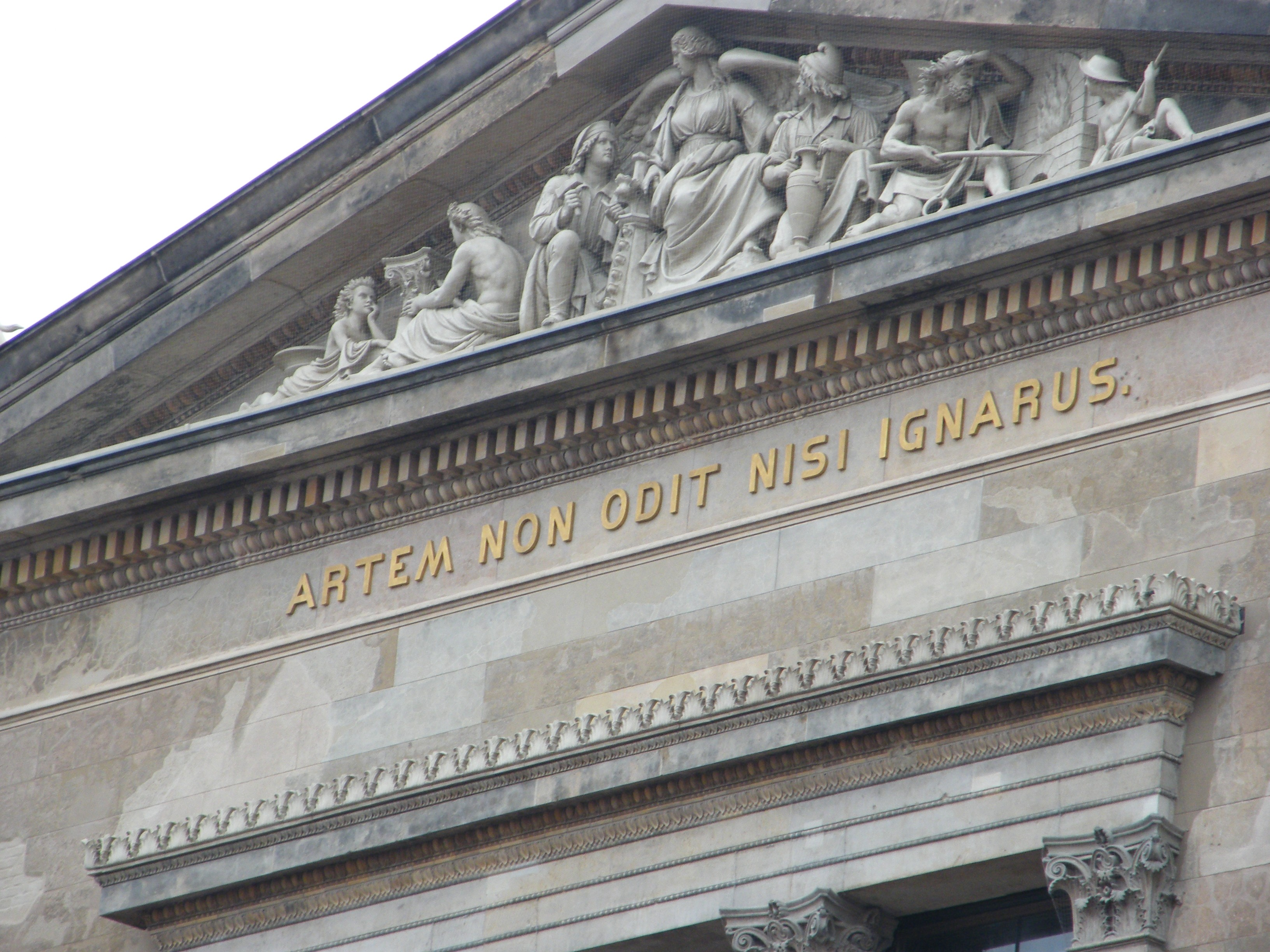
Artem non odit nisi ignarus op het Neues Museum in Berlijn

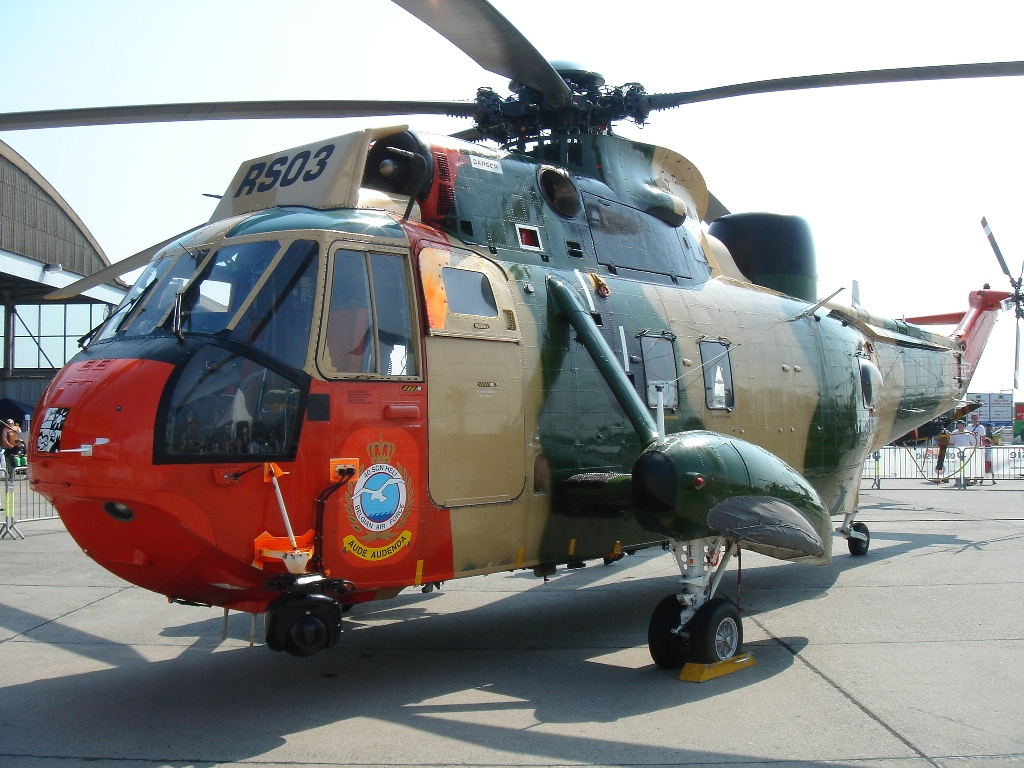
Aude audenda — Waag wat gewaagd moet worden als opschrift op een Sea King van het Belgische 40e smaldeel

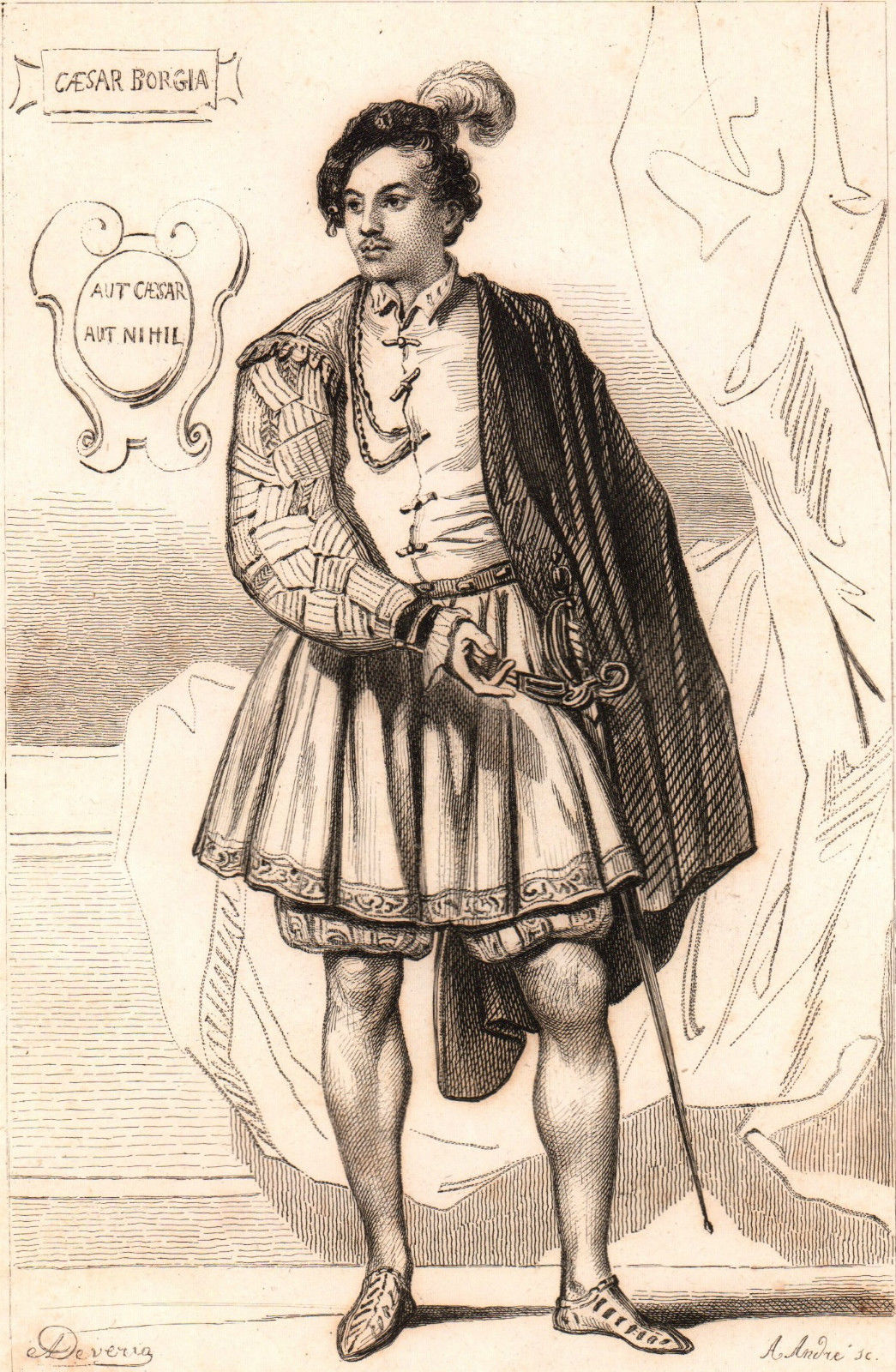
Cesare Borgia met het motto Aut caesar aut nihil, gravure door A. André naar een tekening van Achille Devéria

Ab absurdoUit het ongerijmde
Ab alio exspectes, alteri quod fecerisVerwacht van anderen wat je anderen aandeed - wie kaatst moet de bal verwachten (Publilius Syrus, Sententiae)
Ab amicis honesta petamusLaten we van onze vrienden louter eerzame dingen vragen (Cicero, De amicitia 13,44)
Ab asinis ad boves (transcendere)Van ezels naar ossen - van de hak op de tak (springen) (Plautus, Aulularia 2,2,58)
Abducet praedam qui occurit priorde buit wordt meegenomen door wie hem als eerste aantreft - wie het eerst komt, het eerst maalt (Plautus, Pseudolus 1198)
Ab equis ad asinosVan paarden naar ezels - van de hak op de tak (Erasmus, Adagia I)
Abeunt studia in moresLiefhebberijen worden tot gewoontes (Ovidius, Heroides 15,83)
Abi ad corvosLoop naar de raven - loop naar de maan
Ab igni ignem capereHet ene vuur met het andere aansteken - vgl. wat je zaait zul je oogsten (Cicero, De officiis 1,16,52)
Ab imo pectoreUit het diepst van het hart (Lucretius, De Rerum Natura 3, 57; Vergilius, Aeneis 6,55)
Ab incunabulisVanaf de windsels, van jongs af
Ab initioVanaf het begin, een ab initio berekening in de exacte wetenschappen gaat uit van eerste principes
Ab Iove principiumBij Jupiter is het begin - we beginnen met het belangrijkste (Vergilius, Bucolica 3, 60; Aeneis 7,219)
Ab ipso Lare incipeBegin bij je eigen haardgod - veeg eerst je eigen stoepje schoon
Abiit, excessit, evasit, erupitHij vertrok, ging weg, ontsnapte, barstte los (Cicero, In Catilinam 2,1,1)
Ab obice saeviorVerwoeder door de weerstand (Ovidius, Metamorfosen 3,571)
A bove maiore discit arare minorVan de oude os leert de jonge ploegen - zo de ouden zongen zo piepen de jongen
Ab ovoVanaf het begin, namelijk vanaf het tweelingei van Leda (Horatius, De arte poetica 147)
Ab ovo usque ad malaVanaf het ei tot de appels, van het begin tot het eind (van de maaltijd) (Horatius, Saturae 1,3,6-7)
Abrupte cadere in narrationemMet de deur in huis vallen (Quintilianus, Institutiones oratoriae 4,1,79)
Absens carensDe afwezigen worden overgeslagen
Absentem laedit, qui cum ebrio litigatHij die met een dronkaard bekvecht, kwetst een afwezige (Publilius Syrus, Sententiae)
Absint offensae cum fit celebratio mensaeLaat beledigingen achterwege als je aan de feesttafel zit
Absit invidia verboNiet kwaad bedoeld - men duide het niet euvel (Livius, Ab urbe condita, 9,18,5; 28,39,11; 36,7,7)
Absit reverentia veroMen moet de waarheid niet ontwijken [om een ander te sparen] (Ovidius, Heroides 5,11)
Absolvere ab instantiaVan het ten laste gelegde vrijspreken [bij gebrek aan bewijs]
Abundat dulcibus vitiisHij heeft veel beminnelijke tekortkomingen, hij is rijk aan sympathieke tekortkomingen (Quintilianus, Institutiones oratoriae 10,1,129)
Ab uno disce omnesDoor (de misdaad van) één (Griek) ken je ze (de Grieken) allemaal (Vergilius, Aeneïs 2,65-66)
Ab urbe condita (AUC)Vanaf de stichting van de stad (Rome), het begin van de Romeinse jaartelling, traditioneel in 753 v.Chr.
Abusus non tollit usumMisbruik heft het gebruik niet op
Abyssus abyssum invocatDe afgrond roept tot de afgrond - het ene misdrijf veroorzaakt het andere (Psalm 42, 7)
A cane non magno saepe tenetur aperEen niet al te grote hond vangt dikwijls een wild zwijn - vgl. Je weet nooit hoe een koe een haas vangt (Ovidius Remedia Amoris 422)
A capellaOp de wijze van de [pauselijke] kapel - gezongen muziek zonder begeleiding van instrumenten
Acceptissima semper munera sunt, auctor quae pretiosa facitHet meest welkom zijn altijd die giften die hun waarde ontlenen aan de gever (Ovidius, Heroides 16,71)
Accessorium sequitur principaleDe bijzaak volgt (is afhankelijk van) de hoofdzaak
Accidit in puncto quod non speratur in annoIn een oogwenk kan gebeuren wat men in een heel jaar niet verwacht (lijfspreuk van keizer Ferdinand I)
Accipe quam primum, brevis est occasio lucriNeem het meteen aan, kort is de kans op winst – je moet het ijzer smeden terwijl het heet is (Martialis, Epigrammata 8,9,3)
Accipere quam facere praestat iniuriamHet is beter onrecht te lijden dan het te begaan (Cicero, Tusculanae disputationes 5,19.56)
A cruce salusVan het kruis (van Christus) komt de redding
Acta(m rem) agereGedane zaken weer oppakken - nakaarten, mosterd na de maaltijd (Terentius, Phormio 491)
Acta probant se ipsaAkten bewijzen zichzelf, een stuk dat eruitziet als een notariële akte geldt als zodanig, tenzij het tegendeel wordt aangetoond
Acta fabula estHet verhaal is ten einde, laatste woorden van Romeinse toneelstukken - en van keizer Augustus
Actori incumbit probatioDe eiser in een rechtsgeschil moet het bewijs leveren, de bewijslast ligt op de eiser - zie: Affirmanti incumbit probatio
Actum agerezie Actam rem agere
Actus non facit reum nisi mens sit reaEen daad maakt een persoon niet schuldig, tenzij de geest (intentie) schuldig (kwaadaardig) is
Acuto homine nobis opus est, qui pervestiget quid sui cives cogitentEen scherpzinnig iemand hebben wij nodig, om achter de mening in het land te komen (Cicero, De oratore, 1,223)
Ad astra per asperaDoor tegenslag heen tot de sterren, motto van Gouda, van de staat Kansas en van de NASA, ook Per aspera ad astra
Ad captandam benevolentiamOm welwillendheid te verkrijgen - vgl. Captatio benevolentiae
Ad captandum vulgusOm het volk (voor zich) te winnen
Adde parvum parvo, magnus acervus eritVoeg beetje bij beetje toe en het zal een grote hoeveelheid worden (Ovidius)
Adeo in teneris consuescere multum estZo belangrijk is het zich van jongs af aan aan iets te wennen (Vergilius, Georgica 2, 272)
Ad fontesNaar de bronnen, oproep tot gefundeerde bezinning
Ad fundumTot de bodem, terug naar de bron, ook gezegd als aansporing een glas in één teug te ledigen.
Ad hocTen behoeve van dit, hiervoor, bij eenmalige maatregelen
Ad hominemOp de mens, op de man af; zonder omwegen; zie ook Argumentum ad hominem
Adhuc caelum volviturNog steeds draait de hemel - er is nog altijd hoop (Erasmus, Adagia, 4,4,8)
Adhuc sub iudice lis estDe zaak is nog onder de rechter, Zie ook: Grammatici certant (Horatius, De arte poetica 78)
Adhuc tua messis in herba estJe oogst is nog in de halm - je moet het vel van de beer niet verkopen voor hij geschoten is (Ovidius, Heroides 16,263-264)
Ad impossibile nemo teneturVan niemand kan worden verlangd het onmogelijke te doen 
Ad incitas redactusTot onbeweeglijkheid gedwongen (bordspelterm), schaakmat gezet (Plautus, Trinummus 537; Poenulus 906)
Ad infinitumTot in het oneindige
Ad interimVoor de tussentijd, waarnemend, tijdelijk plaatsvervangend
Ad Jesum per MariamTot Jezus door Maria, ook: Per Mariam ad Jesum. Belangrijk principe in het werk van de Heilige Louis de Montfort. Tevens motto van heiligdom Heiloo (Runxputte)
Ad kalendas GraecasOp de Griekse kalendae, op een dag die nooit komt, met sint-juttemis, de kalendae was een dag in de Romeinse kalender, niet de Griekse (Suetonius, De Vita XII Caesareum, Divus Augustus 87,1)
Ad libitum (ad lib.)Naar believen
Ad Limina (Apostolorum)Naar de drempels (van de apostelen), pauselijke wet uit 1587 die diocesane bisschoppen verplicht om op gezette tijden Rome te bezoeken, waar de graven van de apostelen Petrus en Paulus liggen
Ad litemMet het oog op het te voeren proces, de rechtsgang
Ad maiorem Dei gloriam (AMDG)Tot meerdere glorie van God, devies van de Jezuïetenorde
Ad modum MinelliOp de wijze van Minellius - letterlijk vertalend (Johannes Minellius, de in 1683 overleden rector van het Erasmiaans Gymnasium te Rotterdam, maakte letterlijke vertalingen van klassieke auteurs)
Ad mores natura recurrit damnatosDe natuur vervalt steeds in haar slechte gewoonten (Iuvenalis, Satiren 13,239-240)
Ad nauseamTot walgens toe
Adolescens laudandus, ornandus, tollendusDe jongeman moet worden geprezen, onderscheiden en... terzijde geschoven, uitspraak van Marcus Tullius Cicero, die dacht Octavianus te kunnen uitspelen tegen Marcus Antonius (Cicero. Epistulae ad Familiares 11.20,1)
Ad omne opus bonum paratusTot elk goed werk bereid (motto van de Premonstratenzers)
Ad patres ireNaar de vaderen gaan - sterven (Rechters, 2,10)
Ad perpetuam rei memoriamTe(r) eeuwiger nagedachtenis
Ad praesens ova cras pullis sunt melioraDe eieren van vandaag zijn beter dan de kippen van morgen - beter een vogel in de hand dan tien in de lucht (Rabelais, Gargantua 3,42)
Ad remGericht op de zaak die voorligt, ter zake, gevat, pertinent
Adsum qui feciHier ben ik, die het gedaan heeft - ik ben de dader (Vergilius, Aeneis 9,427)
Ad usum DelphiniTen gebruike van de Dauphin - de gekuiste versie (oorspronkelijk de gecensureerde uitgave van latijnse klassieken ten behoeve van le Grand Dauphin, later ironische term voor censuur)
Ad valvasAan de deuren, bij de ingang: verwijst naar het mededelingenbord bij de ingang, voor aanvullende informatie
Adversae res admonent religionumTegenslagen sporen aan tot godsdienst - nood doet bidden (Livius, Ab urbe condita V,51,8)
Advocatus Sancti SepulchriBeschermer van het Heilig Graf, eretitel van Godfried van Bouillon
AegideMet geitenhuid - achter het schild - onder de bescherming van
Aegrescit medendoDoor de behandeling wordt hij zieker (Vergilius, Aeneïs 12,46)
Aegri somniaDromen van een zieke - waanvoorstellingen van een zieke geest (Horatius, Ars poetica 7)
Aegroto dum anima est, spes estZolang een zieke nog reageert is er hoop - zolang er leven is, is er hoop (Cicero, Ad Atticum 9,10,3)
Aequa lanceMet de weegschaal in evenwicht - onpartijdig (Plinius de Oudere, Naturalis historia 7,7,5)
Aequa lege necessitas sortitur insignes et infimosVolgens een door niemand te ontkomen wet treft het noodlot aanzienlijken en onaanzienlijken (Horatius, Oden 3,1,14-15)
Aequalis aequalem delectatGelijk houdt van gelijk - soort zoekt soort. Zie: Similibus enim similia gaudent
Aequalitas non parit bellumGelijkheid brengt geen ruzie voort (Erasmus, Adagia 4,2,96)
Aequam memento rebus in arduis servare mentemDenk erom goede moed te houden in moeilijkheden (Horatius, Oden 2,3,1-2)
Aequo animoMet gelijkmoedige geest - zonder zijn kalmte te verliezen
Aequo animo audienda sunt imperitorum conviciaVerwijten van onkundigen moet men met gelatenheid aanhoren (Seneca, Brieven aan Lucilius 76,4)
Aere perenniusDuurzamer dan brons (Horatius, Oden 3,30,1)
Aer mea arena estDe lucht is mijn strijdtoneel
Aes triplexDriedubbel brons - sterk geharnast (Horatius, Oden 1,3,9)
Aetatis suae --, (Anno) aetatis suae--Op de [aangeduide] leeftjd
Aeternam servans sub pectore vulnusDiep in het hart de aanhoudende wonde voedend - met name in de betekenis: vol eeuwige wrok Vergilius, Aeneis 1,36)
Affirmanti incumbit probatioDe bewijslast ligt bij degene die iets beweert - zie: Actori incumbit probatio
A fortioriDes te sterker - des te meer
Age quod agis(of: age si quid agis) Doe wat je doet - als je iets doet, doe het dan goed (Plautus, Miles Gloriosus, 215; Persa 659)
Agere aut pati fortioraMaatregelen nemen of erger ondergaan (Livius, Ab urbe condita, 2,12). Motto dat Hendrik van Brederode vanaf 1565 als protest tegen de Inquisitie gebruikte.
Agnus DeiLam Gods, een uitdrukking die verwijst naar Jezus Christus; een gezang, deel uitmakend van het ordinarium van de katholieke mis
Ago ergo sumIk handel, dus ik besta
Alea iacta est / Alea iacta sitDe teerling is geworpen / De teerling zij geworpen, Julius Caesar, toen hij de Rubicon overstak. Volgens Plutarchus in het Grieks uitgesproken (Ἀνερρίφθω κύβος - Anerriphto kubos)
Aliam vitam, alios moresEen ander leven, andere zeden - andere tijden, andere zeden (Terentius, Andria 189)
AliasAnders genoemd
Aliena nobis, nostra plus aliis placentWat van een ander is bevalt ons meer, en het onze bevalt anderen weer meer (Publilius Syrus, Sententiae 28)
Aliena vitia in oculis habemus, a tergo nostra suntDe gebreken van een ander hebben we voor ogen, de onze zijn achter onze rug - de gebreken van een ander houden we in de gaten, de onze merken we niet op (Seneca, De ira 2,28,8)
AlibiOp een andere plaats
Alieni appetens, sui profususBelust op andermans bezit, kwistig met het zijne (Sallustius, De Catilinae coniuratione 5,4)
Alieni iurisVan het recht van een ander - vallend onder de wet van een andere macht of het gezag van een andere persoon
Aliis si licet, tibi non licetAl mogen anderen het, dan mag jij het nog niet (Terentius, Heauton Timorumenos 797), zie Quod licet Iovi non licet bovi
Aliquando et insanire iucundum estHet is soms prettig ook eens gek te doen (Seneca, De tranquillitate animi 17,10)
Aliquis malo fuit usus in illoEr was bij dat ongeluk nog iets van nut - een geluk bij een ongeluk (Ovidius, Metamorfosen 2,332)
Alis volat propriisZij vliegt op eigen vleugels 
Alitur vitium vivitque tegendoHet kwaad wordt gevoed en blijft bestaan als men het verbergt (Vergilius, Georgica 3,454)
Aliud est celare, aliud tacereIets verzwijgen is wat anders dan erover te zwijgen - iets met opzet verborgen houden is wat anders dan er niet over praten (Cicero, De officiis 3,12,52)
Alium silere quod voles, primus sileWaarover je wilt dat een ander zwijgt, zwijg daarover zelf als eerste (Seneca, Phaedra, 884)
Alius aliud dicitEen ander zegt iets anders, ieder vogeltje zingt zoals het gebekt is
Alma materDe voedende moeder, onder meer aanduiding voor (iemands) universiteit
Alta alatis patentHoogten liggen open voor vleugels, de hoogste sferen liggen open voor wie vleugels heeft. Devies, onder meer van het voormalige vliegveld Ypenburg
Alta mente repostumDiep in het hart bewaard (Vergilius, Aeneis 1,26)
Altera parsDe andere kant, het tweede deel, zoals in audiatur et altera pars (zie aldaar) of inaudita altera parte: zonder tegenpartij te hebben gehoord (is rechtvaardig handelen niet mogelijk), vermeld in Seneca's Medea
Alter egoEen andere ik (Ovidius, Amores 1,7,32)
Alteri vivas oportet, si vis tibi vivereJe moet voor anderen leven als je voor jezelf wil leven (Seneca, Epistulae Morales ad Lucilium 48,2)
Alterius non sit, qui suus esse potestWie op zichzelf kan staan, moet niet van een ander afhankelijk zijn (motto van Paracelsus)
Alterum alterius auxilio egetHet ene heeft de hulp van het andere nodig (Sallustius, De Catilinae coniuratione 1,7)
Alterutrum, neutrum utrumqueEen van beide: geen of allebei
AltioraHogere dingen
Altissima quaeque flumina minimo sono labunturJuist de diepste rivieren stromen met het minste geluid - stille waters hebben diepe gronden (Curtius, Historiarum Alexandri Magni Macedonis Libri Qui Supersunt 7,4,13)
Altum silentiumDiep stilzwijgen
Ama et fac quod visBemin en doe wat je wilt - Vervorming (meestal in verband met verliefden) van Augustinus' uitspraak Dilige et quod vis fac
Ama nesciri (et pro nihilo reputari)Hou ervan onbekend te blijven (en als nietswaardig beschouwd te worden) (Thomas a Kempis, De imitatione Christi 1,2,15)
Amantes amentesVerliefden zijn verdwaasden - klucht (1609) van Gabriel Rollenhagen, titel waarschijnlijk variatie op 'amens amansque
Amantium irae amoris integratio estDe ruzies van verliefden zijn een vernieuwing van hun liefde (Terentius, Andria 555)
Amare et sapere vix deo concediturTegelijk verliefd en wijs zijn is voor een god nauwelijks mogelijk (Publilius Syrus, Sententiae 22)
A mari usque ad mareVan zee tot zee, Psalm 71(72): 8, motto van Canada
Amat victoria curamDe overwinning houdt van zorg - een overwinning eist inzet (Catullus, Carmina 62,16)
Amens amansqueVerdwaasd en verliefd (Plautus, Mercator 82)
Amici mores noveris, non oderisHet karakter van een vriend moet men kennen, niet haten (Publilius Syrus, Sententiae 58)
Amicis inimicis promptusVoor vriend en vijand paraat (motto Vliegbasis Leeuwarden)
Amicitiae immortales esse debent, inimicitiae mortalesVriendschappen moeten onsterfelijk zijn, vijandschappen sterfelijk (Livius, Ab urbe condita 40,46,12)
Amicitia fortiorSterker door vriendschap
Amicus certus in re incerta cerniturEen echte vriend wordt in onzekere tijden opgemerkt (Cicero, Laelius de amicitia 17,64)
Amicus curiaeVriend van de rechtbank
Amicus optimae vitae possessioEen vriend is het beste bezit in het leven (lijfspreuk van koning Albrecht II)
Amicus Plato, sed magis amicus veritasPlato is mijn vriend, maar de waarheid is nog meer mijn vriend - ik verkies de waarheid boven Plato (later werd ook de naam Socrates of Aristoteles in plaats van Plato genoemd) (naar Aristoteles, Ethica Nicomachea 1,4,1096a,16)
Amore, more, ore, re, nascuntur amicitiaeUit liefde, gewoonte, mondeling verkeer, en daden, ontstaan vriendschappen (middeleeuwse spreuk)
Amor et melle et felle est fecundissimusDe liefde is overmatig rijk aan honing en aan gal (Plautus, Cistellaria 69)
Amor fatiLiefde voor het noodlot, lotsaanvaarding
Amoris vulnus idem sanat, qui facitDe wond van de liefde kan slechts door degene geheeld worden die haar maakt (Publilius Syrus, Sententiae)
Amor non talia curatDe liefde bekommert zich niet om dergelijke [kleine] dingen (Vergilius, Bucolica 10,28)

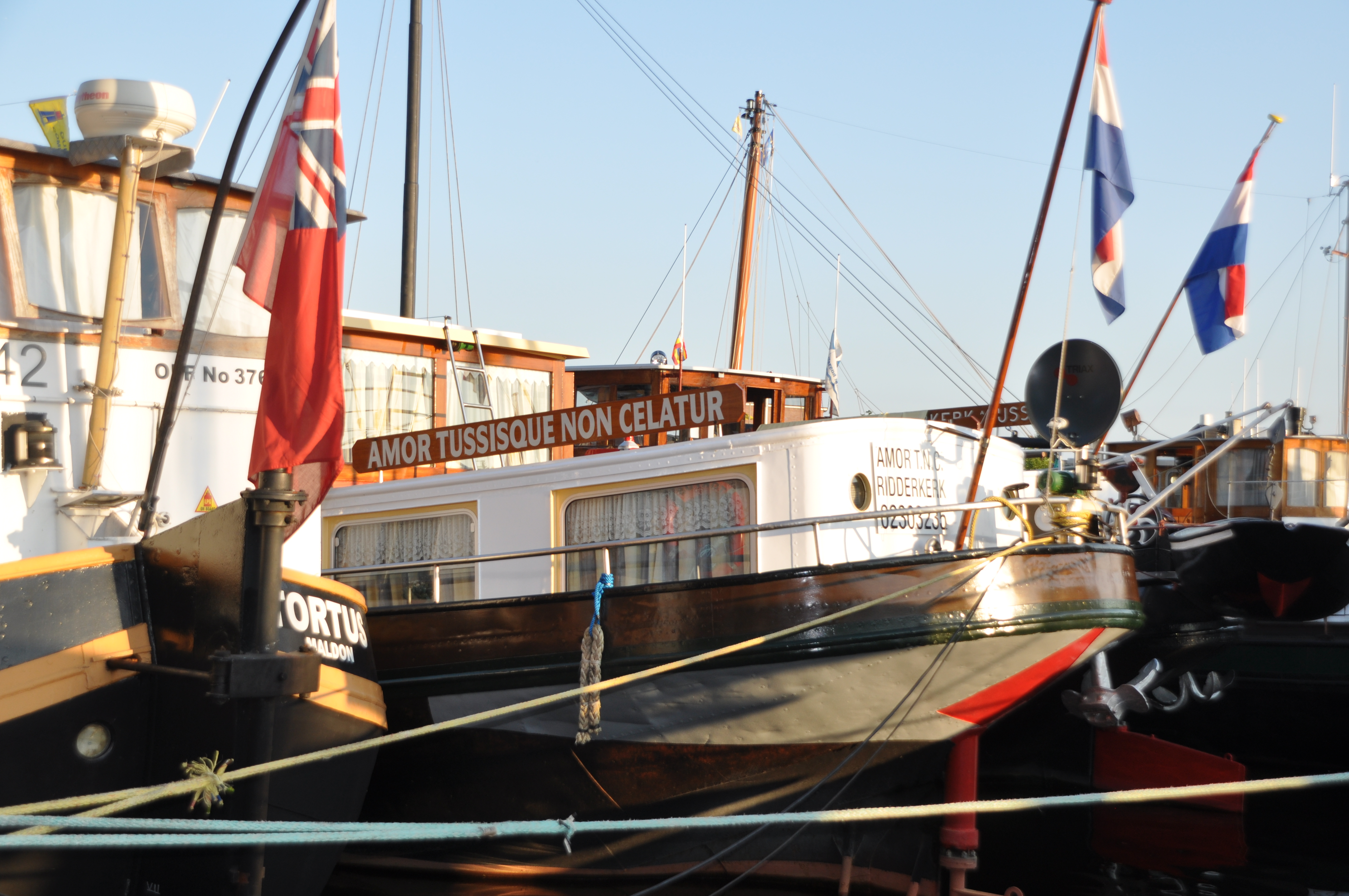
Het Nederlandse varende woonschip Amor tussisque non celatur

Amor omnibus idemDe liefde is voor allen gelijk (iedereen is onderworpen aan de macht van de liefde) (Vergilius, Georgica 3,244)
Amor patriae nostra lexVaderlandsliefde is onze wet
Amor sceleratus habendiMisdadige hebzucht (Ovidius, Metamorfosen 1,131
Amor tollit timoremDe liefde heft de vrees op - liefde is sterker dan angst (Eerste brief van Johannes 4,18)
Amor tussisque non celaturLiefde en hoest kan men niet verbergen (Erasmus, Adagia 5,1,63)
Amor vincit omniaLiefde overwint alles, zie ook Omnia vincit amor
Ana partes aequales (a.a.)Van elk gelijke delen - geeft in een doktersrecept aan dat er gelijke hoeveelheden van stoffen in het geneesmiddel moeten worden verwerkt
Anima candidaEen blanke ziel - een oprecht, argeloos karakter [over Vergilius] (Horatius, Satiren 1,5,41)
Anima ChristiZiel van Christus, titel (eerste woorden) van een veertiende-eeuws gebed
Anima cogitativaDenkende ziel - de ziel, zoals Aristoteles die aan de mensen toeschreef (Aristoteles, Over de ziel)
Animae dimidium meae [amicus]De helft van mijn ziel - mijn boezemvriend (Horatius, Oden 1,3,8)
Anima eternaEeuwige ziel, naam van een internationaal projectorkest, in 1987 opgericht door Jos Van Immerseel
Animal bipes implumeTweevoetig ongevederd dier - definitie door Plato van de mens (ζῷον δίπουν ἄπτερον - dzoon dipoun apteron)
Animalium hominumque salutiTot heil van mens en dier
Animal laboransHet werkende dier - definitie door Hannah Arendt van de mens
Anima mundiWereldziel, volgens Plato de geest die alles in de wereld doordringt (ψυχή κόσμου - psychè kosmou)
Anima sensitivaVoelende ziel - de ziel zoals Aristoteles die aan de dieren toeschreef (Aristoteles, Over de ziel)
Anima vegetativaPlantaardige ziel - de ziel, zoals Aristoteles die aan de planten toeschreef (Aristoteles, Over de ziel)
Animo deliberatoMet vastbesloten wil - met voorbedachten rade
Animo nunc huc nunc fluctuat illucIn zijn hart neigt hij nu eens tot dit, dan weer tot dat (Vergilius, Aeneis 10,680)
Animum fortuna sequiturHet geluk volgt de moed. Devies van het Regiment Huzaren Prins van Oranje. Vgl. Audentes fortuna iuvat, Fortes fortuna adiuvat, het geluk is met de dapperen
Animus hominis semper appetit agere aliquidDe geest van een mens verlangt er altijd naar iets te bereiken (Cicero, De finibus bonorum et malorum 5,20)
Animus in consulendo liberEen geest, vrij om te beraadslagen (motto vergaderzaal NAVO-hoofdkwartier, Brussel) (Sallustius, Catilinae Coniuratio 52,21, Cato de Jongere citerend)
An nescis, mi fili, quantilla prudentia regitur orbis?Weet je dan niet, mijn zoon, met hoe weinig wijsheid de wereld geregeerd wordt? (Axel Oxenstierna)
An nescis longas regibus esse manus?Weet je dan niet dat de armen van vorsten lang zijn? (Ovidius, Heroides 16,166)
(Anno) aetatis suaeIn het jaar van zijn/haar leven, op de leeftijd van, ook afgekort aetas, aet., A.A.S. of A.S.: betreft het vermelden, op grafstenen en kunstwerken (bijvoorbeeld schilderijen), van de leeftijd van de geportretteerde; in een necrologie voluit: obiit anno... ætatis suæ, om de ouderdom van de overleden persoon aan te geven
Anno DominiIn het jaar van de Heer, het aantal verstreken jaren sinds de geboorte van Jezus Christus, het begin van de christelijke jaartelling
Antebellum, ook ante-bellum"voor de oorlog", verwijzend naar (iedere) vooroorlogse periode, in het bijzonder naar de tijd voor de Amerikaanse Burgeroorlog
Ante coenam (a.c.)Voor de maaltijd - geeft in een doktersrecept aan dat het medicijn voor het eten moet worden ingenomen
Ante meridiem (A.M.)Voor het middaguur, het tijdvak van 12 uur 's nachts tot 12 uur 's middags, zie ook Post meridiem
Antiqua virtute et fideVan ouderwetse eer en trouw (Terentius, Adelphoe 3,3,86)
Antiquus amor cancer estOude liefde is een kanker - oude liefde roest niet (Petronius, Satyricon 42,7)
Aperto libroWaar het boek opengeslagen is - à l'improviste
A posse ad esse non valet consequentiaVan het kunnen kan men niet concluderen tot het zijn - uit de mogelijkheid dat iets bestaat kan men niet de gevolgtrekking maken dat het bestaat
A posterioriAchteraf gedacht, vanuit de ervaring
Apparatus criticusKritische uitbreiding - overzicht van alle varianten van een tekst met toelichting, onderaan de pagina
Apparent rari nantes in gurgite vastoHier en daar verschijnen ze zwemmend in de uitgestrekte zee, meestal kort (en ironisch) als Rari nantes, zeldzame zwemmers (Vergilius, Aeneis 1,118)
A prioriVan tevoren, voorafgaand aan de zintuiglijke waarneming
Apud novercam queriKlagen bij zijn stiefmoeder - bij iemand aan het verkeerde adres zijn (Plautus, Pseudolus 314)
Aqua a pumice nunc postulasNu verlang je water van een puimsteen - van een kale kip kan men geen veren plukken (Plautus, Persa 41)
Aqua regiaKoningswater, triviale naam voor het 3:1-mengsel van geconcentreerd zoutzuur en geconcentreerd salpeterzuur. Zo genoemd omdat goud en ook andere edelmetalen erin oplossen.
Aqua turbida piscosior estTroebel water is visrijker (dan zuiver water), Peter van Blois. - In troebel water is goed vissen. Vgl. Est captu facilis turbata piscis in unda. Uit de miserie van een ander is meer profijt te trekken, of ook: uit een moeilijke situatie toch nog voordeel trekken.
Aquila non captat muscasEen arend vangt geen vliegen, belangrijke mensen houden zich niet met beuzelarijen bezig, (Erasmus, Adagia 3,2,65)
Arare litusHet strand ploegen - zich onnodig druk maken (Ovidius, Tristia 5,4,48)
Arbiter elegantiarumEen deskundige in verfijnde zaken - een fijnproever (Tacitus, Annales 16,18 over Gaius Petronius Arbiter)
Ardeat vitaHet leven brande, het leven bruise, zinspreuk van de Amsterdamsche Vrouwelijke Studenten Vereeniging
Ardet nec consumiturHet brandt, maar wordt niet verteerd, motto van de Abdij van Grimbergen
Argentum auro, utrumque virtute ceditZilver wijkt voor goud, en beide voor de deugd. Motto van Piet Hein
Argumentum ad baculumArgument met de knuppel, beroep op de stok, drogreden: er is geen sprake van argumenteren, maar van bedreigen
Argumentum ad crumenamBeroep op rijkdom, drogreden: de veronderstelling dat iemand gelijk heeft omdat hij rijk is
Argumentum ad hominemBeroep op de man, drogreden van de persoonlijke aanval: er wordt op de man gespeeld, niet op wat hij zegt
Argumentum ad lazarumBeroep op armoede, beroep op (de Nieuwtestamentische armoedzaaier) Lazarus, drogreden: de veronderstelling dat iemand gelijk heeft, omdat hij arm is
Argumentum ad populumBeroep op het volk, beroep op de massa, drogreden: de veronderstelling dat de meerderheid gelijk heeft
Argumentum ad verecundiamArgument uit eerbied, beroep op autoriteit, de veronderstelling dat iemand gelijk heeft omdat hij als respectabel wordt gezien
Arma virumque canoIk bezing de held en zijn wapenfeiten - aanhef van Vergilius'  Aeneis (1, 1)
Armis(que) potentius aequum(En) het recht is sterker dan wapens (Ovidius, Fasti 3,281
Ars Aemula NaturaeDe kunst wedijvert met de natuur (Apuleius, Metamorphoses 2,4), naam van een Leidse kunstenaarsvereniging, opgericht in 1694
Ars amatoriaDe kunst van de liefde, Minnekunst, (in feite: de kunst van het verleiden), titel van een leerdicht van Ovidius; ook geciteerd als ‘’’Ars Amandi’’’, De kunst van het liefhebben
Ars gratia artisKunst uit liefde voor de kunst, motto van filmmaatschappij Metro-Goldwyn-Mayer (MGM), vgl. l'art pour l'art
Ars longa, vita brevisDe kunst (professionele vaardigheid) is lang, het leven kort, uitspraak van de Griek Hippocrates in een Latijnse vertaling door Seneca (De brevitate vitae 1,1). Het vak van Hippocrates was de geneeskunst, het duurde langer dan een leven om die te leren.
Ars medicaGeneeskunst
Ars vivendiDe levenskunst, het opgewassen zijn tegen het leven
Artem non odit nisi ignarusSlechts een onwetende haat de kunst
Arti et AmicitiaeVoor de kunst en de vriendschap; een Amsterdamse vereniging van beeldende kunstenaars en kunstliefhebbers
Asinus ad lapidem non bis offendit eundemEen ezel stoot zich geen twee keer aan dezelfde steen
A solis ortu usque ad occasumVan zonsopkomst tot zonsondergang (Psalm 113,3) - In de heraldiek, met name van het Spaanse Rijk, gebruikt in de betekenis "waar de zon nooit ondergaat"
Assistens Throno PontificioBisschop-assistent bij de pauselijke troon; een eretitel
Auctor opus laudatDe maker looft het werk (Ovidius, Epistulae ex Ponto 3,9,9)
Audacia pro muro et scuto opusDurf is onze muur, de daad is ons schild, Cornelis Jol
Audacter calumniare, semper aliquid haeretLaster maar brutaal, er blijft altijd iets van hangen (Francis Bacon, De dignitate et augmentis scientiarum). Ten onrechte toegeschreven aan Pierre Beaumarchais als Calomniez, calomniez, il en reste toujours quelque chose
Audax Iapeti genusHet arrogante nageslacht van Iapetus (bedoeld wordt: Prometheus) - het menselijk geslacht (Horatius, Oden 1,3,27)
Audax omnia perpetiMoedig wagend alles te doorstaan (Horatius, Oden 1,3,25)
Aude audendaWaag wat gewaagd moet worden, motto van het Belgische 40e smaldeel
Audemus jura nostra defendereWij durven onze rechten te verdedigen, motto van Alabama
Audendo magnus tegitur timorAchter heldhaftigheid gaat vaak een grote vrees schuil (Lucanus, Pharsalia 4,702). Vgl. Een held is soms slechts een lafaard die te bang was om te vluchten (Thomas Fuller (1608-1661))
Audendum est, fortes adiuvat ipsa VenusMen moet durven, Venus zelf staat de dapperen bij - men moet dapper zijn, het geluk helpt de moedigen Tibullus, Elegieën 1,2,16). Zie ook: Audentes fortuna iuvat
Audentes Deus ipse iuvatGod zelf helpt hen die durven (Ovidius, Metamorfosen 10,586)
Audentes fortuna iuvatHet lot begunstigt de dapperen - wie niet waagt, die niet wint (Vergilius, Aeneis 10,284). Zie: Fortes fortuna adiuvat
Audi, vide, tace, si tu vis vivere in paceHoor, zie en zwijg, als je in vrede wilt leven
Audi alteram partemLuister naar de andere kant, hoor en wederhoor, ook als:
- Audi et alteram partem: Hoor ook de tegenpartij, gevelopschrift op het voormalige gerechtsgebouw te Alkmaar
- Audiatur et altera pars: Ook de tegenpartij worde gehoord (Seneca, Medea 199)

Aurea mediocritasDe gouden middelmaat, de gulden middenweg (Horatius, Oden 2,10,5)
Aurea sunt vere nunc saecula, plurimus auro venit honos, auro conciliatur amorNu is het echt de gouden eeuw, naar goud gaat de meeste eer, met goud wordt liefde verworven - Iedereen is nu om te kopen, met geld verwerft men zowel eer als liefde (Ovidius, Ars amatoria 2,277-8)
Auribus lupum tenereEen wolf bij de oren hebben - zich in een lastig parket bevinden (Terentius, Phormio 506)
Aurum potestas estGoud is macht
Aut Caesar, aut nullusOf de keizer, of niemand. Als Aut caesar aut nihil motto van Cesare Borgia
Aut dosce, aut disce, aut discedeOnderwijs, leer of ga weg (inscriptie op St. Paul's School in Londen volgens Samuel Pepys
Aut nunc, aut numquamNu of nooit (ook: Nunc aut numquam)
Aut omnia, aut nihilAlles of niets
Aut viam inveniam, aut faciamOf ik vind een weg, of ik maak er een - Waar een wil is, is een weg
Aut vincere aut moriOverwinnen of sterven
Ave imperator, morituri te salutantHeil keizer, zij die gaan sterven groeten U (Suetonius, De Vita Caesarum. Divus Claudius 21,6)
Ave verum corpus natum de Maria VirgineGegroet waarlijk lichaam (van Christus), geboren uit Maria, de maagd. Aanhef van een hymne uit de veertiende eeuw, ter gelegenheid van het feest van Sacramentsdag.
A verbis legis non est recedendumVan het woord van de wet mag men niet afwijken - aan de tekst van een wet mag men niets wijzigen
Avoca teAmuseer je, veel plezier

## B
Balnea vina venus corrumpunt corpora nostra, sed vitam faciunt balnea vina venusBaden, wijn en seks vernielen onze lichamen, maar baden, wijn en seks maken het leven (deel van een grafgedicht, carmen sepulcrale, op een familiegraf)
Barba non fecit filosofumEen baard maakt nog geen filosoof (beter is: Barba non facit philosophum)
Barba tenus sapientesTot aan de baard zo wijs, ogenschijnlijk wijs (Erasmus, Adagia)
Barbarus hic ego sum, quia non intellegor ulliIk ben hier een vreemdeling omdat ik door niemand begrepen word (Ovidius, Tristia 5,10,37)
Beati pauperes spirituZalig zijn de armen van geest (Mattheüs 5:3; Lucas 6:20)
Beatus dies luna proximo estGelukkig is het bijna maandag (motto van 2e peloton A-cie 44e Painfbat)
Beatus homo qui invenit sapientiamGelukkig is de mens die wijsheid vindt/gevonden heeft (Spreuken 3:13, motto van Gymnasium Apeldoorn)
Beatus ille, qui procul hominibusGelukkig is hij die ver van de mensen woont
Beatus, qui prodest, quibus potestHij die iedereen helpt die hij kan helpen, is een gelukkig man
Bene agere et nil timereGoed doen en niets vrezen (familiespreuk van Albada Jelgersma)
Bene diagnoscitur, bene curaturIets dat goed gediagnosticeerd wordt, kan genezen worden
Benigno numineMet de geest van de Voorzienigheid. Als Benigno Numine motto van William Pitt, tevens van het grootzegel van Pittsburgh
Bellum ita suscipiatur, ut nihil aliud nisi pax quaesita videaturDe oorlog moet zo opgenomen worden, dat niets anders tenzij de vrede schijnt gezocht te worden (Cicero)
Bis dat, qui cito datHij geeft tweemaal, die snel geeft (Erasmus, Adagia)
Bis repetita manentWat men tweemaal herhaald heeft, blijft in de herinnering
Bis repetita non placentHerhalingen vallen niet in goede aarde (Horatius, Ars Poetica 365)
Bona diagnosis, bona curatioEen goede diagnose is een goed medicijn
BonafideTe goeder trouw
Bona malis paria non suntHet geluk is niet opgewassen tegen het ongeluk (Plinius Maior)
Bona valetudo melior est quam maximae divitiaeGoede gezondheid is meer waard dan de grootste rijkdom
Boni pastoris est tondere pecus, non deglubereEen goede herder scheert zijn schapen, maar trekt hen niet het vel over de oren.
Bonis nocet qui malis parcitWie de slechteriken spaart, benadeelt de goeden (Seneca)

## C

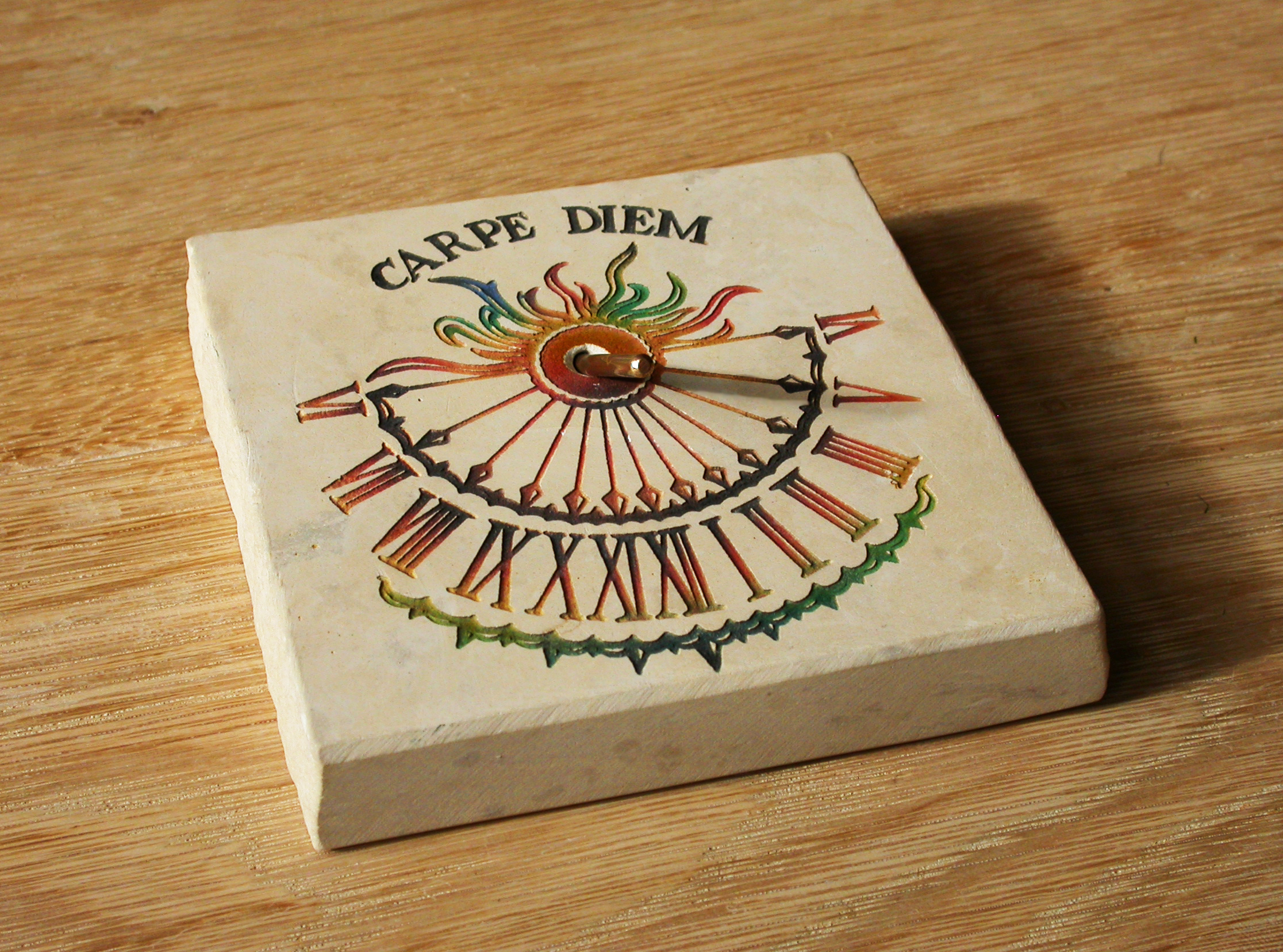
Carpe diem

Caelestia cude armasmeed hemelse wapens (Jan Baptist de Smet)
Calcanda semel via letiDe weg des doods moet eenmaal betreden worden
Calcat iacentem vulgusHet volk geeft de liggende een trap na
CalculusRekensteentje (e.g. in een telraam) (een tak van wiskunde, een verstening in het lichaam)
Camera obscuraDonkere kamer (een optisch instrument, een werk van Hildebrand)
Candida pax homines, trux decet ira ferasOprechte vrede past mensen goed, zoals woeste woede dieren past (Ovidius)
Candore notabilis alboOpmerkelijk door haar blanke onschuld
Canes latrantes non mordentBlaffende honden bijten niet
Canis timidus vehementius latrat quam mordetEen bange hond blaft heftiger dan hij bijt
Captatio benevolentiaeHet verkrijgen van de welwillendheid (van de toehoorders, bij het begin van een toespraak)
Caput sapientiae est reverentia DominiDe vreeze des Heeren is het begin der wijsheid (Psalm 111:10, motto van meerdere confessionele studentenverenigingen, waaronder de voormalige SSR)
Carmen perpetuum primaque ab origine mundi ad tempora nostraEen lied voor de eeuwigheid, en van het begin van de wereld tot onze tijd (naar Ovidius' Metamorfosen, boek I, vers 3-4)
Carpe diem quam minimum credula posteroPluk de dag, zo min mogelijk vertrouwend op de volgende (Horatius)
Casu quo (c.q.)in welk geval; in dit geval, hier
Casus belli(onmiddellijke) aanleiding tot oorlog. Een term uit het internationaal recht
Cave canemPas op voor de hond (op een mozaïek in Pompeï)
CaveatMen zij op zijn hoede
Caveat emptorLaat de koper op zijn hoede zijn
Caveant consulesLaten de consuls oppassen
Cede maioriGa opzij voor uw meerdere
Cedo nulliIk wijk voor niemand (lijfspreuk van Erasmus, tevens naam van de slakkensoort Conus cedonulli, ook Concedo nulli)
Ceteris paribusDe overige omstandigheden gelijk blijvend
Ceterum censeo Carthaginem delendam esseOverigens ben ik van mening dat Carthago verwoest moet worden (Cato de Oude)
Christus Mansionem BenedicatChristus zegene dit huis, huiszegen, veelal als C+M+B bij de voordeur
Cibi condimentum est famesHonger maakt elke maaltijd gekruid, Honger maakt rauwe bonen zoet
Cito ignominia fit superbi gloriaVoor hoogmoedigen verandert roem snel in schande, Hoogmoed komt voor de val
Citius, altius, fortiusSneller, hoger, sterker . Dit motto presenteerde de dominicaan Henri Didon (1834-1900) op de vergadering van het Eerste Olympisch Congres in 1894,voorgezeten door baron Pierre de Coubertin (1861-1937), initiatiefnemer
Civis Romanus sumIk ben een Romeins burger (verwijzing naar rechten en plichten in het Romeins burgerrecht)
Civium in moribus rei publicae salusHet welzijn van de Staat (hangt af van) de moraal der burgers, devies van de Universiteit van Florida
Clausula rebus sic stantibusRebus sic stantibus clausule betreffende verdragen, uit het internationaal recht (Scipione Gentili)
Codex AlimentariusHet voedselboek, een verzameling standaarden en richtlijnen met betrekking tot voedsel, productie van levensmiddelen en voedselveiligheid, opgesteld, sinds 1962, onder auspiciën van de Verenigde Naties
Codex EyckensisHet Maaseyckse boek, een samengesteld evangeliarium uit de 8e eeuw, bewaard te Maaseik, waarschijnlijk vervaardigd in de Abdij van Echternach
Coitus interruptusOnderbroken geslachtsgemeenschap, "voor het zingen de kerk uit"
Cogito ergo sumJe pense donc je suis, Ik denk, dus ik ben. (Descartes)
Communis opinioDe gemeenschappelijke mening, de publieke opinie
Compos mentisBij zijn volle verstand
Concedo nulliIk wijk voor niemand; zie ook Cedo nulli
Concordia civium murus urbiumHarmonie onder haar bewoners is de dikste muur van elke stad
Concordia parvae res crescunt, discordia maximae dilabunturDe kleinen groeien door eendracht, de grootsten gaan ten onder door tweedracht
Concordia res parvae crescuntDoor eensgezindheid groeien kleine dingen, Eendracht maakt macht
Conditio sine qua nonVoorwaarde zonder welke (het gevolg) niet (zou zijn ingetreden), noodzakelijke voorwaarde
ConferVergelijk (met)
ConfiteorIk beken, ik belijd
Coniunctis viribusMet vereende krachten (ook: Viribus unitis)
Conscia mens recti, famae mendacia ridetWie zich bewust is van de waarheid, lacht om de leugens van het gerucht
ConsensusOvereenstemming; algemene gelijkheid van opvatting
Conserva et aedificaHandhaaf en bouw, Behou en bou (wapenspreuk van de conservatieve studentenvereniging KVHV-Antwerpen)
Consuetudinis vis magna estDe macht der gewoonte is groot
Consuetudo alter alios prohiberea natura estGewoonte is een tweede natuur
Contradictio in terminisTegenspraak in termen, een interne tegenspraak
Contra vim mortis non est medicamen in hortisTegen de dood is geen kruid opgewassen
Contraria contrariis curanturTegenstanders worden verzorgd/geholpen door tegenstanders
Corpus ChristiHet Lichaam van Christus (benaming voor de Sacramentsdag in de rooms-katholieke kerk, naam van colleges in Oxford en Cambridge en een stad in Texas)
Corpus delictiVoorwerp van misdaad, het juridisch bewijs van een strafrechtelijk feit
Corruptio optimi pessimaHet allerbeste wordt het allerslechtste als het in zijn tegendeel omslaat, bijvoorbeeld op zedelijk of religieus gebied, te vergelijken met de Engelse uitdrukking The sweetest wine makes the sharpest vinegar
(Felix ille tamen) corvo quoque rarior albo(Een gelukkig man is) zeldzamer dan een witte raaf (Juvenalis, Satiren VII, 202)
Creatio ex nihiloSchepping uit het niets
Credo in unum DeumIk geloof in één God. Aanhef geloofsbelijdenis
Credo quia absurdumIk geloof erin omdat het absurd is (toegeschreven aan Tertullianus)
Cui bono?Wie heeft er baat bij? (Cicero, richtlijn in de rechtspraak))
Cuius regio, eius religioWiens regio, diens religie (principe opgesteld bij de Vrede van Augsburg in 1555)
Cuiusvis hominis est errareIedereen maakt fouten (Cicero)
Cum grano salisMet een korrel zout
Cum laudeMet lof (gebruikt bij diploma's en promoties met uitmuntende resultaten)
Cum non tum ageZo niet, dan toch
Cum suis (c.s.)Met de zijnen/haren/hunnen, met aanhang
Cum tacent, clamantWanneer ze zwijgen, roepen ze
Cum tempore (c.t.)Met tijd. Met (enige) tijd (erbij); met een professoraal kwartiertje
Cura, ut valeasDraag zorg, opdat het je goed zou gaan
Curriculum vitae (cv)De loop van het leven, Levensloop
Custodes SeptentrionumBewakers van het Noorden

## D

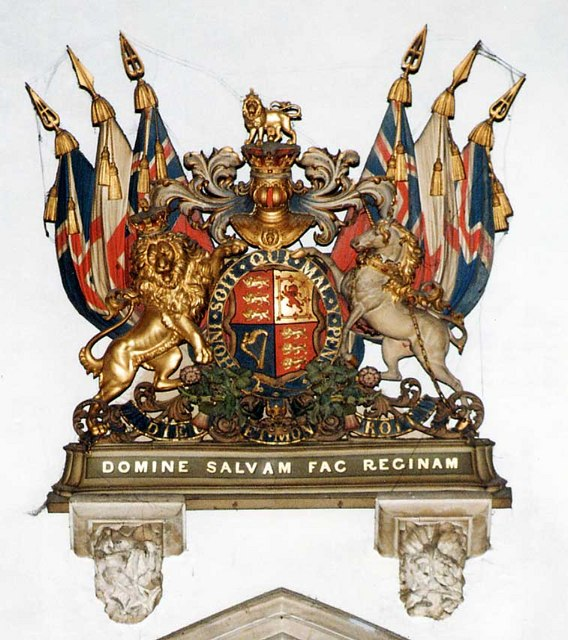
Domine salvam fac reginam, in een kerk op het eiland Wight, Engeland

Dabit deus his quoque finemEen god zal ook hieraan een einde maken (Vergilius, Aeneis 1,119)
Da mihi factum, dabo tibi iusGeef mij de feiten, ik geef u het recht (rechtsspreuk)
Debito cum re (detenta) iunctumDe schuldvordering is verbonden met de zaak (rechtsspreuk):(Er moet een nauwe band bestaan tussen de zaak en de verzekerde schuldvordering.)
De factoIn feite, in werkelijkheid, tegenhanger van De jure
De gustibus (et coloribus) non disputandum (est)Over smaken (en kleuren) valt niet te twisten
De imitatione ChristiOver de navolging van Christus, een middeleeuws stichtelijk boek, toegeschreven aan Thomas a Kempis
De jureVolgens het recht, formeel, tegenhanger van De facto (klassiek is: de iure)
De minimis non curat praetor (rex, lex)Triviale zaken zijn niet de zorg van de autoriteit (koning, wet)
De mortuis nil nisi bene(Spreek) over de doden slechts op goede/heuse wijze (toegeschreven aan Chilon; de Nederlandse spreuk Over de doden niets dan goeds zou in het Latijn luiden: De mortuis nil nisi bonum)
De novoVan/uit het nieuwe, nieuw ontstaan (in de genetica en biochemie)
De profundis clamavi ad te DomineUit de diepten heb ik U aangeroepen, Heer (Psalm 130)
Defectus natalisGeboortedefect (een onwettig kind, historische aanduiding)
Deleo hostemIk vernietig de vijand (motto van Groep Geleide Wapens van de Nederlandse Koninklijke Luchtmacht)
Deliriant isti RomaniZe zijn gek, die Romeinen (René Goscinny in Asterix bij monde van Obelix; beter is: Delirant)
Deo optimo (et) maximoDe beste (en) grootste god
Deo vindiceGod zal [ons] verdedigen (motto van de Geconfedereerde Staten van Amerika)
Deo volenteAls God het wil
Desinit in piscem mulier formosa superneDe uitkomst beantwoordt niet aan de verwachtingen (Horatius, Ars Poetica)
Deus ex machinaEen god uit een machine, een verhaallijn, een niet logische, onverwachte ontknoping; als Deus Ex Machina de naam (sinds 1976) van een Belgisch literair tijdschrift en van een computerspel uit 1984; als Deus ex Machina een Italiaanse rockband
Deus in adjutorium meum intendeGod, kom mij te hulp. Opening van het kerkelijk morgengebed.
Deus vultGod wil het, Het is Gods wil
Dicendo discentes discimusWij die leren, leren door te spreken (naam van de eerste vrouwelijke Amsterdamse studentenvereniging DDD, voorloper van de AVSV)
Diem perdidiIk heb de dag verloren (Titus)
Dies aterEen ongeluksdag
Dies diem docetDe dag leert de dag, Wij zijn nooit klaar met leren
Dies natalisGeboortedag, in het bijzonder de stichtingsdag van een universiteit of van een studentenvereniging
Difficile dictuMoeilijk om te zeggen
Difficile est deponere longum amoremHet is moeilijk een lang gekoesterde liefde op te geven (Catullus)
Dilige et quod vis facBemin [God] en doe wat je wilt - als je God liefhebt kun je niets verkeerds doen (Augustinus, Epistolam Sancti Johannes Tractatus 8,8)
Discendo DiscimusDoor te leren, leren wij, Koninklijk 's-Gravenhaags Schaakgenootschap Discendo Discimus, opgericht 1852
Disciplina Vitae ScipioOrde is de steunstok van het leven; motto van de letterkundige vereniging van het Barlaeus Gymnasium te Amsterdam
Dico Romanos hostes vincere posseIk zeg dat de Romeinen hun vijanden kunnen overwinnen óf Ik zeg dat de vijanden de Romeinen kunnen overwinnen (Romanos en hostes kunnen allebei de subjectsaccusativus zijn bij posse)
Dispar vulgoAfwijkend van de grote massa
Divide et imperaVerdeel en heers
Do ut desIk geef opdat U zou geven
Docendo discimusDoor te onderwijzen leren wij
Dolus an virtus, quis in hoste requirat?List of dapperheid, wie vraagt daarnaar, waar het een vijand geldt? (Vergilius, Aeneis II 390), Het doel heiligt de middelen
Dolus bonuseen leugentje om bestwil
Domine dirige nosHeer, leid ons, Heer, geef ons richting (motto van de City of London)
Domine salvum fac regemHeer, bewaar de koning, gebed na de Tridentijnse zondagsmis (Psalm 20, 10)
Domine salvam fac reginamHeer, bewaar de koningin
Dominus illuminatio meaDe Heer is mijn licht (Psalm 27(26):1, motto van de Universiteit van Oxford)
Domus dulcis domusHome sweet home of Oost west, thuis best
Donec eris felix multos numerabis amicosZo lang je gelukkig bent, zul je veel vrienden hebben (Ovidius, Tristia I,9,5)
Draco dormiens nunquam titillandusKietel nooit een slapende draak (wapenspreuk van Zweinsteins Hogeschool voor Hekserij en Hocus-Pocus in de Harry Potterverhalen)
Duae tabulae rasae in quibus nihil scriptum estTwee schone leien waarop niets geschreven staat, Twee zielen, geen enkele gedachte (Stan Laurel, leus van de Laurel & Hardy-fancluborganisatie Sons of the Desert)
Duc in altumVaar naar het diepe (water), vrij vertaald: Steek van wal; tekst uit de Vulgaat, (Lc. 5, 4); begin van de Apostolische brief Novo millennio ineunte; devies van de Abdijschool van Zevenkerken te (Brugge); naam van een Voetbalvereniging (RKVV DIA) te Teteringen en ook een scheepsnaam
Ducunt fate volentem, nolentem trahuntHet lot voert de welwillenden, het sleurt de onwilligen (Seneca)
Dulce est desipere in locoHet is aangenaam dwaas te doen op bepaalde tijdstippen (Horatius)
Dulce et decorum est pro patria moriHet is zoet en goed om voor het vaderland te sterven (Horatius, Oden iii.2.13)
Dulcia non meruit, qui non gustavit amaraHij verdient het zoete niet, die 't bittere niet heeft gesmaakt (Ovidius, Ars Amatoria III, 5, 11)
Dum anima est, spes estZolang er leven is, is er hoop (Cicero, Ad Atticum 9,10,3)
Dum spiro, speroZo lang ik adem, hoop ik
Duobus litigantibus, tertius gaudetAls twee mannen bekvechten, is de derde blij
Dura lex, sed lexDe wet is hard, maar het is de wet (rechtsspreuk)
Dura necessitasNoodzaak is hard

## E

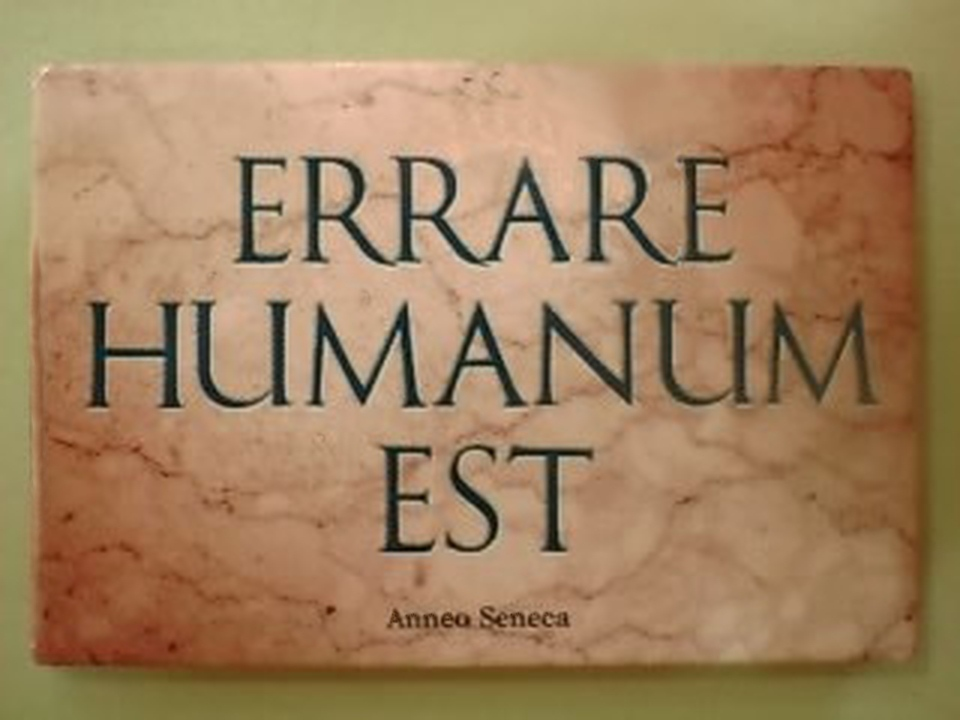
Errare humanum est

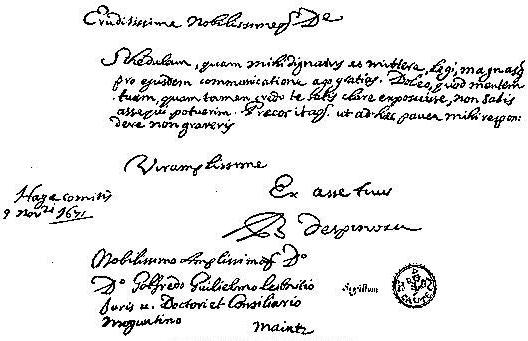
Ex asse tuus, geheel de uwe, onder brief van Spinoza aan Leibniz, Den Haag 9 november 1671.

E causa ignotaMet onbekende oorzaak, afgekort als e.c.i. In de medische wereld veelgebruikte term om aan te geven dat de arts niet weet waar de klachten door veroorzaakt worden, zoals een diagnose: Rugpijn e.c.i.
E fructu arbor cognosciturAan de vruchten herkent men de boom
E lingua stulta veniunt incommoda multaVele ongemakken komen voort uit dwaze taal
E pluribus unumUit velen één, Eenheid uit veelheid (devies van de Verenigde Staten)
Ecce homoZiehier de persoon in kwestie; Dit is 'm (Johannes 19:5)
Ecclesia vivit lege RomanaDe Kerk leeft volgens de Romeinse wetten (het Romeins recht lag aan de basis van het canoniek recht)
Editio vulgataVulgaat, Volkseditie; vertaling door Hiëronymus van de Bijbel in het Latijn
Elephantum ex musca facereVan een vlieg een olifant maken
Epistula non erubescitEen brief bloost niet
Epistulae ex PontoBrieven uit Pontus, een bundel gedichten van Ovidius, geschreven tijdens zijn (gefingeerde ?) verbanning naar Tomis aan de Zwarte Zee
Equo ne credite, TeucriVertrouw dat paard niet, Trojanen (Vergilius, Aeneis, 2, 49, waarschuwing door Laocoön aan zijn stadsgenoten voor het Paard van Troje, zie ook Timeo Danaos et dona ferentes)
Ergo ego nec amicum habeo, nec inimicum?Dus heb ik noch vrienden, noch vijanden? (Nero)
Eripiendo victorae prosumAl helpende dien ik de overwinning (regimentsspreuk Regiment Geneeskundige Troepen)
Errare humanum est. Perseverare diabolicumZich vergissen is menselijk. Volharden is des duivels (Seneca)
Erro ergo sumIk maak fouten, dus ik besta, uitspraak van de Poolse schaakgrootmeester Sawielly Tartakower, variant op de uitspraak Cogito ergo sum van René Descartes
Errore exceptobehoudens vergissing(en)
Esse est percipiZijn is waargenomen worden (George Berkeley)
Essentia nostra in distillato estOnze essentie is in gedistilleerd, Ons diepste wezen ligt in gedistilleerd, zinspreuk van Koninklijke De Kuyper
Est captu facilis turbata piscis in undaIn troebel water wordt makkelijk een vis gevangen - In troebel water is goed vissen. Vgl. Flumen confusum reddit piscantibus usum
Est modus in rebus, sunt certi denique finesEr is maat in de dingen, er zijn tenslotte zekere grenzen (Horatius, Satiren I, 1, 106)
Et ab nato mei, et nunc, et ad mortuum mei, bibi, bibo et bibiboVanaf mijn geboorte, nu, en tot mijn dood, dronk ik, drink ik, en zal ik drinken (M. Soltani en T. Baar in hun Memoriae)
Et alii (et al.)En anderen
Et cetera (etc.)En andere zaken, enzovoort
Evangelii GaudiumDe Vreugde van het Evangelie, postsynodale apostolische exhortatie van Paus Franciscus (2013)
Eventus docebitDe afloop zal het leren (Livius)
Eventus stultorum magister estOndervinding is de leermeester der dommen, Door schade en schande wordt men wijzer
Ex aequoOp gelijke voet, gelijkelijk (ook wel ex equo)
Ex anteVan tevoren, vooraf, tegengestelde van ex post
Ex asseGeheel, volkomen. Ex asse heres, universeel erfgenaam
Ex asse tuusGeheel de uwe aan het eind van een brief in het Latijn of Nederlands vóór de ondertekening, zie illustratie (Brief van Spinoza aan Leibniz, Den Haag 9 november 1671). Vergelijk totus tuus
Ex cathedraVanaf de zetel (gesproken vanaf de kansel)
Ex falso sequitur quodlibetUit het ongerijmde volgt wat je maar wilt
Ex libris(Een exemplaar) uit de boekenverzameling (+ naam eigenaar) (voor in een boek uit een particuliere bibliotheek)
Ex nihilo nihil fitUit niets wordt niets (de behoudswet in de filosofie en de exacte wetenschappen)
Ex nuncVanuit het heden, Zoals de situatie momenteel is (in de rechtspraak)
Ex officio (e o.)Vanuit het ambt, Vanwege de functie, ambtshalve
Ex Oriente LuxUit het oosten (komt) het licht (waar de zon opkomt, en waar vanuit Europees gezichtspunt de beschaving is begonnen; motto van de Orde van Sint-Cyrillus en Sint-Methodius en naam van een vereniging voor de bestudering van het Oude Nabije Oosten)
Ex postNa afloop, Achteraf, tegengestelde van ex ante
Ex post factoOp grond van achteraf vastgestelde feiten (redenering, conclusie, theorie); achteraf, met terugwerkende kracht op een bepaalde handeling toegepast (wetgeving)
Ex vivoBuiten het levende, buiten het lichaam (in de medische wetenschap)
Exempla contrariaVoorbeeld van het tegenovergestelde, een beleringstechniek via omkering
Exempla sunt odiosavoorbeelden zijn aanstootgevend; noem, om geen aanstoot te geven, liever geen namen
Exempli causaOmwille van het voorbeeld, Bijvoorbeeld. Niet te verwarren met id est (i.e.))
Exempli gratia (e.g.)Bijvoorbeeld
Excusatio non petita accusatio manifestaEen excuus waar niet om werd gevraagd, is een duidelijke (zelf)beschuldiging
Exegi monumentum aere perenniusIk heb een monument opgericht dat het langer houdt dan brons (Horatius, Odes III, 30, 1)
Exitus acta probatHet doel heiligt de middelen (Ovidius, Heroides II, 85)
Experientia docet (stultos)Al doende leert men (zelfs de dwazen) (lijfspreuk van het 130e squadron van de Koninklijke Luchtmacht)
Extra ecclesiam nulla salusBuiten de kerk geen heil (redding of zaligheid)
Extra murosBuiten de muren (van de stad), tegenhanger van Intra muros
Extra omnesIedereen (die er niet bij hoort) naar buiten

## F

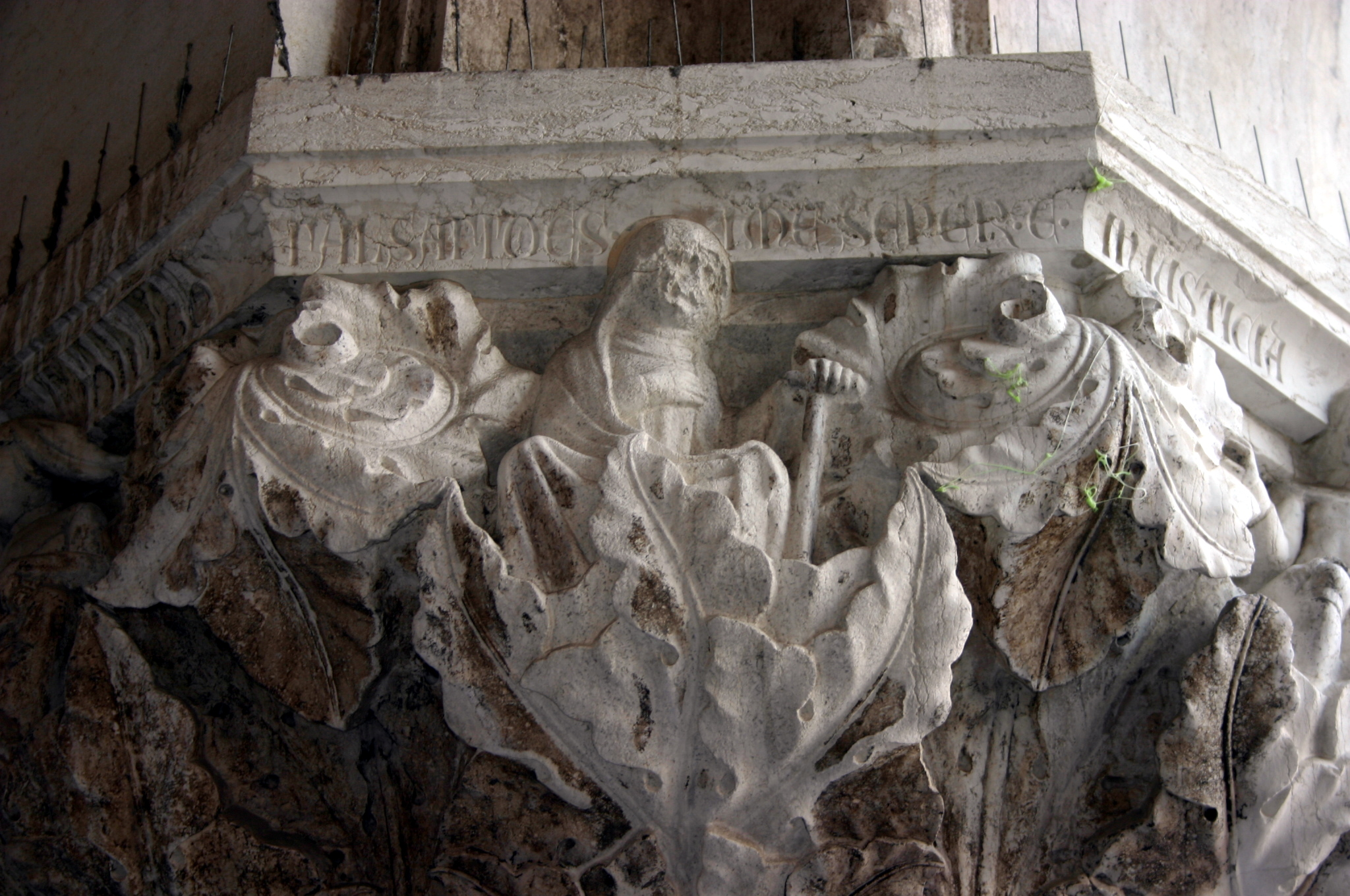
Falsa fides in me semper est, aldus Fraude in een serie zinnebeeldige deugden en ondeugden in het Venetiaanse Dogepaleis.

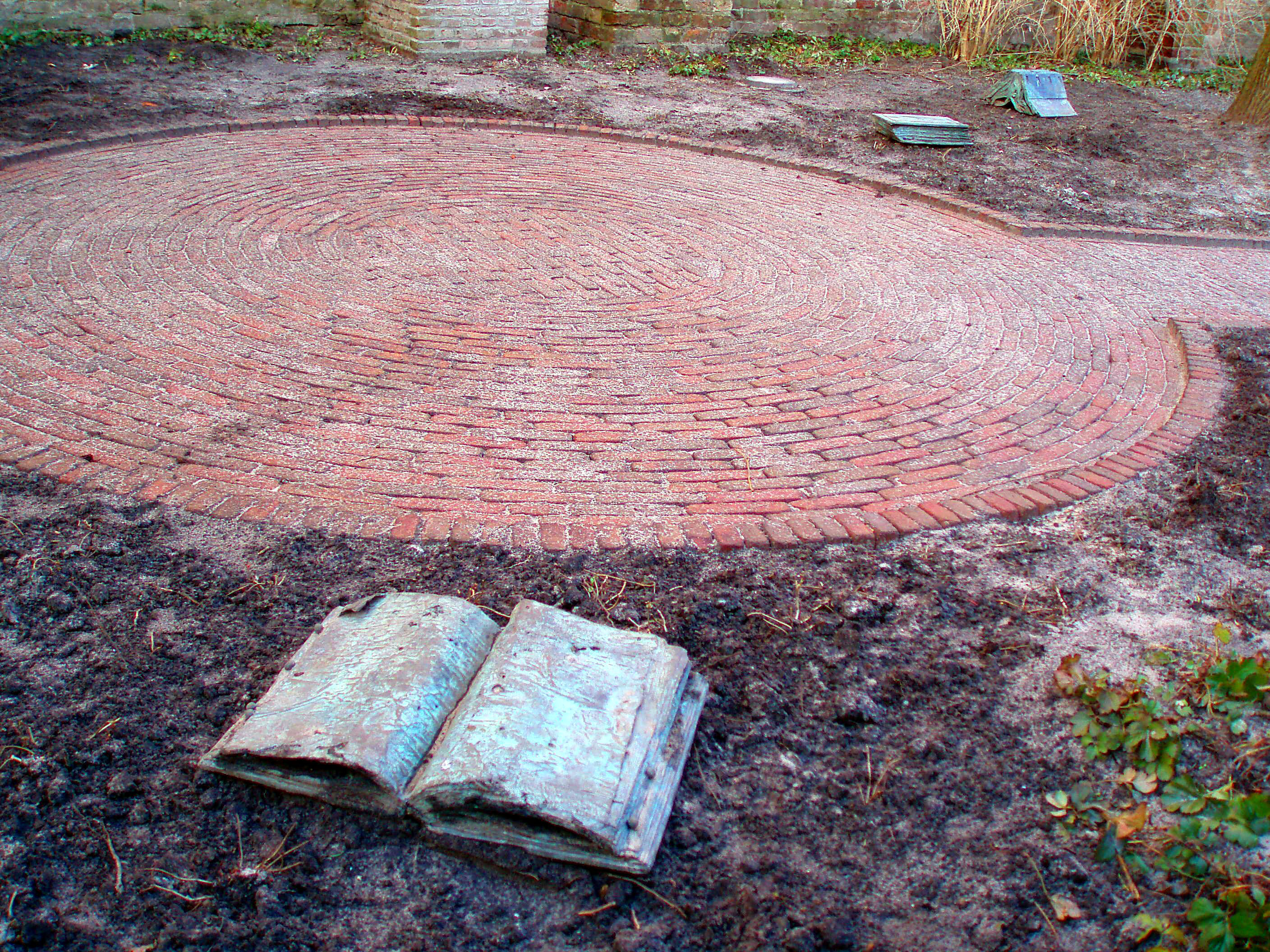
Fons et origo, kunstwerk in Dokkum

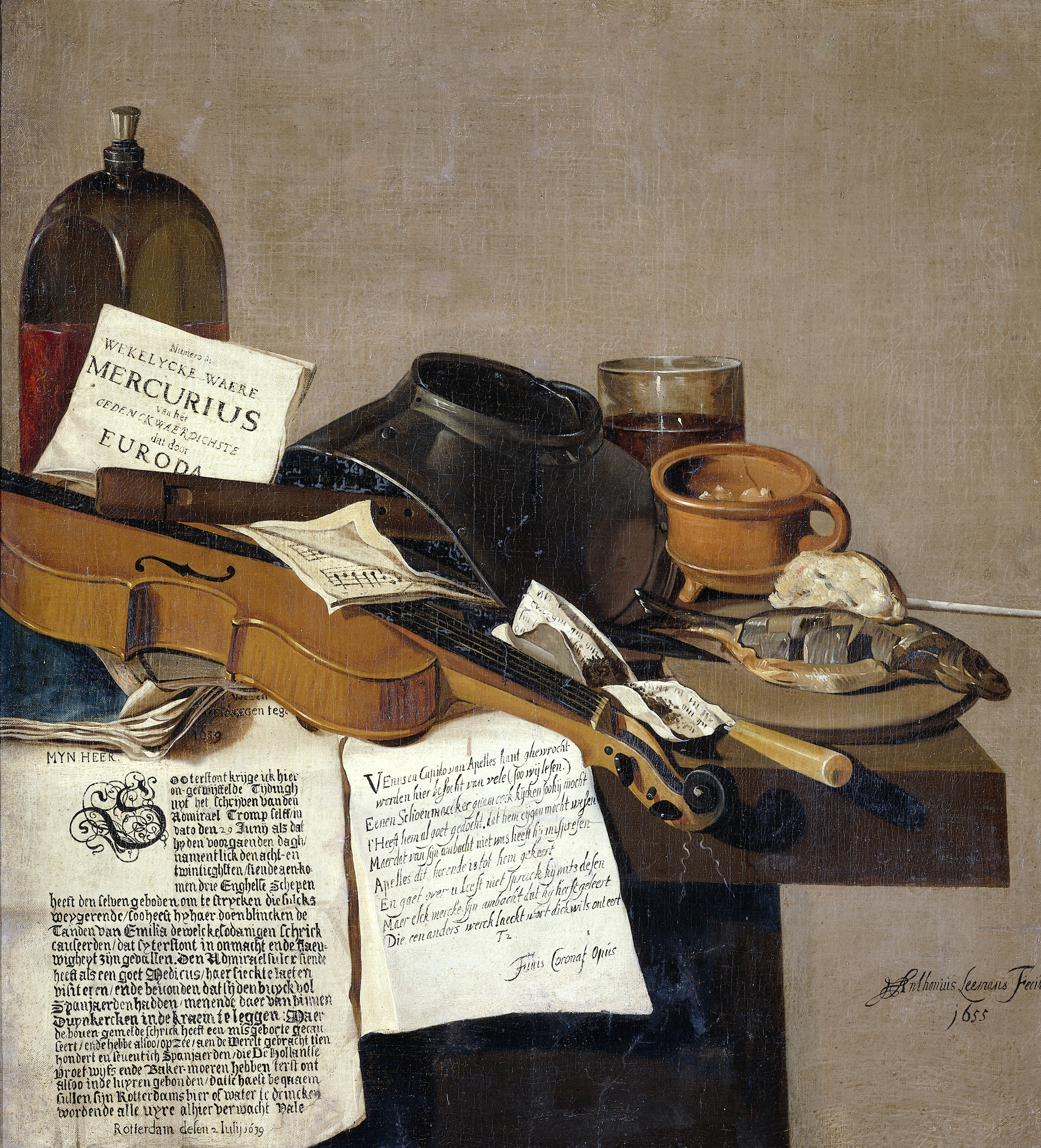
Stilleven met een gedicht over de schoenmaker die het werk van Apelles misprijst, eindigend met de zinsnede Finis Coronat Opus.

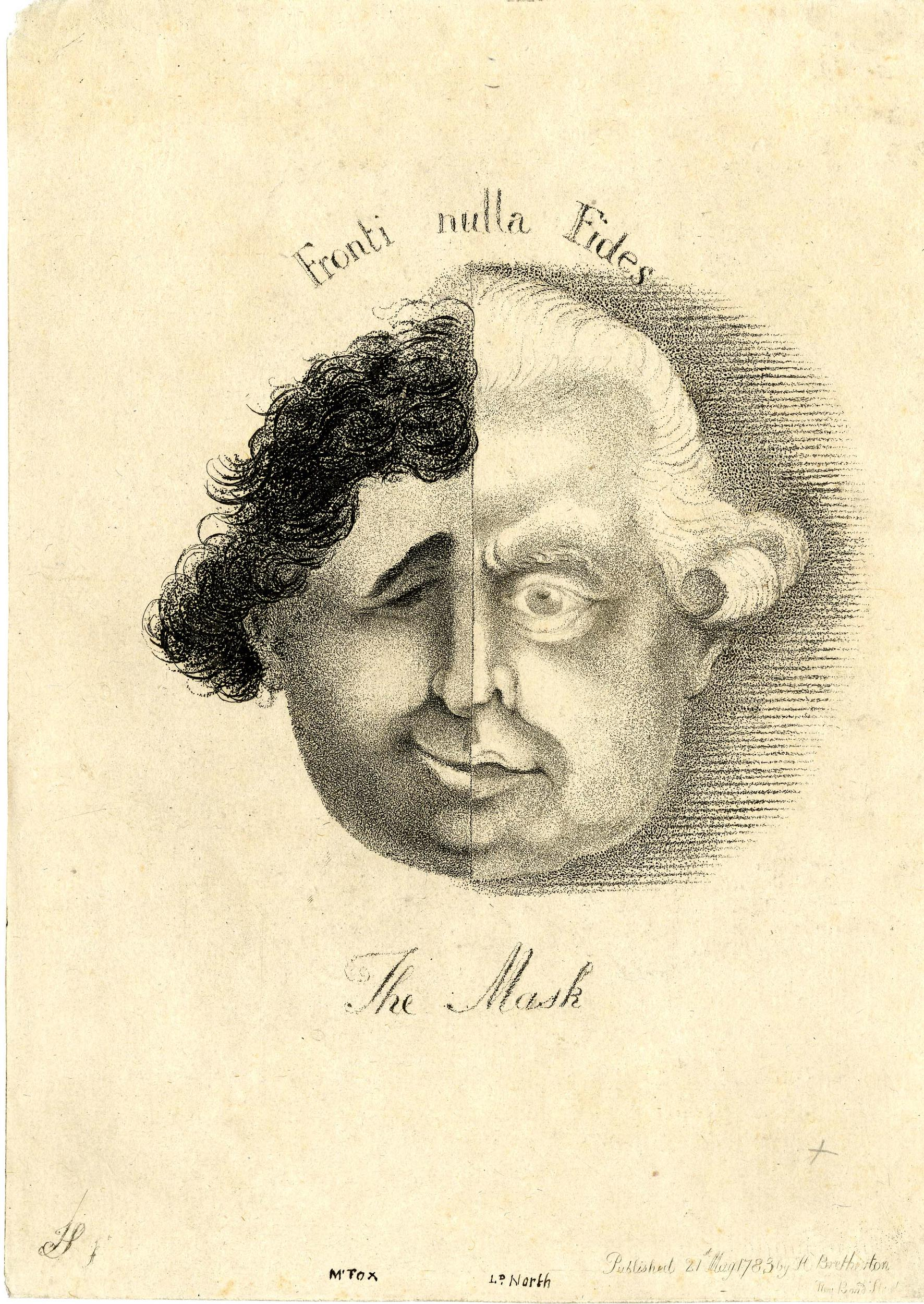
Het Masker: Fronti nulla fides, karikatuur over de Fox-North coalitie in 1783, door James Sayers

Faber quisque fortunae suaeIeder is de maker van zijn eigen geluk
Fabricando fit faberDoor te smeden wordt men smid.
Facta, non verbaGeen woorden maar daden (het motto van voetbalclub Feyenoord)
Factum stultus cognositNa de daad komt de dwaas tot inzicht
Fallit imagoBeeld misleidt, Schijn bedriegt
Fallitur augurio spes bona saepe suoEen goede verwachting wordt dikwijls teleurgesteld
Falsa demonstratioFoute uitleg, verkeerde beschrijving
Falsa fides in me semper estIn mij is altijd ontrouw
Falsa lectioFoute lezing, fout in de interpretatie
Fama nihil est celeriusNiets is sneller dan een gerucht (Livius)
Fari argentum aurum tacereSpreken is zilver, zwijgen is goud
Fas est ab hoste doceriHet is goed ook van zijn vijanden te leren
FascesRoedenbundel, oud Romeins symbool van gezag, inspiratie van het fascisme
Fata morganaGezichtsbedrog (van Morgan le Fay)
Fatetur facinus is, qui iudicium fugitHij geeft zijn misdaad toe, die het gerecht ontvlucht, Wie het gerecht ontvlucht, bekent schuld
Felix qui potuit rerum cognoscere (causas)Gelukkig is hij die de reden van dingen kon herkennen (variatie op Vergilius, Georgica 2, 490)
Fervet opusIJverig werk gaat voort
Festina lenteHaast je langzaam, Haastige spoed is zelden goed (motto van keizer Augustus)
Fiat iustitia, ruat caelumLaat rechtvaardigheid geschieden, ook al valt de hemel naar beneden (Ferdinand I)
Fiat luxLaat er licht zijn, Er zij licht (Genesis 1:3, motto van de UCLA)
Fide et Literis(Motto van St. Paul's School in Londen)
Fide, sed cui videVertrouw, maar zie toe, wie
Fidei DefensorVerdediger van het Geloof, eretitel van de Engelse koningen sinds 1521, door de paus toegekend aan Hendrik VIII en later weer ingetrokken
Fides facit fidemVertrouwen schept vertrouwen
Fides servanda estTrouw moet worden onderhouden
Finis coronat opusDe kroon op het werk (Wapen van de Seychellen)
Floruit (afkorting fl.)Bloeide, had zijn bloeitijd: gebruikt in genealogie, kunstgeschiedenis en geschiedschrijving, wanneer de geboorte- en/of overlijdensgegevens van een persoon onbekend zijn.
Fluctuat nec mergiturGeschud door de golven, maar zij zal niet zinken (wapenspreuk van Parijs)
Flumen confusum reddit piscantibus usumEen woelige rivier komt vissers goed van pas - In troebel water is goed vissen. Vgl. Aqua turbida piscosior est
Fons et origoBron en oorsprong
Fons sapientiae verbum DominiHet woord van de Heer is een bron van wijsheid
Fortes creantur fortibusSterken brengen sterken voort (wapenspreuk van Gorinchem)
Fortes adiuvat ipsa VenusVenus zelf staat de dapperen bij - het geluk helpt de moedigen (Tibullus, Elegieën 1,2,16). Zie ook: Audentes fortuna iuvat
Fortes fortuna adiuvatHet geluk helpt de dapperen (Terentius, Phormio, 203). Zie ook: Audentes fortuna iuvat, Animum fortuna sequitur
Fortis et LiberSterk en vrij
Fortiter in re, suaviter in modoStreng wat de principiële kant van een zaak betreft, soepel in de uitvoering van de regels. (Claudio Aquaviva, jezuïetengeneraal)
Fortuna favet fortibuszie: Fortes fortuna adiuvat
Fortuna non mutat genusHet lot verandert de afkomst niet, De omstandigheden hebben geen invloed op de herkomst (Horatius, Epoden 4)
(Non est tuum) fortuna quod fecit(Het is niet van jou) wat het geluk/toeval je heeft gebracht (Seneca, Epistula 8)
Fortuna vitrea est; tum cum splendet, frangiturHet geluk is van glas; als het schittert, breekt het
Frater, ave atque valeGegroet broeder, en vaarwel (op het einde van een gedicht van Gaius Valerius Catullus)
Fraus creditorumBedrog van de schuldenaar(s) (t.a.v. de schuldeisers) (rechtsspreuk)
Fraus omnia corrumpitBedrog breekt alles (recchtsspreuk)
Fronti nulla fidesHet uiterlijk is onbetrouwbaar, Schijn bedriegt (Juvenalis, Satiren II,8)
Frustra laborat, qui omnibus placere studetHij doet vergeefse moeite, die tracht allen te behagen

## G
Gallia est omnis divisa in partes tresGallië is in zijn geheel verdeeld in drie delen (eerste woorden uit De bello Gallico van Caesar)
Generatio spontaneaSpontane generatie, een vanzelf ontstaan van leven, een (onjuiste) klassieke opvatting (Aristoteles)
Genius lociDe geest van een plaats; de geestelijke atmosfeer, de bepalende kenmerken, de “aura” van een plek
Gens una sumusWij zijn allen één volk (motto van de wereldschaakbond FIDE)
Gladiator in arena consilium capitEen zwaardvechter vormt in het strijdperk zijn plan
Gloria in excelsis DeoEer aan God in den hoge. Hymne uit de kerstliturgie, waarin engelen de geboorte aankondigen van Jezus van Nazaret. Zij heffen volgens Lucas het lied aan: Glorie aan God in den hoge, vrede daalt neer op de aarde, hij heeft in mensen welbehagen! Lucas 2:14. De achtste paus Thelesphorus nam deze hymne op bij de aanvang van de nachtmis op Kerstmis.
Gloria victisGlorie aan de verslagenen
Graeca sunt, non legunturHet is Grieks, het wordt niet gelezen
Graecia capta ferum vicit victoremHet verslagen Griekenland overwon zijn wilde veroveraar (na de Romeinse verovering van Griekenland namen de Romeinen de Griekse cultuur over)
Grammatici certant (et adhuc sub iudice lis est)De geleerden (taalkundigen) twijfelen (en de zaak is nog onder de rechter) (Horatius, De arte poetica 78)
Gutta cavat lapidem, non vi sed saepe cadendoDe druppel holt de steen uit, niet met geweld, maar door keer op keer te vallen

## H
Habeas corpusGij zult het lichaam krijgen (De eerste woorden van een Engelse wet uit 1679 die burgers moest beschermen tegen gerechtelijke willekeur.)
Habemus papam!We hebben een paus!, in: Annuncio vobis gaudium magnum: Habemus papam! Ik verkondig u met grote vreugde; we hebben een Paus! (afkondiging van af de loggia van de Sint-Pietersbasiliek door de kardinaal-protodiaken dat een nieuwe paus is gekozen)
Habent sua fata libelliBoekjes hebben hun lotsbestemming - voluit: Pro captu lectoris habent sua fata libelli. Wat er met boeken gebeurt hangt af van het begripsvermogen van de lezer (Terentius Maurus, De litteris, de syllabis, de metris 1286. Grammatici Latini VI,363)
Hannibal ante portas / Hannibal ad portasHannibal voor de poorten, oftewel Er is een zeer groot gevaar nabij (gebruikt door onder anderen Cicero in De finibus IV (9, 22) en Philippica I (5, 11) en door Livius in Ab urbe condita XXIII)
Hic domus dei est et porta coeliDit is het huis van God en de poort van de hemel (gevelopschrift op de Hartebrugkerk te Leiden)
Hic finis fandiDit was het einde van het gesprek
Hic locus est ubi mors gaudet succurrere vitaeHier is de plaats waar de dood blij is het leven te helpen (vaak te zien in anatomiezalen)
Hic Rhodus, hic saltaDit is Rhodos, spring hier (Aisopos, fabel 203)
Hodie mihi, cras tibiVandaag voor mij, morgen voor jou. Vandaar: heden ik, morgen gij (dikwijls als spreuk op grafstenen. Naar Jezus Sirach, Ecclesiasticus 38:22)
Homines dum docent discuntMensen leren terwijl ze lesgeven (Seneca)
Homines quod volunt creduntMensen geloven wat ze willen geloven (Julius Caesar)
Homo fugit velut umbraDe mens is vluchtig als een schaduw
Homo homini lupus (est)De mens (is voor) de mens een wolf (Terentius of Plautus (Asinaria), bekend geworden door Thomas Hobbes)
Homo homini penisDe mens is voor de (mede)mens een roede, dichtregel van Fritzi Harmsen van Beek
Homo ludensDe spelende mens. Titel van een boek uit 1938 van Johan Huizinga
Homo politicusDe politieke mens. Titel van een boek uit 2016 van Coos Huijsen
Homo proponit, Deus disponitDe mens wikt, God beschikt
Homo sapiens non urinat in ventumEen wijs man plast niet tegen de wind in (potjeslatijn, spreuk op het fries van het Max Euweplein in Amsterdam)
Homo sum, humani nihil a me alienum putoIk ben een mens, niets menselijks is mij vreemd (Terentius, Heauton Timorumenos, 25 (77)). Als citaat gebruikt door Cicero in De Officiis I, 9, 30 en door Seneca in Epistula 95, 53. Alienum (vreemd of buiten-) werd oorspronkelijk gebruikt in de betekenis van irrelevant, aangezien deze zin het antwoord vormde op een opmerking waarbij de spreker werd gemaand om zich met zijn eigen zaken te bemoeien. Nu wordt het vaak gebruikt als oproep om andere culturen te respecteren en meer algemeen om humaan te zijn. Puto (ik beschouw) wordt niet vertaald omdat het geen betekenis heeft buiten de context van de zin binnen het toneelstuk. Nihil wordt ook wel verkort geschreven als nil
Honestum petimus usqueOnafgebroken zoeken wij het eervolle (zinspreuk van het Amsterdamsch Studenten Corps)
Honores non quaero, fidelis sumIk zoek geen eerbewijzen, ik ben trouw, wapenspreuk van de Belgische militair arts en verzetsman Albert Guérisse
Honos praemium virtutisEer is de loon der deugd (Cicero, De claris oratoribus 81, 281)
Hora estHet uur is er, Het is tijd, uitgesproken door de pedel na een academische promotie
Hora finitaDe tijd is verstreken, uitgesproken op Rijksuniversiteit Groningen, bij voorkeur in plaatselijke tongval, door de pedel na een promotie
Hora fugitHet uur vlucht, De tijd vliegt (ook Tempus fugit)
Hora ruit, tempus fluitHet uur snelt heen, de tijd vloeit weg
Horresco referensIk huiver als ik eraan denk (Virgilius, Aeneas 2, 204)
Horror CoeliAngst voor de hemel; poëziebundel van Willem Frederik Hermans uit 1946
Horror vacuiAfkeer van de leegte, bijvoorbeeld ter verklaring van de werking van een zuigpomp, het ontstane vacuüm wordt opgevuld; ook een begrip in de kunstgeschiedenis
Hortus botanicusBotanische tuin, plantentuin
Horum omnium fortissimi sunt BelgaeVan al die lieden zijn de Belgen de dappersten (Julius Caesar), eerste geschiedkundige vermelding van de Oude Belgen, een Keltische stam
Hypotheses non fingoIk verzin geen hypotheses (Newton, Principia)
Hostes ad pulverem ferireSla al uw vijanden tot pulp (Grand Theft Auto)

## I
I ad Graecum piLoop naar de Griekse pi - loop naar de galg (de Griekse hoofdletter pi zag eruit als een galg: Π)
Ibidem (Ibid.)Op dezelfde plaats (als in de vorige voetnoot)
Id est (i.e.)Dat wil zeggen, met andere woorden of soms in dit geval (afhankelijk van context) Niet te verwarren met exempli gratia (e.g.)
Idem ditoprecies hetzelfde (beter is: idem ditto)
Idem velle atque idem nolle, ea enim demum (firma) amicitia estWant hetzelfde willen en hetzelfde niet willen, dat is immers pas ware vriendschap (Sallustius, Catilinae Coniuratio 20, 3-4)
Iesus Nazarenus, Rex IudaeorumJezus van Nazareth, koning der Joden (opschrift op het kruis)
Igne natura renovatur integraDoor vuur wordt de gehele natuur vernieuwd (gevelsteen Scheikundegebouw Dreijen, Wageningen University)
Ignorante portum, nullus ventus secundusAls je niet weet naar welke haven je vaart, is geen enkele wind gunstig
Ignorantia iuris nocetDe wet niet kennen schaadt
Ignorantia legis non excusatDe wet niet kennen is geen excuus
Ignoscito saepe alteri, numquam tibiVergeef vaak een ander, nooit jezelf
Ignoti nulla cupidoOnbekend maakt onbemind
Illud quod medium est atque inter utrumque probamusDit, wat het midden is en tussen elk van beide is, keuren wij goed (Martialis)
Impetu ferociletterlijk Met felle aanval, de wapenspreuk van het 323e squadron van de Koninklijke Luchtmacht
Impossibilium nulla obligatio estNiemand kan verplicht worden het onmogelijke te doen (Corpus Iuris Civilis)
ImprimaturDat het gedrukt worde (zie ook Nihil obstat)
In AeternumVoor eeuwig
In casuIn dit geval
In cauda venenumHet venijn zit in de staart
In concordia humilitateEendrachtig bescheiden
In Dei nomine feliciterMogen wij in Gods naam gelukkig voortgaan (motto van Radboud Universiteit Nijmegen)
In dubio abstineIn geval van twijfel onthoude men zich
In dubio pro libertateAls er een twijfel is over schuld, mocht de beklaagde vrijgelaten worden (rechtsspreuk)
In dubio pro reoBij twijfel, dan voor de beschuldigde (rechtsbeginsel, het voordeel van de twijfel)
In dulci jubiloIn zoete vreugde, eerste regel (en titel) van een 14e-eeuws Duits kerstlied
In extremisin de laatste ogenblikken, tot het uiterste, op de valreep
In fide fidesTrouw in het geloof, o.m. wapenspreuk van bisschop Franciscus Boermans en van de studentenvereniging KSV St. Franciscus Xaverius
In flagrante delictoOp heterdaad betrapt
In hoc signo (vinces), In hoc signo (victor eris)In dit teken zul je overwinnen (overwinnaar zijn) (visioen van Constantijn de Grote over een goddelijk teken voor zijn strijd tegen Maxentius). Vaak afgekort als IHS.
In lumine tuo videmus lumenIn Uw licht zien wij het licht (Psalm 36:10, motto van Theologische Universiteit Kampen, PKN)
In manu medici (i.m.m.)(Geef) in handen van de arts, vermelding op recept
In manus tuas, Domine, commendo spiritum meumIn uw handen, Heer, beveel ik mijn geest. Gebed van Jezus van Nazareth, vlak vóór zijn sterven. Lucas 23:46. Iets dergelijk ook in Psalm 31:5 of 31:6.
In mari meri miri mori muri necesse estIn een zee van bewonderenswaardige wijn moet een muis wel sterven (ezelsbruggetje om Romeinse kinderen de klinkers te leren)
In manibus vestris victoria estDe overwinning ligt in jullie handen
In necessariis unitas, in dubiis libertas, in omnibus caritasIn het benodigde eenheid, in het betwijfelde vrijheid, in alles liefdadigheid
In partibus infideliumin de (lands)delen van de ongelovigen, aanduiding bij de naam van de zetel van een RK titulair bisschop
In odium fideiUit haat voor het geloof
In omnibus omniaIn alles zit alles vervat
inscientiagebrek aan vaardigheden
In situOp zijn plaats
In statu nascendiIn de toestand van geboorte; in wording, in prille toestand
In solemnibus forma dat esse reiPlechtige vorm (van een zaak) geeft die zaak zijn vorm, contracten moeten aan bepaalde vormvereisten voldoen om niet te riskeren nietig verklaard te worden (rechtspraak)
In vacuoIn de leegte, in vacuüm
In vino veritasIn wijn zit waarheid (Plinius de Oudere)
In virtute Spiritus SanctiIn de kracht van de Heilige Geest. Wapenspreuk van bisschop Antoon Hurkmans van het Bisdom 's-Hertogenbosch
In vitroIn glas, in een reageerbuis
In vivoIn het leven, biologische technieken die in het complete levende lichaam van een organisme plaatsvinden
In nomine patris, filii et spiritus sanctiIn de naam van de vader, de zoon en de heilige geest
Initium est saluti notitia peccatiHet begin van je behoud is het bemerken van je fout (Seneca)
Inquietum est cor nostrum, donec requiescat in TeOnrustig is ons hart, totdat het rust vindt in U (Augustinus)
Inspice et cautus erisAanschouw uzelf en u zult op uw hoede zijn (zinspreuk van het Delftsch Studenten Corps)
Inter aliaTussen andere dingen, Onder andere
Inter arma caritasLiefdadigheid tussen de wapens (wapenspreuk van het Rode Kruis)
Inter arma enim silent legesIn tijden van oorlog zijn de wetten stil (ook: Inter arma enim silent Musae: In tijden van oorlog zijn de kunsten stil, variërend op Silent enim leges inter arma uit de Oratio Pro Annio Milone IV van Cicero)
Inter ScaldesTussen de Schelden (namelijk tussen Oosterschelde en Westerschelde); een restaurant in Kruiningen met Michelinsterren
Inter utrumque teneHoud [het] tussen beide uitersten, Houd het midden
Interbellum (van het Latijnse inter (tussen) en bellum (oorlog))Periode tussen twee oorlogen; met het interbellum wordt meestal verwezen naar de periode tussen de Eerste en de Tweede Wereldoorlog
Interdum lacrimae pondera vocis habentTranen hebben soms de kracht van woorden
Intra murosBinnen de muren (van de stad), tegenhanger van Extra muros
Intuitu personæmet betrekking tot de persoon
Intus et in cuteVan binnen en van buiten, door en door (Persius)
Intus ut libet, foris ut moris estDenk wat je wil, maar in het openbaar voeg je je naar wat gebruikelijk is. Motto van de filosoof Cesare Cremonini, die weigerde door Galileo's telescoop te kijken
Io vivat, Io vivat, nostrorum sanitasHoera, zij leve lang, hoera, zij leve lang, de gezondheid van de onzen. Eerste strofe van een klassiek studentenlied
Ira furor brevis estBoosheid is een korte woede (Horatius, Epistulae I, 2, 62)
Is fecit, cui prodestGedaan door hem die ervan profiteert
Ita feri ut se mori sentiatSla hem zo, dat hij voelt dat hij sterft (Caligula)
Ipsa scientia potestas estWetenschap (kennis) is macht (Confucius)
Ipso iurevan rechtswege, door het recht of door de wetsbepaling zelf
Iure uxoris, jure uxorisHet recht van de echtgenote (klassiek is: iure vxoris of vxoris iure)
Iuris utriusque doctorDoctor in de beide rechten. Dat is in het wereldlijk en in het kerkelijk recht
Ius curia novit, Ius novit curiaDe rechter kent het recht
Ius sanguinis, jure sanguinishet recht van het bloed (recht op grond van afstamming)
Ius soli, jus soli, ius lociburgerschap op grond van geboorteplaats
Iustitia omni auro cariorGerechtigheid is meer waard dan al het goud
Iustitia omnibusGerechtigheid voor allen
Iuvat inconcessa voluptasVerboden genot is zoet
Iuris prudentiaDoor de bezigheden van kenners

## J
Voor de beginletter J: zie bij I (zie ook Klassiek Latijns alfabet)

## L
Labor omnia vincitArbeid overwint alles; motto van de Amerikaanse staat Oklahoma; ook als Laborare omnia vincit, Werken overwint alles
Laedere facile, mederi difficileKwetsen is gemakkelijk, een wonde genezen is moeilijk
Lapsus calamiFout van de pen, een schrijffout
Lapsus linguaeFout van de tong, een spreekfout
Lapsus memoriaeFout van het geheugen, een vergissing
Latinitas culinariaKeukenlatijn, potjeslatijn; spottende aanduiding voor gebrekkig latijn
Latinitas piscatorumVisserslatijn; grootspraak, in het bijzonder met betrekking tot visvangst
Lauda, Sion, SalvatoremLoof, Sion, uw verlosser. Aanhef hymne van Thomas van Aquino - 1225-1274 - geschreven in 1264 voor het koorgebed - de Lauden - op het feest van Sacramentsdag op initiatief van paus Urbanus IV
Laudare, benedicere, praedicareGod lof toezingen, elkaar tot zegen zijn, het evangelie verkondigen. Spreuk van de Orde der Dominicanen
Laus plurima DeoGode zij de hoogste lof; de grootste lof voor God
Lectori salutem (L.S.)Aan den lezer heil; Lezer gegroet
Legenda aureaGouden legenden, een verzameling heiligenlevens en kerkelijke feesten, opgetekend door Jacobus de Voragine (1228-1298)
Legio patria nostraHet legioen is ons vaderland, motto van het Vreemdelingenlegioen
Lex barbarorumDe wet van de barbaren, gedicht van H. Marsman
Lex dura, sed lexDe wet is hard, maar het is de wet
Lex naturaeWet van de natuur (regels in de theologie, filosofie en ethiek, ook ius naturale, natuurrecht)
Libellus de conscribendis epistolisEen boekje over het schrijven van brieven; geschrift uit 1521 van Desiderius Erasmus
Liber floridusBloemrijk boek, Een middeleeuwse encyclopedie in Latijns handschrift, geschreven door Lambert van Sint-Omaars
Linea rectaIn rechte lijn; zonder omwegen
Linquenda tellus, et domus, et placens uxorGrond, huis en dierbare echtgenote moeten achtergelaten worden (Horatius Odes 2.14, regel 21, voluit regel 21-22: Linquenda tellus, et domus, et placens uxor, neque harum, quas colis, / arborum, te, præter invisas cupressos, ulla brevem dominum sequetur. Vertaling: Je landgoed, huis en dierbare echtgenote zul je moeten achterlaten, en geen boom die je kweekt zal met jou, hun kortstondige baas, meegaan, behalve de akelige cipressen (kerkhofbomen).
Littera apostolicaApostolische brief; een brief die door een paus is geschreven
Littera cursivaSchuinschrift, verzamelnaam voor snel schrijfbaar Gotisch schrift
Littera hybridaVerzamelnaam voor een type van Gotisch schrift
Littera textualisTekstletter, verzamelnaam voor een type van Gotisch boekschrift
Litterae communionisgeschriften van de gemeenschap; internationaal Engelstalig religieus tijdschrift, thans Traces geheten
Loci communesGemeenschappelijke plaatsen, algemene grondbeginselen (boek van de Lutherse theoloog Melanchthon)
Loco citato (l.c.)Te aangehaalder plaatse, op de geciteerde plaats
Locus delictiPlaats waar de misdaad is gepleegd
Longa via estDe weg is lang
Luctor et emergoIk worstel en kom boven, motto van de Nederlandse provincie Zeeland
Lucratori te salutantZij die zich gaan verrijken, groeten u (variatie op Morituri te salutant
Lupos apud oves custodes relinquereDe wolven bij de schapen achterlaten als bewakers (Plautus)
Lupus in fabulaDe wolf in het verhaal (Terentius)
Lux et libertasLicht en vrijheid (motto van NRC Handelsblad)
Lux et veritasLicht en waarheid (wapenspreuk van Yale-universiteit)
Lux inens nos agitHet licht dat in ons is drijft ons voort (gnostisch gezegde, tevens motto van de Aloude en Aangenomen Schotse Ritus)

## M

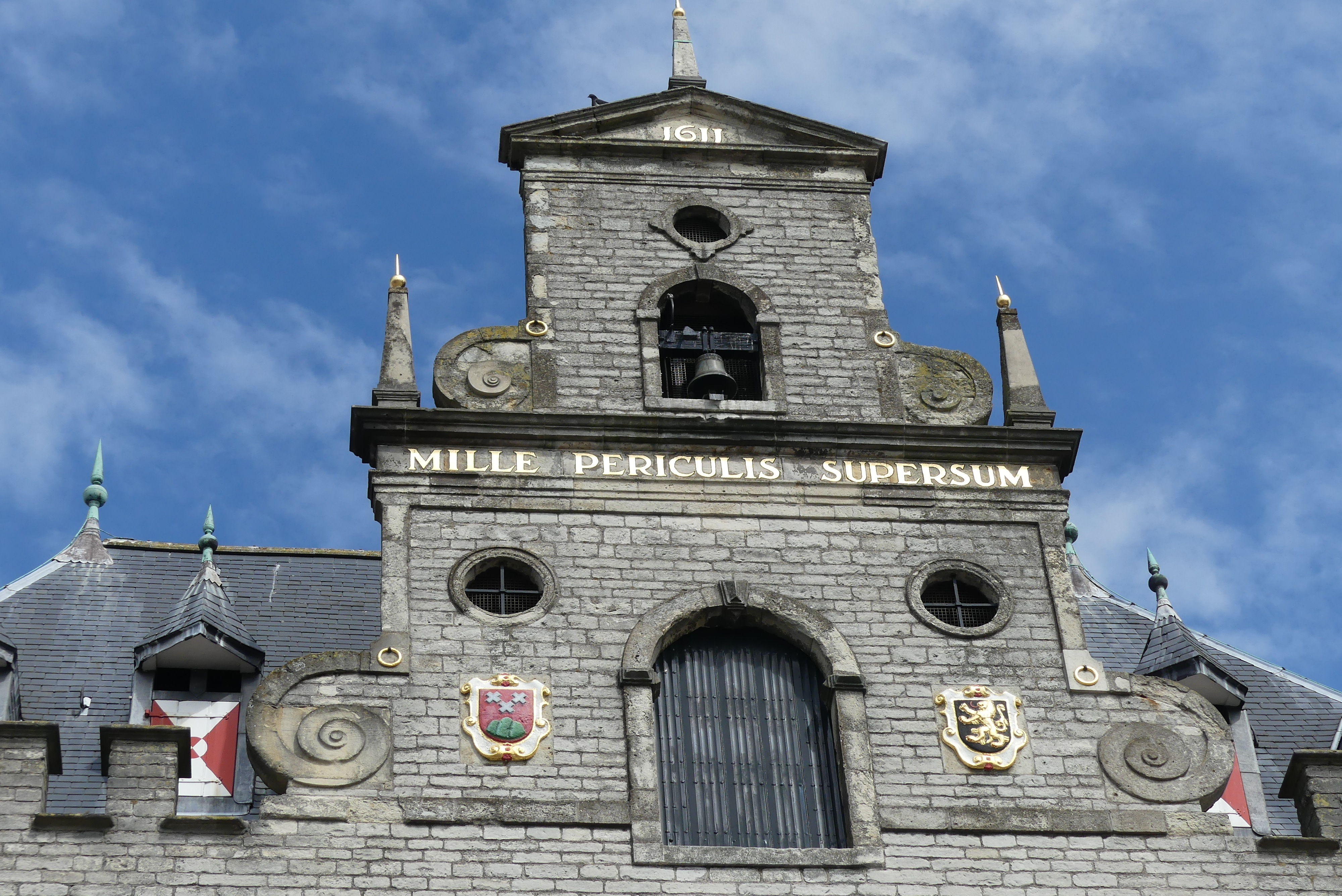
Detail oude stadhuis Bergen op Zoom met het motto Mille periculis supersum

Magna cum laudeMet groot lof, (kwalificatie bij het behalen van een universitair examen of bij een wetenschappelijke promotie)
Maxima cum laudeMet de hoogste lof, (kwalificatie bij het behalen van een universitair examen of bij een wetenschappelijke promotie)
Magna res libertasDe belangrijkste zaak is vrijheid
Maior e longinquo reverentiaVan afstand bezien is alles mooi Cornelius Tacitus, Annales 1.47
Maior famae sitis est quam virtutisDe dorst naar roem is groter dan die naar dapperheid (Juvenalis)
Mala herba difficulter moriturOnkruid vergaat niet
Mala sunt vicina bonisHet kwade is de buur van het goede (Ovidius)
Maledicus a malefico non distat nisi occasioneEen kwaadspreker verschilt niet veel van iemand die kwaad doet tenzij wat betreft de gelegenheid (Quintilianus)
Malis avibusOnder slechte voortekenen. Letterlijk: met slechte vogels.
Malo accepto stultus sapitEen dwaas wordt door schade en schande wijs
Malo mori quam foedariIk sterf liever, dan ik onteerd word (wapenspreuk op het grafmonument van de familie Van Reede Ginkel, Amerongen, XIXe eeuw)
Malus bonum ubi se simulat, tum est pessimusNooit is een slechter mens slechter dan wanneer hij zich als een goed mens voordoet
Manet alta mente repostumHet blijft diep in het hart bewaard (Vergilius, Aeneis 1,26)
Manibus pedibusqueMet handen en voeten
Manu militariGewapenderhand
Manus manum lavatDe ene hand wast de ander
Mater semper certa estDe moeder is altijd zeker
Maximae cuique fortunae minime credendum estIeder grootste geluk moet allerminst geloofd worden (Livius)
Mea culpa, mea culpa, mea maxima culpaDoor mijn schuld, door mijn schuld, door mijn allergrootste schuld
Mea votaMijn wens of mijn stem
Medicus curat, natura sanatDe dokter zorgt voor zijn patiënt, maar de natuur geneest hem
Melior est vicinus juxta quam frater proculBeter een naaste buur dan een verre broer
Memento, homo, quia pulvis es et in pulvem reverterisBedenk, mens, dat gij stof zijt en tot stof zult wederkeren
Memento moriGedenk je sterfelijkheid, Gedenk te sterven
Mendacem memorem esse oportetEen leugenaar moet veel onthouden (Marcus Fabius Quintilianus)
Mens agitat molemDe geest beweegt de massa (motto van Technische Universiteit Eindhoven)
Mens et manusVerstand en hand (motto van MIT)
Mens sana in corpore sanoEen gezonde geest in een gezond lichaam (Juvenalis Satyra X, 356)
Mens sana non potest vivere in corpore siccoEen gezonde geest kan niet leven in een droog lichaam (motto van studentenvereniging Icterus Antwerpen)
Metuite DeumVreest God
Mille periculis supersumDuizend gevaren kom ik te boven (motto van Bergen op Zoom)
Minuentur atrae Carmine curaeDoor een lied zullen de duistere zorgen kleiner worden gemaakt (Horatius)
Mirabile dictuWonderlijk om te zeggen
Misce stultiam consiliis brevem; dulce est decipere in locoMeng wat schalksheid in je beraadslagingen, af en toe een dwaas zijn is wel zo aangenaam
Miscemus utile dulciLaten we het nuttige en het aangename verenigen
Miscere utile dulciHet nuttige met het aangename combineren (Horatius)
Mobile vulgusHet wispelturige volk, het veranderlijke volk
Modo praescriptoOp de voorgeschreven wijze
Modus acquirendiWijze waarop men iets verkrijgt
Modus operandiManier van werken, in het bijzonder de specifieke werkwijze van een misdadiger
Modus procedendiProcesorde. Wijze van (systematische) aanpak
Modus vivendiManier van leven, afspraak hoe om te gaan met onderlinge verschillen; ook: Modus Vivendi, titel van een dichtbundel (1950) van Bergman
Moniti meliora sequamurLaat ons op gewaarschuwde wijze verder handelen
Morituri te salutantZij die sterven gaan, groeten u (gladiatoren)
Moriae encomium, sive Stultitiae lausLof der zotheid (een werk van Desiderius Erasmus uit 1511)
Moribus antiquisnaar oude gewoonten (lijfspreuk van Justus Lipsius)
Mors certa, hora incertaDe dood is vast, het uur is onvast. (op een zonnewijzer)
Mors tua, vita meaJouw dood, mijn leven (om te overleven, moet je op het slagveld doden)
Motu proprioUit eigen beweging; een handgeschreven pauselijke brief met de werking van een decreet
Multa ceciderunt, ut altius surgerentVele dingen zijn gevallen, om hoger te herrijzen (Seneca)
Multatulieigenlijk multa tuli, Ik heb veel (leed) gedragen, pseudoniem van Eduard Douwes Dekker
Multi sunt vocati, pauci vero electiVelen zijn geroepen, slechts weinig uitverkoren
Multi multa; nemo omnia novitVeel mensen weten veel, maar niemand weet alles
Multis parasse divitias non finis miseriarum fuit, sed mutatiaVoor velen was verworven rijkdom niet het einde van hun ellende, maar heeft het veranderd (Epicurus)
Mundus vult decipi, ergo decipiaturDe wereld wil bedrogen worden, laat haar dus bedrogen worden (toegeschreven aan Petronius)
Musis sacrumGewijd aan de Muzen, concertgebouw te Arnhem, voormalige concertzaal te Baarn en te Schiedam, voormalige vereniging te Leiden
Mutua FidesWederzijds vertrouwen, naam van de sociëteit van het Groninger Studenten Corps
Mutatis mutandisDe dingen die veranderd moeten worden, veranderd zijnd, nadat veranderd is wat veranderd moet worden

## N

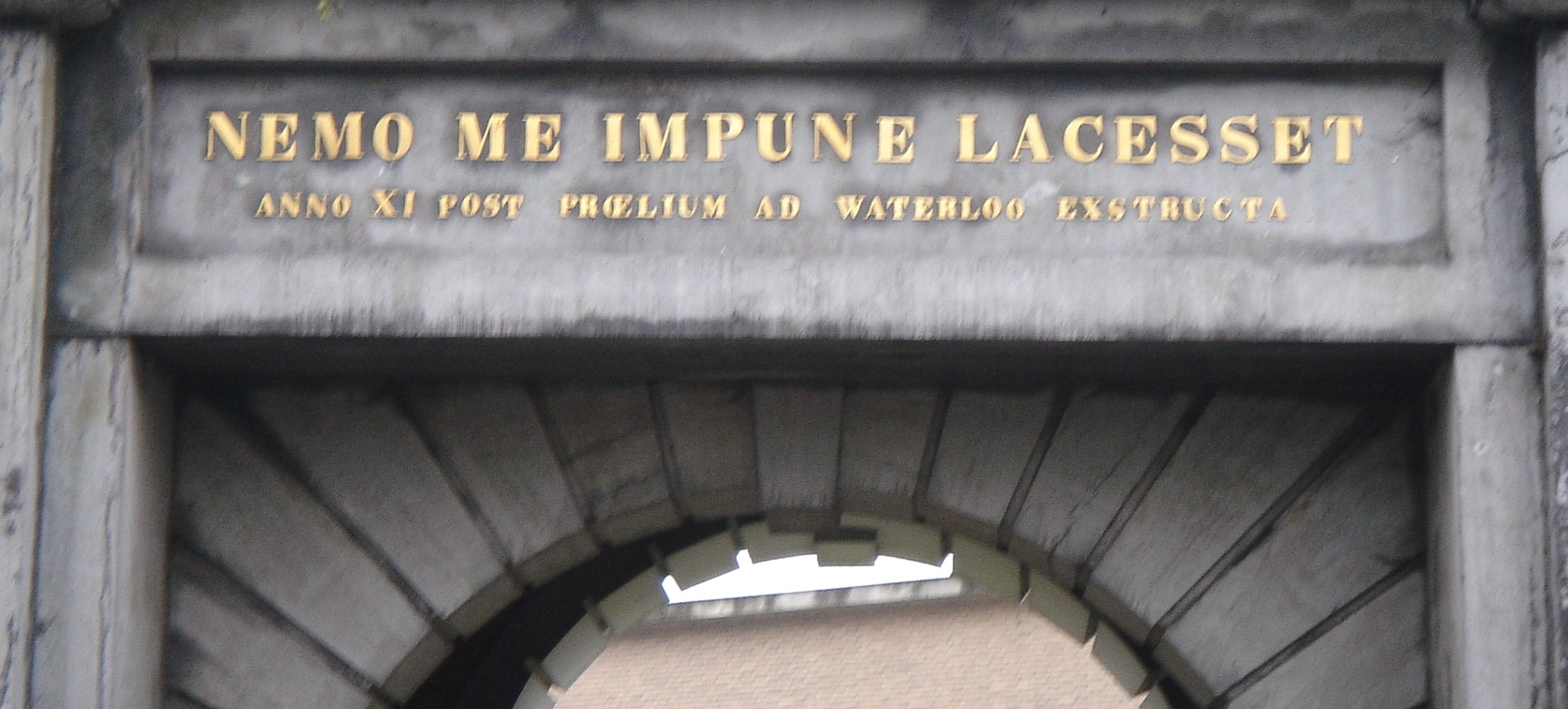
De toegangspoort van de vroegere Citadel van Gent.

Natura abhorret vacuumDe natuur verdraagt geen vacuüm
Natura artis magistraDe natuur is de leermeesteres van de kunst (volledige naam dierentuin Artis in Amsterdam)
Natura naturansDe natuur doet wat de natuur moet doen
Naturam mutare difficile estHet is moeilijk je aard te veranderen (Seneca)
Navigare necesse est, vivere non est necesseHet is nodig te varen, niet te leven (handelen is soms belangrijker dan om zijn leven bekommerd zijn; dankzij het handelen kan men blijven leven)
Navita de ventis, de tauris narrat aratorDe schipper vertelt over de winden, de boer over de stieren
Ne bis in idemGeen twee keer (vonnissen) over dezelfde zaak (algemeen rechtsbeginsel, ook Non bis in idem)
Ne praeter modumNiet over de schreef (zinspreuk van de groensenaat van het ASC/AVSV)
Ne quid nimisNiets te veel, alles met mate
Nec fasces nec opes sola artis sceptra perennantNoch macht, noch rijkdom, maar slechts het gezag van de wetenschap blijft bestaan (opschrift op Uraniborg, Tycho Brahe)
Nec Hercules contra pluresZelfs Hercules kan er geen twee tegelijk aan
Nec impar viribus onusHet gewicht evenaart de inspanning
Nec jactantia, nec metuZonder woorden, zonder vrees (Regiment Para Commando)
Nec plus ultraDat wat door niets wordt overtroffen.
Nec pluribus imparIk ben de grootste
Nec temere, nec timideNoch roekeloos, noch vreesachtig (Luchtmobiele Brigade)
Nec timide, nec tumideZonder vrees, zonder overmoed
Necessitas non habet legemNood heeft geen wet; nood breekt wet
Nemo auditur (propriam turpitudinem allegans)Niemand vindt gehoor (bij de rechter) wanneer hij zich beroept op zijn eigen schandelijk gedrag
Nemo censetur ignorare legemNiemand wordt geacht de wet niet te kennen, eenieder wordt geacht de wet te kennen
Nemo censetur ignorare legemNiet kennen van de wet is geen geldig excuus om de wet te overtreden (rechtsspreuk)
Nemo contra se edere teneturNiemand wordt geacht tegen zichzelf te bewijzen (verbod of zelf-incriminatie)
Nemo dat quod non habetNiemand kan geven wat hij niet heeft
Nemo in amore videtIn de liefde ziet niemand, liefde maakt blind (Propertius, Elegieën 2,14,18)
Nemo iudex in properiā causāNiemand is rechter in zijn eigen zaak (rechtsspreuk)
Nemo liberalis nisi liberatusMen kan pas giften doen, als men zelf geen schulden heeft (rechtsspreuk, vrij vertaald)
Nemo me impune lacessitNiemand zal me ongestraft tergen (wapenspreuk van de Orde van de Distel, van de Engelse koninklijke familie in Schotland en van Schotse regimenten in het Britse leger)
Nemo sine vitiis nasciturNiemand wordt zonder gebreken geboren (Horatius, Satirae)
Neque ignorare (medicum) oportet quae sit aegri naturaNoch betaamt het (de dokter) het temperament van de zieke man te negeren (Aulus Cornelius Celsus, De Medicina, Proemium)
Nescis quid vesper vehatJe weet niet wat de avond brengt
Nescitis quo hora dominum venietJullie weten niet op welk uur de heerser zal komen (inscriptie boven de klok van de Dom van Trier)
Nihil est ab omni parte beatumNiets is in alle opzichten/van alle kanten gelukzalig (Horatius)
Nihil est incertior vulgoNiets is wispelturiger dan de massa
Nihil lacrima citius arescitNiets droogt sneller dan een traan
Nihil sine LaboreNiets zonder arbeid; ook als Nil sine labore (Horatius) of als Sine labore nihil
Nihil sub sole novumEr is niets nieuws (onder de zon) (Prediker 1:9)
Nihil obstatNiets staat in de weg, er is geen enkel bezwaar (om dit document te drukken) (zie ook Imprimatur)
Nil desperandumWanhoop niet (ook: Nihil desperandum, wanhoop nooit)
Nil nobis absurdumNiets is ons te dol (Korps Aan- en Afvoertroepen van de Nederlandse Landmacht)
Nil satis nisi optimumAlleen het beste is goed genoeg (motto van de Engelse voetbalclub Everton FC)
Nil scire tutissima fidesNiets weten is het veiligste geloof/vertrouwen/garantie (Oldenbarnevelt)
Nil sine laboreNiets zonder arbeid (Horatius, motto van scholen en van het Royal Canadian Army Service Corps); ook als Nihil sine labore en als Sine labore nihil
Nil sine soleNiets zonder zon
Nil volentibus arduumNiets is onmogelijk voor hen die willen; naam en motto van het 17e-eeuws Amsterdams kunstgenootschap Nil volentibus arduum (NVA)
Nitimur in vetitum semper cupimusque negataWij streven altijd naar het verbodene en begeren hetgeen ons ontzegd is (Ovidius, Amores III, 4, 17)
Nobilitas obligatAdeldom verplicht
Nolens volensNiet willende willend, tegen wil en dank
Noli me tangereRaak mij niet aan
Nomen correctumVerbeterde naam (in de taxonomie)
Nomen est omenEen naam is een voorteken
Nomen nescio (NN of N.N.)Ik weet de naam niet (waar een onbekende naam moet staan)
Nomen nominandum (NN of N.N.)De naam moet nog genoemd worden (variant op Nomen nescio)
Nomina odiosa suntNamen zijn hatelijk
Non fortis, ced tenaxNiet sterk, maar taai (familie Van Elzakker)
Non fui, fui, non sum, non curoIk was niet, ik was, ik ben niet, het kan mij niet schelen
Non libetHet bevalt (mij) niet
Non licet omnibus adire CorinthumNiet iedereen mag Korinthe bereiken (Horatius, Epistulae I, 17, 36)
Non nobis solum nati sumusWe zijn niet alleen voor onszelf geboren (Cicero, De Officiis 1, 22)
Non oletHet stinkt niet, zie Pecunia non olet
Non omnia possumus omnesNiet iedereen kan alles doen (Vergilius)
Non omnis moriarIk zal niet geheel sterven (Horatius, Odes III, 30 LDR)
Non plus ultraTot hier en niet verder (opschrift op de zuilen van Hercules, Jezus)
Non scholae sed vitae discimusJe leert niet voor school, maar voor het leven (Seneca, die in werkelijkheid het omgekeerde zei: Non vitae sed scholae discimus, De jeugd doet niet zijn best voor de toekomst maar alleen omdat de leraar het van hem vraagt)
Non sequiturHet volgt er niet uit, het volgt niet uit de premissen
Non semper arcum tendit ApolloDe boog van Apollo kan niet steeds gespannen zijn (Horatius)
Non si male nunc et olim sic eritWie zijn doel wil krijgen, ook de middelen (Horatius)
Non sum qualis eramIk ben niet (meer) zoals ik geweest ben (Horatius)
Non ut edam vivo, sed ut vivam edoIk leef niet om te eten, ik eet om te leven
Non vi, sed arteniet door geweld, maar door kunst; niet door geweld, maar door overleg
Non vi sed disputandoNiet met kracht maar door rede(voering)
Non vincit nisi veritasNiets overwint dan de waarheid (motto van L.V.V.S. Augustinus)
Non vestimentum virum ornat, sed vir vestimentumDe kleren maken niet de man, de man maakt de kleren
Nondum amabam, et amare amabamIk had nog niet lief, en verlangde ernaar lief te hebben
Nosce orbisKen de wereld
Nosce te ipsumKen uzelf, ken u zelve (naar Cicero, gebaseerd op de Griekse spreuk γνῶθι σεαυτόν (gnothi seauton), gegrift op de tempel van Apollo in Delphi)
Nos iungit amicitiaOns verbindt de vriendschap (zinspreuk van Sociëteit NIA van het Amsterdams studentencorps)
Nota beneNoteer goed, Let op
Nova et veteraHet nieuwe en het oude
Novum in Vetere latet, Vetus in Novo patetHet Nieuwe is verborgen in het Oude aanwezig, de ware betekenis van het Oude komt in het Nieuwe aan het licht (Augustinus)
Nulla dies sine lineaGeen dag zonder lijn Spreuk van de Griekse schilder Apelles ca. 375-370 v. Chr. Genoteerd door Plinius de Oudere in zijn encyclopedie Naturalis Historia (77-100).
Nulla est medicina sine lingua LatinaGeen medicijnen zonder Latijn
Nulla poena sine legeGeen straf zonder wetten
Nullum crimen, nulla poena, sine praevia lege poenaliEr is geen misdaad, (dus) geen straf als er geen voorafgaande (straf)wettelijke bepaling is (legaliteitsbeginsel uit artikel 1 van het Nederlandse Wetboek van Strafrecht)
Nulla regula sine exceptioneGeen regel zonder uitzondering
Nulla tenaci invia est viaVoor de aanhouder is geen weg onbegaanbaar (motto van de Nederlandse autofabrikant Spyker)
Nulli cedoIk wijk voor niets (motto van Algemene Infanterie, en in de vorm Cedo Nulli lijfspreuk van Erasmus)
Nullius in verbaGeloof niemand op zijn woord (motto van de Royal Society).
Nullum humani mihi alienumNiets menselijks is mij vreemd
Numquam iterumNooit meer
Numquam tui obliviscarIk zal je nooit vergeten
Nunc aut nunquamNu of nooit (Korps Commandotroepen)
Nunc est bibendumNu is het tijd om te drinken (Horatius, Odes I, 37, 1)

## O
O crassum ingenium! Suspicor fuisse BatavumWat een plompe geest! Ik vermoed dat het een Nederlander was (Erasmus)
O fortunatos nimium sua si bona norint, agricolasO gelukzalige landbouwers, die te weinig begrijpen hoe goed hun leven is (Vergilius, Georgica 2, 458ff.)
O tempora, o mores!Wat een tijden, wat een zeden! (Cicero)
Obscuris vera involvensObscuriteit verbergt waarheid (Vergilius)
Obscurum per obscurius, ignotum per ignotiushet duistere (verklaren) door het duisterdere, het onbekende door het onbekendere (een verklaring geven die meer vragen oproept dan beantwoordt)
Occasio furem facitDe gelegenheid maakt een dief
Oculi plus vident quam oculusMeerdere ogen zien meer dan slechts een
Oculi sunt in amore ducesDe ogen zijn de leiders in de liefde (Propertius)
Oderint dum metuantZe mogen me haten, als ze me maar vrezen (Caligula)
Odi profanum vulgus et arceoIk haat het onbeschaafde gepeupel en houd het op een afstand (Horatius, Carmina 3.1)
Odi et amoIk haat en ik bemin (Catullus)
Omne animal post coitum triste,e st sive gallus et mulierElk dier is na de coïtus terneergeslagen, behalve de haan en de vrouw (Galenus)
Omne ignotum pro magnifico estAl het onbekende wordt als wonderbaar aanzien (Tacitus)
Omne principium difficile estIn alles de eerste zijn is moeilijk
Omne tulit punctum qui miscuit utile dulciHij heeft aller bijval gekregen, die het nuttige met het aangename heeft verenigd (Horatius)
Omnes eodem cogimurWij worden allemaal naar één enkel punt samengedreven, iedereen is sterfelijk
Omnes homines sibi sanitatem cupiunt, saepe autem omnia, quae valetudini contraria sunt, faciuntAlle mensen willen gezond zijn, maar vaak doen ze alles dat nadelig is voor hun gezondheid
Omnes viae Romae ducuntAlle wegen leiden naar Rome. Oorspronkelijk: mille viae ducunt homines per saecula Romam - duizend wegen leiden de mensen voor altijd naar Rome (1175, Alanus van Rijsel, Liber parabolarum)
OmnibusVoor allen
Omnia mea mecum portoIk draag al mijn bezittingen bij me
Omnia mutantur, nihil interitAlles verandert, niets vergaat (Ovidius, Metamorfosen, XV, 165)
Omnia obliviscarVergeet alles
Omnia sponte fluant absit violentia rebusLaat alles vrij lopen (eigenlijk: stromen) zonder zaken geweld aan te doen
Omnia vincit amor (nos et cedamus amori)Liefde overwint alles (laten wij ons ook overgeven) (Vergilius, Eclogae 10.69)
Omnium artium medicina nobilissima estVan alle kunsten is de geneeskunde de edelste
Optant senectam omnes, adepti despuuntAllen worden graag oud, maar zodra ze dat zijn verafschuwen ze het
Optimum est pati quod emendare non possisHet is beter te verdragen wat je niet terug goed kan maken (Seneca)
Optimum medicamentum quies estRust is het beste medicijn'
Ora et laboraBid en werk (motto van de Benedictijnen)
Oratio de hominis dignitate“Oratie over de waardigheid van de mens” (geschrift van Giovanni Pico della Mirandola)
Oratio pro domopleidooi voor eigen zaak, preek voor eigen parochie, pleidooi van eigen advocaat (zie ook: Pro domo (sua))
Ordo Fratrum Minorum (OFM)Orde van de Minderbroeders. (Klooster)orde van de Franciscanen
Ordo Franciscanus Saecularis (OFS)(letterlijk) Orde van de Franciscaanse Seculier. Orde van Franciscaanse Seculieren
O sacrum conviviumO heilig gastmaal, antifoon (of beurtzang) over het geheim van de eucharistie, toegeschreven aan Thomas van Aquino

## P
Pacta sunt servandaOvereenkomsten moeten worden nagekomen
Panem et circensesBrood en spelen (Juvenalis, Satire X)
Pange lingua gloriosiBezing, mijn tong, het mysterie. Hymne geschreven vóór 1264 door Thomas van Aquino (1225-1274) gezongen bij de processie op Witte Donderdag en op Sacramentsdag. De twee laatste coupletten Tantum ergo worden gebruikt in het Lof. Initiatief van paus Urbanus IV.
Parcere subiectis, sed debellare superbosSpaar de onderworpenen, maar vernietig hen die zich hardnekkig blijven verzetten (Vergilius, Aeneis 6.853, stelregel van de Romeinse politiek)
Pars pro totoEen deel in plaats van het geheel
Pari passumet gelijke pas; op gelijke voet, van gelijke rang, proportioneel. In de effectenhandel: zonder preferentie
Pars sanitatis velle sanari fuitDeel van het genezen is het genezen willen worden (Seneca)
Parvus numero, magnus meritoGering in aantal, groot in daden (motto van Koninklijke Luchtmacht)
Parvi sed magniKlein maar Dapper (motto van 1e Regiment Carabiniers Prins Boudewijn)
Pater nosterOnze vader (naam en begin eerste regel van het betreffende christelijke gebed; een rozenkrans; een liftsysteem)
Patris cordeMet een vaderhart. Aanhef (en naam) van een Apostolische brief van paus Franciscus van 8 december 2020
Pauperis est numerare pecusHet is des armen (de arme eigen) zijn vee te tellen (Ovidius)
Pax ChristiDe vrede van Christus, zegenwens; de naam van een internationale katholieke vredesbeweging
Pax intrantibusVrede zij de binnentredenden (boven de entree van een huis)
Pax melior est quam iustissimum bellumVrede is beter dan de rechtvaardigste oorlog
Pax quaeritur belloVrede wordt verkregen door oorlog
Pax RomanaRomeinse vrede, langdurige politieke stabiliteit; zie ook: Pax Americana, Pax Britannica, Pax Ottomana, Pax Neerlandica
Pecunia non oletGeld stinkt niet (toegeschreven aan keizer Vespasianus)
Per aspera ad astraLangs moeilijkheden naar de sterren (motto van de NASA en de stad Gouda, ook Ad astra per aspera)
Perfer et obdura, dolor hic tibi proderit olimVerdraag en volhard, eens zal dit leed je tot voordeel strekken
Periculum in moraEr is risico in uitstel (Livius, Ab urbe condita, 38.25.13)
Pericula non timeoIk vrees het gevaar niet; ik ga het gevaar niet uit de weg (wapenspreuk van Belgische ontmijningsdienst DOVO)
Perpetuum mobileVoortdurend bewegend, een denkbeeldig apparaat dat eenmaal in beweging uit zichzelf blijft bewegen
Persona non grataOngewenst persoon
Philosophiae Naturalis Principia MathematicaDe wiskundige beginselen van de natuurfilosofie. Een werk van Isaac Newton, kortweg ook de Principia genoemd
Pia frausVrome leugen, leugentje om bestwil
Pie Iesu, domine, dona eis requiemHeilige Heer Jezus, geef hun zielerust
Pigmaei gigantum humeris impositi plus quam ipsi gigantes videntDwergen, staande op de schouders van reuzen, zien verder dan die reuzen (Isaac Newton, naar de 12e-eeuwse filosoof Bernard van Chartres)
Pluralis majestatisMeervoud van verhevenheid, koninklijk meervoud
Placet Hic Requiescere MusisHier behaagt het de Muzen te vertoeven (Het sociëteits-gebouw van het Utrechts Studenten Corps)
Pluralitas non est ponenda sine necessitateMen moet (aan een formule) geen dingen toevoegen zonder noodzaak
Poena potest demi, culpa perennis eritDe straf kan verminderd worden, de schuld zal eeuwig zijn (Ovidius)
Poeta nascitur, orator fitEen dichter wordt geboren, een redenaar gemaakt
Pontifex maximusHogepriester / opperpriester, een Romeinse titel
Post aut propter?Erna? Of erdoor veroorzaakt?
Post hoc ergo propter hocDaarna, dus daardoor, een drogreden
Post mortemNa de dood
Postscriptum (PS)Naschrift
PoscimurWij worden opgeëist, wij zijn niet vrij in ons doen en laten
Post meridiem (P.M.)Na het middaguur, de tijd van 12 uur 's middags tot 12 uur 's nachts, tegenhanger van Ante meridiem
Potior est, qui prior estWie het eerst komt, wie het eerst maalt
Potius sero quam numquamLiever laat dan nooit (Livius)
Praeparatus EstoWees voorbereid, embleem-spreuk van de Dienst Speciale Interventies der Nederlandse politie
Praepositus generalisgeneraal-overste (algemeen overste der Jezuïetenorde)
Praesens absens(Lichamelijk) aanwezig, (geestelijk) afwezig
Praesidium atque decus quae sunt et gaudia vitae - Formant hic animos Graeca Latina rudesOm eens tot steun, sieraad en bron van vreugde in het leven te zijn, vormen Grieks en Latijn hier de nog ongepolijste geest (opschrift boven de poort van de Latijnse School in Gouda)
Praesidium libertatisBolwerk der vrijheid, devies van de Universiteit Leiden
Prima facieOp het eerste gezicht
Primum non nocereHet belangrijkste is om niet te schaden (uit de Eed van Hippocrates, die beginnende artsen moeten afleggen)
Primus inter paresDe eerste onder zijn gelijken
Primus perpetuusSteeds de eerste (van de klas)
PrincipiaeBeginselen. Zie:Philosophiae Naturalis Principia Mathematica
Pro bono (publico)Ten goede (van het publiek), voor de publieke zaak
Pro DeoVoor God, onbezoldigd
Pro domo (sua)Voor zijn eigen huis, voor zichzelf. Naar een toespraak van Cicero voor de pontifices, 57 v. Chr., waarin hij poogde bezit terug te krijgen dat Clodius hem had ontnomen
Pro Ecclesia et PontificeVoor Kerk en Paus (een pauselijke onderscheiding voor bewezen diensten)
Pro formavoor de vorm (zie ook: pro-formazitting)
Pro JuventuteVoor de jeugd, naam van voormalige vereniging ter bestrijding van jeugdcriminaliteit, thans van de Stichting Steunfonds Pro Juventute Nederland
Pro PatriaVoor het vaderland, Koninklijke Leidsche Studenten Vereeniging tot Vrijwillige Oefening in den Wapenhandel Pro Patria, opgericht 1866, studentenweerbaarheid te Leiden
Pro Patria CrescuntGroeien voor het vaderland (zinspreuk van de Voorbereidende Divisie tot de Koninklijke Militaire School)
Pro Patria SemperAltijd voor het vaderland, wapenspreuk van Hubert Pierlot
Procul dubioBuiten twijfel, zonder enige twijfel
Procul o, procul este profaniBlijft op grote afstand, jullie niet-ingewijden
Promissum cadit in debitumHet beloofde komt terecht bij het verschuldigde, belofte maakt schuld
Proximus sum egomet mihiIk ben mijzelf het naast; confer (vergelijk) Quisque sibi proximus: Ieder is zichzelf het naast
Pugnans in tenebrisStrijdend in de duisternis (nacht) (wapenspreuk van het 500e Squadron KLu, thans 620 sqd)
Pulchri StudioUit ijver voor het schone. Een schilderkundig genootschap in Den Haag
Pulchrum est digito monstrari et dicier, hic estHet is mooi met de vinger nagewezen te worden en te horen zeggen: hij is het, het is leuk om bekend te zijn (dicier = archaïsme voor dici)
Pulvis et umbra sumusWij zijn slechts stof en schaduw (Horatius, Carmina, boek IV, 7, 16).
Pus bonum et laudabileGoede en prijzenswaardige etter

## Q
Quadragesimo AnnoIn het veertigste jaar, “Veertig jaar later”, een encycliek van Paus Pius XI (1931)
Quae caret ora cruore nostroWelke kust kent ons bloed niet?, Horatius
Quae nocent, docentWat schaadt, onderwijst
Qualis artifex pereo!Als wat een groot kunstenaar ga ik ten onder!, Nero
Qualitate quaAmbtshalve, uit hoofde van zijn ambt
Qua Patet OrbisZo wijd de wereld strekt, devies van het Korps Mariniers
Quando peritura nemo scitWanneer ze zal vergaan weet niemand
Quanti canicula ille in fenestraHow much is that doggy in the window, wapenspreuk van de fictieve stad Ankh-Meurbork van de Engelse schrijver Terry Pratchett
Qui beneficium dedit, taceat; narret, qui accepitHij, die een weldaad heeft gegeven, moet zwijgen; hij die het ontvangen heeft, moet spreken. (Seneca)
Qui bono?Wie profiteert?, foutieve variant van Cui bono?, Cicero, Pro Sexto Roscio Amerino
Qui(s) custodiet ipsos custodesWie houdt toezicht op de toezichthouders, Wie bewaakt de bewakers, Juvenalis, Satiren
Qui cantat, bis oratWie zingt, bidt dubbel (Augustinus)
Qui habet aures audiendi audiatWie oren heeft om te horen moet horen (Openbaring 2:7 e.v.)
Qui rogat, non erratWie vraagt, dwaalt niet
Quis custodiet ipsos custodes?Wie bewaakt die bewakers?
Qui scribit, bis legitWie schrijft, leest twee keer
Qui tacet, consentire videturWie zwijgt, lijkt het ermee eens te zijn, Wie zwijgt, stemt toe, Paus Bonifatius VIII
Qui vult dare parva non debet magna rogareHij die wenst weinig te geven, zou niet veel moeten vragen
Quicumque vultAl wie wil. Aanhef van de Geloofsbelijdenis van Athanasius
Quid pro quoVoor wat hoort wat
Quidquid agis, prudenter agas, et respice finemWat je ook doet, doe het verstandig en denk na over het einde
Quidquid discis, tibi discisAlles wat je leert, leer je voor jezelf
Quidquid latine dictum sit, altum videturWat in het Latijn gezegd wordt, klinkt diepgaand
Quidvis egestas imperatSchaarste eist al wat je wilt, Plautus
Quiescat plebsMoge het volk kalm zijn
Quieta non movereWat in rust is, niet verstoren, Geen slapende honden wakker maken
Quirites!Burgers!, tekst van 'de kortste toespraak ooit', Julius Caesar in 47 v.Chr. voor het Xe legioen
Quisque sibi proximusIeder is zichzelf het naast; confer (vergelijk) Proximus sum egomet mihi, Ik ben mijzelf het naast
Quo vadis?Waar gaat gij heen?
Quod erat demonstrandum (Q.E.D.)Hetgeen moest worden aangetoond
Quod licet Iovi non licet boviWat Jupiter mag, mag een rund nog niet. Wat de baas mag doen, mag de ondergeschikte nog niet.
Quod me non necat me certe confirmatWat mij niet doodt, maakt me zeker sterker
Quod medicina aliis, aliis est acre venenumHet medicijn van de een is het vergif van de ander
Quod nocet, saepe docet.Wat pijn doet, leert vaak.
Quod nonHetgeen niet het geval is
Quod non est in actis non est in mundoWat niet schriftelijk is vastgelegd, bestaat niet
Quod scripsi, scripsiWat ik geschreven heb, heb ik geschreven, Johannes 19:22
Quod sis, esse velis nihilque malisJe moet willen zijn wie je bent en niets liever willen, Martialis, Epigrammen
Quos vult perdere Iuppiter dementat priusDegenen die Jupiter in het verderf wil storten, ontneemt hij eerst hun zinnen
Quot capita, tot sententiaeZoveel hoofden, zoveel meningen
Quot homines, tot sententiaeZo veel mensen, zo veel meningen (Cicero)
Quousque tandem abutere, Catilina, patientia nostra?Hoelang nog, Catilina, zul je ons geduld op de proef stellen?, openingszin van Cicero's aanklacht tegen Catilina

## R
Radix malorum est cupiditasHebzucht is de wortel van alle kwaad (thema van The Pardoner's Tale uit The Canterbury Tales, ontleend aan 1 Timoteüs 6:10)
Rara avisEen zeldzame vogel (zie ook corvo quoque rarior albo)
Rara est fidesTrouw is zeldzaam
Rari nantesZeldzame zwemmers - verkorte weergave van Apparent rari nantes in gurgite vasto (Vergilius, Aeneis 1,118)
Ratio fatum vincere nulla potestGeen enkele berekening kan het lot overwinnen (Ovidius)
Rebus sic stantibusIn gelijkblijvende omstandigheden - mits de omstandigheden gelijk blijven: verdragsregel uit het internationaal recht, met name geformuleerd door Scipione Gentili als omnis conventio intelligitur rebus sic stantibus, elk verdrag moet begrepen worden naar de geldende omstandigheden
Rector magnificusLuisterrijke bestuurder; titel van de hoogleraar-directeur van een universiteit, voorheen de voorzitter van een academische senaat (college van hoogleraren)
Reddite ergo quae sunt Caesaris, CaesariGeef de Keizer wat des Keizers is (Mattheüs 22:21)
Regina coeli‘’Koningin des hemels”, Maria-antifoon in de katholieke kerk, ook een voormalig meisjespensionaat, thans taleninstituut te Vught.
Regina regit coloremDe dame voert de kleur (van het veld), een regel in het schaakspel
Remedia amorisMiddelen tegen de liefde, titel van een ironisch leerdicht van Ovidius
Repetitio est mater studiorumRepetitie (herhaling) is de moeder van studie (studeren)
Requiescat in pace (R.I.P.)Hij/zij ruste in vrede
Rerum cognoscere causasDe oorzaken der dingen doorzien (motto van LSE, naar Vergilius, zie Felix qui potuit rerum cognoscere (causas))
Rerum novarum“Over nieuwe dingen, “Van een omwenteling”, een encycliek van Paus Leo XIII (1891)
Res ad triarios rediitDe zaak is teruggekomen tot de triarii, wanneer er sprake is van een crisissituatie, oorspronkelijk gebruikt voor een gevecht dat zich verkeerd ontwikkelt
Res, non verbaDaden, geen woorden, Geen woorden maar daden
Rete non tenditur milvioHet net wordt niet uitgebreid tot de vlieger
Reteneo hostes pacis abs te LlngeWij houden de vijand van de vrede verre
Retrorsum causa et effectusOmkering van oorzaak en gevolg, een onjuiste redenering door het verwisselen van oorzaak en gevolg
Ridentem dicere verum quid vetat?Wat is er op tegen al lachend de waarheid te zeggen? (Horatius, Satiren I, 1, v. 24-25)
Rideo ergo sumIk lach, dus ik besta (aansporing tot optimisme)
Rigor mortislijkstijfheid (verstijving van spieren na intrede van de dood, begint binnen 2-6 uur na overlijden)
Risus abundat in ore stultorumDe gek lacht om alles
Rogo vos, quis potest sine offula vivere?Ik vraag jullie, wie kan zonder worstjes leven? (Claudius)
Roma locuta, causa finitaRome heeft gesproken, de zaak is beëindigd (Sint Augustinus), een zaak is afgelopen en valt niet meer te betwisten
Romani ite domum"Romeinen ga naar huis" uit Monty Python's Life of Brian. Brian wordt door een centurion betrapt op het bekladden van het paleis van de Romeinse prefect Pontius Pilatus. Hij had op de paleismuur de grammaticaal incorrecte tekst Romanes eunt domus geschreven. De centurion corrigeert hem hardhandig, daarna dwingt hij Brian om voor straf 100 keer de correcte vertaling Romani ite domum op te schrijven.
Rustica progenies semper villana fuitHet kroost van de boeren is altijd boer geweest

## S

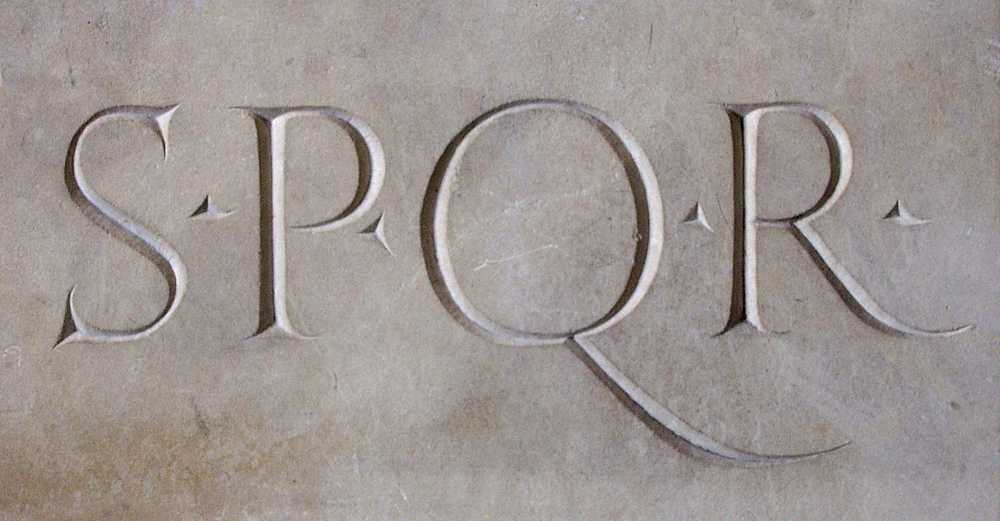
SPQR - De senaat en het volk van Rome.

Sacris solemniisVerenigd rond dit feest. Hymne (1264) van Thomas van Aquino (1225-1274) voor het koorgebed van Sacramentsdag. Initiatief van paus Urbanus IV. Het zesde couplet 'Panis angelicus' (het brood van de engelen) is wereldbekend geworden door de compositie van César Franck in 1872 voor tenor, orgel, harp en cello.
Saepe morborum gravium exitus incerti suntVaak is de afloop van ernstige ziekten onzeker
Saevis tranquillus in undisRustig te midden van woeste golven (lijfspreuk van Willem van Oranje)
Salus aegroti suprema lexHet welzijn van de patiënt is de belangrijkste wet
Salus patriae suprema lexHet welzijn van het vaderland is de hoogste wet: een spreuk aan de hand waarvan het gebruik van buitengewone machtenwetten in België tijdens (en na) de Tweede Wereldoorlog werd gerechtvaardigd.
Salus populi suprema lex estoHet welzijn van het volk zal de hoogste wet zijn (motto van Missouri).
Salvator MundiVerlosser van de wereld, naam van een schilderij door Leonardo da Vinci met afbeelding van Jezus
Salvo errore et omissioneBehoudens fouten en weglatingen (soms afgekort tot s.e. & o.)
Sanis libris, vita lacunaZonder boeken is het leven ledig
Sapere audeDurf te weten (motto van de filosoof Immanuel Kant, maar reeds van Romeinse oorsprong)
Sator Arepo tenet opera rotasDe zaaier Arepo houdt de wielen bezig (betekenisloze spreuk, aangetroffen in magische vierkanten)
Saxa loquunturde stenen spreken (motto in de archeologie)
Scientia sol mentis estKennis is het licht van de geest
Scientia vincere tenebrasDoor wetenschap de duisternis overwinnen (spreuk van de Vrije Universiteit Brussel)
Sed quis custodiet ipsos custodes?Maar wie bewaakt de bewakers? (Juvenalis)
Semper aliquid haeretEr blijft altij iets hangen [van laster]. Voluit als Audacter calumniare, semper aliquid haeret (laster maar brutaal, er blijft altijd iets hangen) (Francis Bacon, De dignitate et augmentis scientiarum)
Semper crescendoAltijd hoger, Steeds toenemend in toonsterkte
Semper idemAltijd hetzelfde (wapenspreuk van conservatieve Italiaanse curiekardinaal Alfredo Ottaviani)
Semper excelsiusAltijd beter (wapenspreuk van K.A.V. Lovania Leuven)
Semper fidelisAltijd trouw (ook wel afgekort als Semper Fi, wapenspreuk van het United States Marine Corps)
Semper paratus pro justitiaAltijd paraat voor gerechtigheid (embleemspreuk van de Unit Interventie Mariniers van Nederland)
Semper primusAltijd de eerste (wapenspreuk van de 1st Infantry Regiment, VS)
Senatus populusque Romanus (S.P.Q.R.)De senaat en het volk van Rome
Servatis a periculumBewaar ons voor het kwade
Si decem habeas linguas, mutum esse addecetZelfs al zou je tien tongen hebben, dan moet je ze toch stilhouden
Si monumentum requiris, circumspiceAls je zijn monument wilt zien, kijk om je heen (op het graf van Christopher Wren in St Paul's Cathedral)
Si parva licet componere magnisAls het toegestaan is kleine dingen met grote dingen te vergelijken
Si quaeris peninsulam amoenam circumspiceAls je een lieflijk schiereiland zoekt, kijk dan om je heen (motto van Michigan)
Si tacuisses, philosophus mansissesAls je had gezwegen, was je een filosoof gebleven
Si vis amari, amaAls je bemind wilt worden, bemin (dan)
Si vis pacem, para bellumAls je vrede wilt, bereid je voor op oorlog (door Vegetius in Epitoma rei militaris verwoord als Qui desiderat pacem, bellum praeparat)
Si vis pacem, para iustitiamAls je vrede wilt, bereid gerechtigheid voor
Si vis vivamAls jij wilt, zal ik leven
SicPrecies zo (de tekst is precies geciteerd zoals hij er stond, inclusief de taalfout)
Sic iubeo, sic volo, et sit pro ratione voluntas meaZo beveel ik, zo wens ik het en laat mijn wil u tot reden zijn
Sic semper tyrannisZo vergaat het iedere tiran (toegeschreven aan Brutus bij de moord op Caesar, geroepen door John Wilkes Booth na de moord op Abraham Lincoln, motto van Virginia)
Sic transit gloria mundiAlzo vergaat 's werelds schoonheid (gezegd tot de pausen na hun verkiezing)
Sic gorgiamus allos subjectatos nuncWe gladly feast on those who subdue us, Wij houden een feestmaal op hen die ons onderdrukken (motto van The Addams Family)
Sidera somnum suadentDe sterren raden ons de slaap aan
Signum perfectionisTeken van perfectie
Silent enim leges inter armazie Inter arma enim silent leges
Similibus enim similia gaudentGelijken scheppen genoegen in gelijken - soort zoekt soort (Macrobius, Saturnalia, 7,7,12); soms ook als : Aequalis aequalem delectat
Similia similibus dissolventurGelijke zaken worden opgelost in gelijke zaken (spreuk van Griekse natuurfilosofen en alchemisten)
Sine anno (s.a.)Zonder jaar (in bibliografische opsommingen, zoals bibliotheek-catalogi: de datum van uitgave is onbekend, of wordt niet in het werk vermeld) - ook: sine dato, of: sine die
Sine dato (s.d.)Zonder datum (in bibliografische opsommingen, zoals bibliotheek-catalogi: de datum van uitgave is onbekend, of wordt niet in het werk vermeld) - ook: sine die, of: sine anno
Sine die (s.d.)Zonder dag (in bibliografische opsommingen, zoals bibliotheek-catalogi: de datum van uitgave is onbekend, of wordt niet in het werk vermeld) - ook: sine dato, of: sine anno
Sine editore (s.e.)Zonder uitgever (in bibliografische opsommingen, zoals bibliotheek-catalogi: de uitgever is onbekend, of wordt niet in het werk vermeld) - ook: sine nomine
Sine ira et studioZonder haat of liefde, Zonder wrok of sympathie (Tacitus), zonder vooringenomenheid voor of tegen
Sine labore nihilZonder werk (krijgt men) niets (Horatius); ook als Nil (of nihil) sine labore ; naam van een woning te Leiden
Sine labore non erit panis in oreZonder arbeid zal er geen brood in de mond zijn
Sine loco (s.l.)Zonder plaats (in bibliografische opsommingen, zoals bibliotheek-catalogi: de plaats van uitgave is onbekend, of wordt niet in het werk vermeld)
Sine nobilitate (s.nob.)zonder adel, niet van adel, zie ook Snob (persoon)
Sine nomine (s.n.)Zonder naam (in bibliografische opsommingen, zoals bibliotheek-catalogi: de uitgever is onbekend, of wordt niet in het werk vermeld) - ook: sine editore
Sine sole sileoZonder de zon ben ik stil (spreuk op zonnewijzers)
Sit tibi terra levisMoge de aarde zachtjes op je drukken (Romeinse grafspreuk)
Sol iustitiae illustra nosZonne der gerechtigheid verlicht ons; motto van Universiteit van Utrecht; vergelijk Maleachi 4:2 of 3:19)
Sol lucet omnibusDe zon schijnt voor iedereen
Sola fideAlleen door geloof
Sola gratiaAlleen door genade, een van de vijf sola's tijdens de protestante Reformatie
Sola scripturaAlleen door de Bijbel (christendom)
Sola victoria satiatAlleen de overwinning schenkt voldoening (tatoeage van voetballer Steven Defour)
Soli Deo gloriaAlleen aan God de eer, de laatste van de vijf sola's; ondertekening van Bach
Species decipitSchijn bedriegt
Spes bonaGoede hoop
Spes SalutisHoop op heil; scheepsnaam van de Urker kotter UK171 en, sinds 1986, naam van de veerpont tussen Beusichem en Wijk bij Duurstede
Spiritus intus alitDe geest voedt zich van binnenuit (Vergilius, Aeneis VI, 726)
Stante pedeOp staande voet, onmiddellijk
Stare decisis (et non quieta movere)Bij de onderhavige zaak blijven (en het onverstoorde niet verstoren) (in de rechtspraak)
Status quoDe bestaande toestand
Status quo ante bellumDe situatie van voor de oorlog; term uit de diplomatie
Studium generaleAlgemene studie; collegereeks voor algemene vorming
Stultorum infinitus numerus estHet aantal dwazen is oneindig (Prediker 1:15 in de oude Vulgaat, Carrasco in Don Quichot II-3)
Stultus non seccurriturDe dwazen worden niet geholpen
Stupor mundiDe verbazing van de wereld (titel van Frederik II)
Stultitiae lausLof der zotheid, voluit: '’Moriae encomium, sive Stultitiae laus’’, een werk van Desiderius Erasmus uit 1511
Stultus stulte loquiturEen dwaas spreekt op dwaze wijze
Suamet ipse fraude captusIn zijn eigen list gevangen (Livius, Ab Urbe Condita, 27.28.13)
Sub iudiceOnder de rechter, nog in behandeling bij een rechterlijke instantie - volledig citaat: "Grammatici certant et adhuc sub iudice lis est" (Horatius, De arte poetica 78)
Sub rosaOnder de roos (volgens Dan Browns De Da Vinci code gebruikt door de Tempeliers)
Sui generisAangepast aan de omstandigheden, met een typisch eigen aard
Summa cum laudeMet de hoogste lof, (kwalificatie bij het behalen van een universitair examen of bij een wetenschappelijke promotie)
Summum ius summa iniuriaHet hoogste recht is het hoogste onrecht (Cicero, De Officiis I, 10, 33) In Cicero's oorspronkelijke tekst verwijst de spreuk naar creatieve of bedriegelijke wetsinterpretaties die weliswaar naar letter van de wet kloppen, maar toch onrechtvaardig zijn. De 16e eeuwse humanist Erasmus interpreteerde de de spreuk niet als zinspeling op misbruik van de letter van de wet, maar als verwijzing naar een gebrek aan oordeelsvermogen, waarbij vastgeklampt wordt aan letterlijkheid in plaats van de intentie van een bepaling. Voor rechtsfilosoof Gustav Radbruch werd met 'recht' zowel de wet als rechtvaardigheid bedoeld. Voor hem is de wet idealiter rechtvaardig, maar eist het principe van rechtszekerheid dat de maatschappij ook aan een onrechtvaardige wet gebonden blijft. Radbruch zag hierop twee uitzonderingen: wanneer de discrepantie tussen wet en rechtvaardigheid dermate groot is dat de betreffende wet  als unrichtiges Recht (te vertalen met 'juridisch onrecht') moet worden bestempeld of wanneer de wet in kwestie willekeurig wordt toegepast.
Summum nec metuas diem nec optesJe moet de laatste dag niet vrezen noch wensen (Marcus Valerius Martialis)
Sum quod erisIk ben wat jij zult zijn (tekst op grafstenen)
Sunt pueri pueri, pueri puerilia tractantKinderen zijn kinderen, kinderen gedragen zich als kinderen
Sunt quidem homines non re sed nomineZij zijn ongetwijfeld mensen niet in werkelijkheid maar door de naam (Cicero)
Sutor ne ultra crepidamSchoenmaker, niet boven het sandaal, Schoenmaker, blijf bij je leest (Plinius de Oudere, Naturalis Historia XXXV, 36, 85-86)
Suo jureIn zijn/haar eigen recht
Suum cuiqueIeder het zijne (ieder krijgt wat hem toekomt). Motto van de Pruisische Orde van de Zwarte Adelaar.
Suus rex reginae placetAan de koningin bevalt haar koning (het meest)
Syllabus ErrorumLijst van dwalingen(geschrift van Paus Pius IX, 1864)

## T

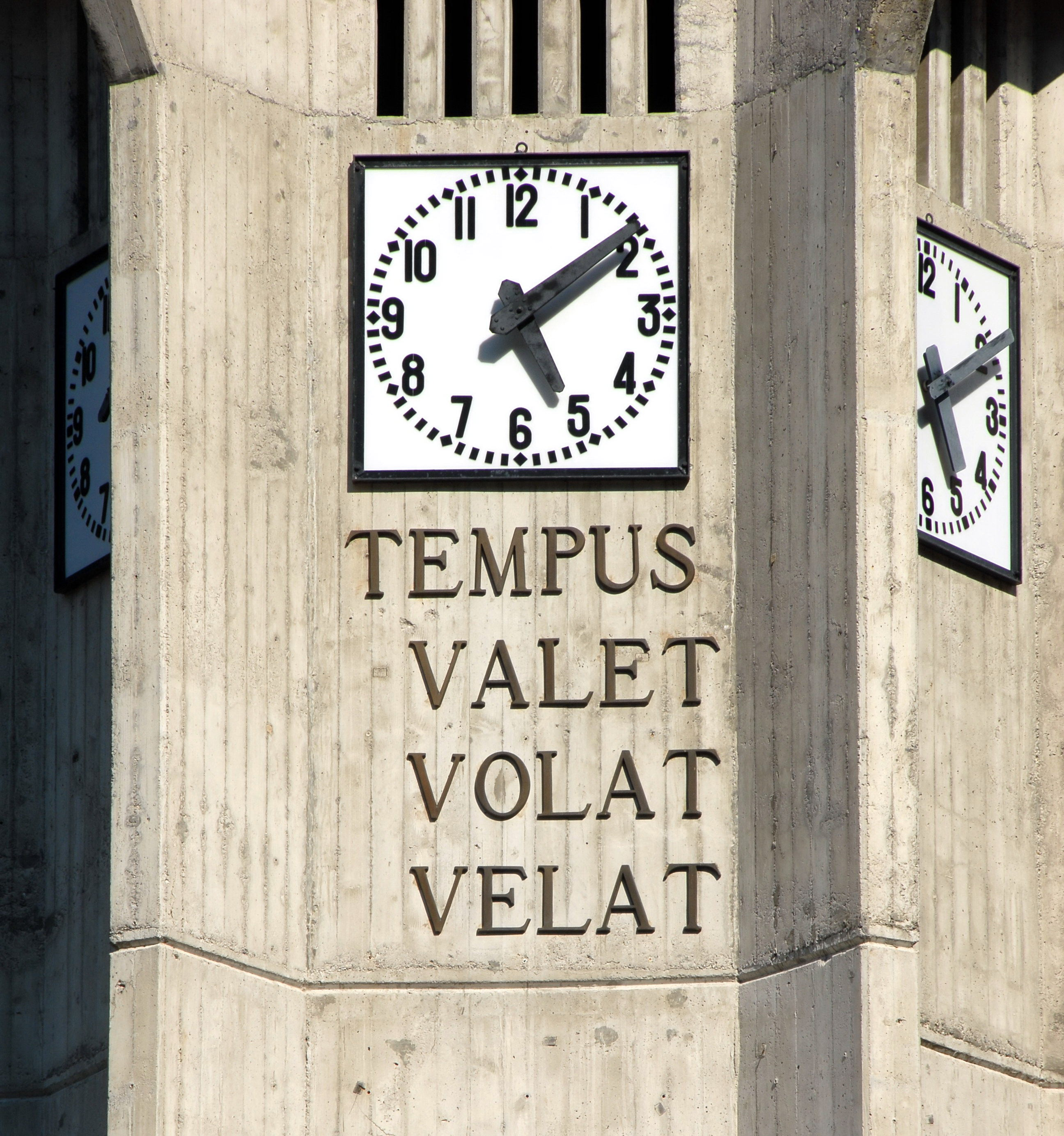
Kerktoren met uurwerk in Resiutta in Friuli-Venezia Giulia, Italië

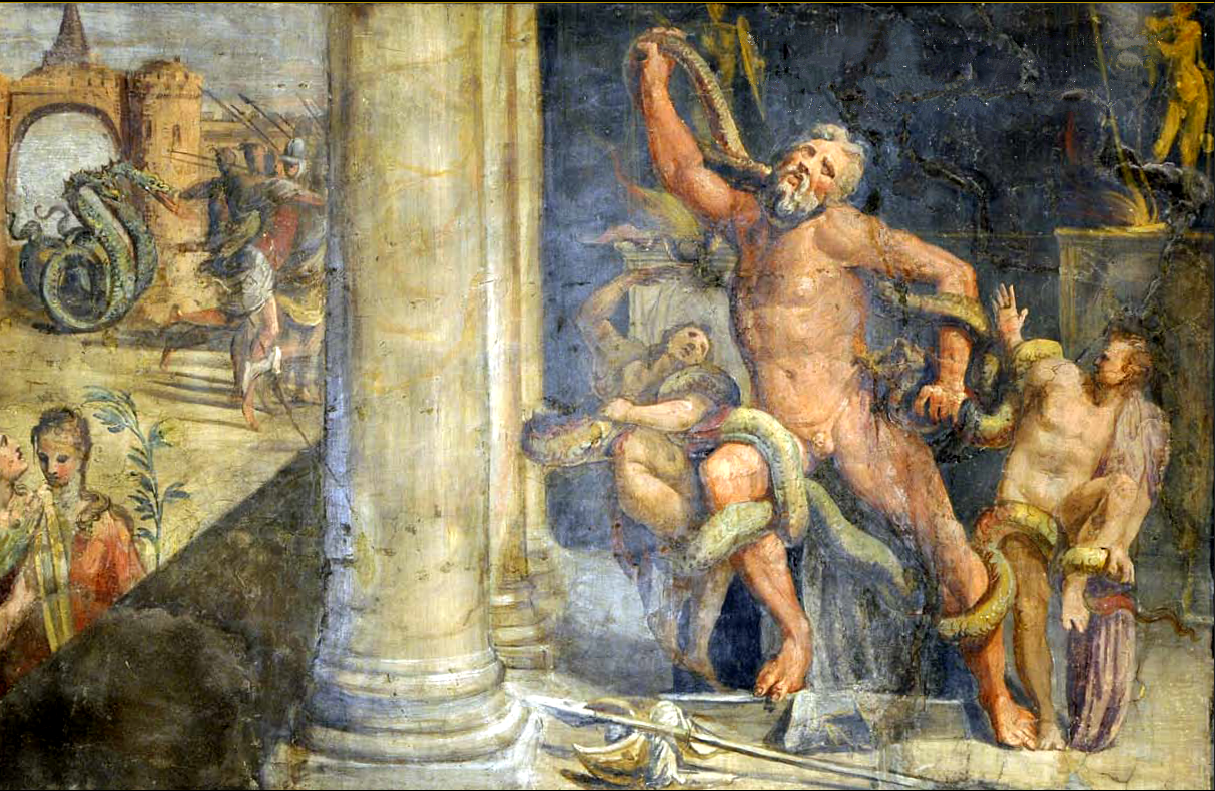
Laocoön, fresco door Niccolò dell'Abbate, Palazzo Leoni, Bologna

Tacitum vivit sub pectore vulnusDe wonde leeft stilzwijgend onder de borst (Vergilius)
Tale qualeZoals het reilt en zeilt (zoals het is)
Tantae molis erat Romanam condere gentemZoveel inspanning kostte het een Romeinse bevolking te vestigen (Vergilius, Aeneis, 1, 33)
Tarde venientibus ossaDe botjes (zijn) voor de laatkomers.
Te amoIk hou van je
Temet nosceKen uzelf - (uit het Oudgrieks: Γνῶθι σεαυτόν. Deze spreuk stond op een steen in Delphi, zie ook: Nosce te ipsum!)
Tempora mutantur, et nos mutamur in illisDe tijden veranderen en wij veranderen mee (Audoënus)
Tempus fugitDe tijd vlucht/vliegt
Tempus omnia revelatDe tijd onthult alles
Tempus præteritum nihil. Futurum incertum. Præsens instabile. Cave ne perdas hoc tuumHet verleden is niets. De toekomst is ongewis. Het heden is wankel. Pas op en verdoe uw tijd niet. - Op de zonnewijzer in de Groningse Prinsentuin.
Tempus valet volat velatDe tijd is waardevol, zij vliegt, zij verhult.
Tene quod beneBehoud het goede - Uit de slottips in de eerste brief van Paulus aan de Tessalonicenzen 5,vs.21: Omnia autem probate, quod bonum est tenete. - Maar onderzoekt alles en behoudt wat goed is.
Tentanda via estDe weg moet men uitproberen - Laten we deze methode eens onderzoeken.
Terminus ante quemLimiet (eindpunt) waarvoor... in een relatieve chronologie
Terminus post quemLimiet (eindpunt) waarna... in een relatieve chronologie
Ternavoordracht van drie kandidaten voor een bisschopsbenoeming in de Rooms-Katholieke Kerk
Terra marique potensMachtig te land en ter zee (wapenspreuk van de O'Malleys)
Testiculos habet et bene pendentesHij heeft testikels en ze hangen goed
Testimonium paupertatisBewijs van onvermogen
Theatrum AnatomicumAnatomisch theater, Ontleedkundig schouwspel - een ruimte waarin colleges ontleedkunde worden gegeven. Een gereconstrueerd exemplaar in het Rijksmuseum Boerhaave te Leiden; tevens opschrift boven het toegangspoortje van de chirurgijns in het gebouw de Waag te Amsterdam.
(Quidquid id est,) timeo Danaos et dona ferentes(Hoe dan ook,) ik vrees de Grieken, vooral als zij geschenken geven (Vergilius, Aeneis 2,49) - waarschuwing van Laocoön bij het paard van Troje
Timeo hominem unius libriIk vrees (in het debat) de man die slechts één boek (goed) heeft gelezen (Thomas van Aquino)
Tolle, legeNeem en lees - woorden die Augustinus van Hippo hoorde en die hem ertoe brachten de Bijbel te gaan lezen
Tolle moras, semper nocuit differre paratisHef elk oponthoud op, voor wie voorbereid is, is uitstellen altijd nadelig geweest. (Lucanus)
Totus tuus(soms afgekort tot TT) Geheel de uwe - aan eind van een brief in het Latijn voor de ondertekening, vergelijk Uw dienstwillige, Frans Tout à toi en Latijn Ex asse tuus. Wapenspreuk van Paus Johannes Paulus II
Tractatus Logico-PhilosophicusTraktaat (verhandeling) over de logische filosofie - hoofdwerk van de Oostenrijks-Britse filosoof Ludwig Wittgenstein
Tres faciunt collegiumMet z'n drieën vormt men een gezelschap - naam van voormalig adellijk dispuut van het Utrechtsch Studenten Corps
Trias politicaDriemachtenleer - een theorie van de staatsinrichting uitgaande van de scheiding der macht(en)
Tu es sacerdos in aeternumU bent priester voor altijd - bij de wijding van een katholieke priester - Psalm 110(109),4
Tu Marcellus erisJij zult Marcellus worden - van jou heeft men grote verwachtingen [maar of je ze zal waarmaken...] (Vergilius, Aeneis, 6,883)
Tum podex carmen extulit horridulumToen stiet de aars een ruw lied uit.
Tum tua res agitur, paries cum proximus ardetDan staat jouw zaak op het spel, wanneer de wand van de buren in brand staat (Horatius, Epistulae 1,18,84).
Tunica pallio propior estDe tuniek zit dichterbij dan de mantel - Het hemd is nader dan de rok.
Tu quoque, fili mi?Jij ook, mijn zoon? - Julius Caesar in Latijnse vertaling vanuit het Grieks, tegen Brutus, die hij tussen de aanvallers zag; of
Tu quoque, Brute!Jij ook, Brutus! - Zie ook: Et tu, Brute?

## U

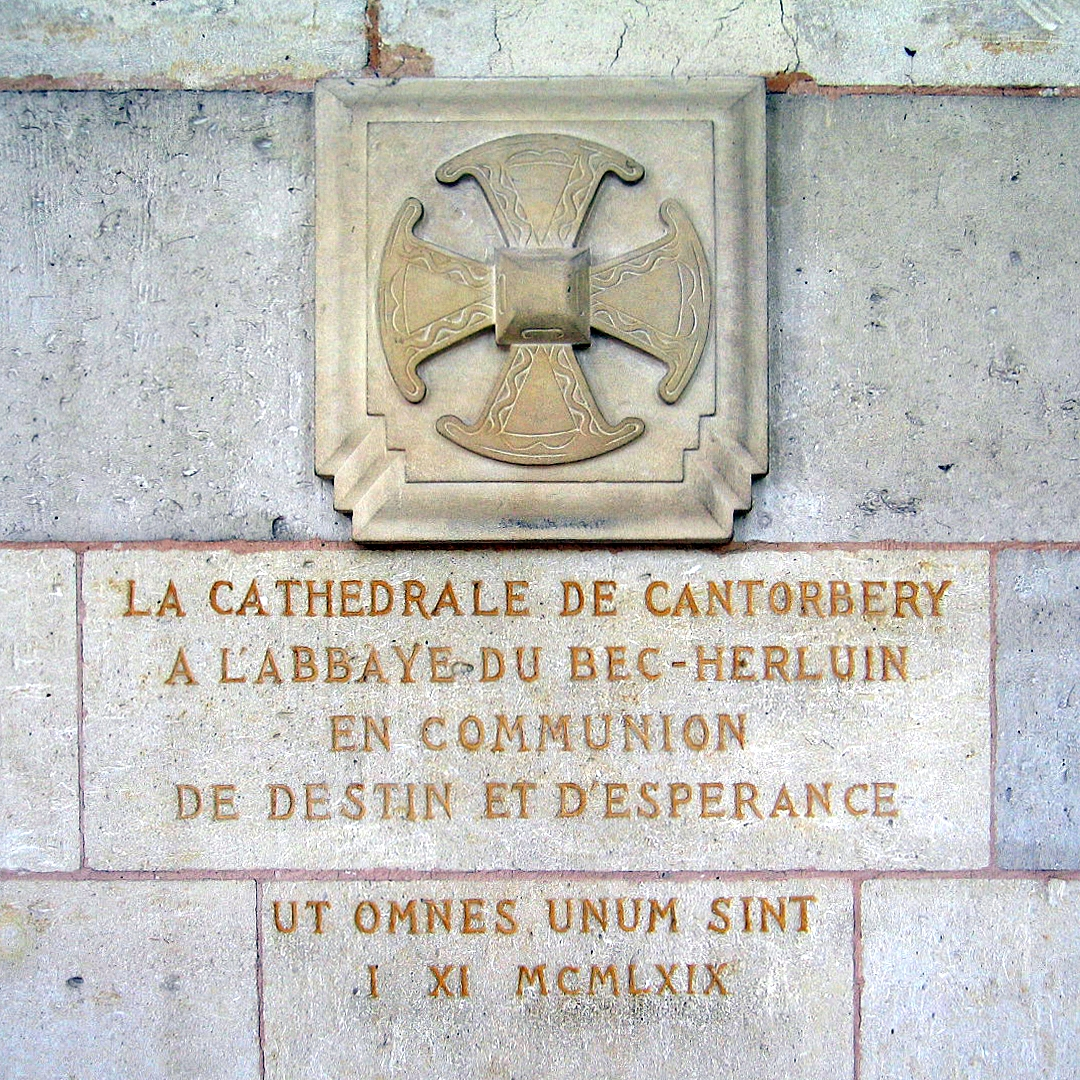
Ut omnes unum sint. Gevelsteen in de Abdij van Bec, geschonken door de Kathedraal van Canterbury in 1969.

Ubi amici, ibidem opesWaar vrienden zijn, is tegelijk rijkdom (Plautus)
Ubi bene, ibi patriaWaar men zich goed voelt, daar is zijn vaderland
Ubi caritas, Deus ibi estWaar zorgzaamheid is, daar is God
Ubi caritas et amor, Deus ibi estWaar betrokkenheid is en liefde, daar is God. Een herhaalde strofe, die gezongen wordt bij de Voetwassing in de liturgie van Witte Donderdag.
Ubi concordia, ibi victoriaWaar harmonie is, daar heerst victorie
Ubi dubium, ibi libertasWaar twijfel is, is vrijheid
Ubi fumus, ibi ignisWaar rook is, is vuur
Ubi maior minor cessatWaar er een meerdere is, is de mindere niet meer relevant
Ubi mel ibi apesWaar honing is, zijn bijen
Ubi pus evacuaWaar pus zit, verwijder het
Ubi societas, ibi iusWaar een maatschappij is, daar is recht
Ubi tu Gaius, ibi ego GaiaWaar gij zijt Gaius, zal ik, Gaia, zijn
Ubi volentia est, via estWaar een wil is, is een weg
Ultra posse nemo obligaturNiemand kan verplicht worden meer te doen dan waartoe hij in staat is
Una salus victis, nullam sperare salutemDe enige zekerheid voor de verliezers is geen heil te verwachten (Vergilius, Aeneis II, 354)
Unde habeas, quaerit nemo, sed oportet habereVanwaar je het hebt, vraagt niemand, maar je behoort het te hebben (Juvenalis)
Uno sumus animoWij zijn een van geest (motto van het Stedelijk Gymnasium Leiden)
Ubi sunt gaudiawaar de vreugden zijn, gezang (canon), op melodie van Philip Hayes
Unum castigabis, centum emendabisDoor er één te straffen, kan men er honderd tot beter inzicht brengen
Unus pro omnibus, omnes pro unoEen voor allen, allen voor één. Het nationale devies van Zwitserland en het motto van de De drie musketiers uit het verhaal van Alexandre Dumas
Unus testis, nullus testisEén getuige is geen getuige, Een enkele getuigenis is onvoldoende
Urbem marmoream relinquo, quam latericiam accepiIk laat een marmeren stad achter, die ik in steen heb gekregen (Augustus)
Urbi et orbiVoor de stad (Rome) en voor de wereld (de pauselijke zegen)
Usque ad tempus divi GratianiTot het tijdstip van de goddelijke Gratian (Vegetius)
Usus magister est optimusErvaring is de beste leermeester (Cicero)
Utinam populus Romanus unam cervicem haberetHad het Romeinse volk maar één nek (Caligula, die hoopte het volk uit te roeien met maar één slag van het zwaard)
Ut ameris, amabilis estoOm te kunnen beminnen, moet ge beminnelijk zijn (Ovidius)
Ut incepit fidelis sic permanetLoyaal is ze begonnen, loyaal blijft ze
Ut desint vires, tamen voluntas laudanda estHoewel de krachten ontbreken, moet toch de wil geprezen worden (Ovidius, Epistulae ex Ponto III, 4, 79)
Ut omnes unum sintOpdat zij allen een zijn (uit Johannes 17:21, motto van de Johannes Gutenberg Universiteit en de YMCA)
Ut sementem feceris ita metesZoals je zaait zal je oogsten
Ut sis nocte levis, sit cena brevis!Laat het avondmaal kort zijn, opdat je 's nachts licht bent
Ut vivat, crescat et floreat!Opdat ze leve, groeie en bloeie! (studentikoos monogram, lijfspreuk onder studentenverenigingen)
Uxor formosa et vinum sunt dulcia venenaMooie vrouwen en wijn zijn zoet venijn

## V
Vacate et scireWees stil en weet (motto van de Universiteit van Sussex).
Vae victisWee de overwonnenen (volgens de overlevering gezegd door de Gallische leider Brennus toen de verslagen Romeinen protesteerden tegen de hoogte van de schatting die hij hun oplegde)
Vana est sine viribus iraHaat, zonder macht om er aan te voldoen, is ijdel
Vanitas vanitatum et omnia vanitasIJdelheid der ijdelheden en alles is ijdelheid (Prediker 1:2)
Varietas delectatAfwisseling is prettig, Verandering van spijs doet eten (Seneca c.s.)
Varium et mutabile semper feminaIets altijd veranderlijks en wispelturigs is de vrouw (Vergilius, Aeneas 4, 569-570), te vergelijken met La donna è mobile en Une femme souvent n'est qu'une plume au vent (Victor Hugo)
Velle non disciturWillen kun je niet leren
Velut arbor aevoZoals een boom bij het verstrijken van de tijd (Horatius, Oden I, 12, 45)
Veni, bibi, vomuiIk kwam, ik dronk, ik gaf over
Veni, vidi, viciIk ben gekomen, ik heb gezien, ik heb overwonnen, Ik kwam, ik zag, ik overwon (Julius Caesar na zijn snelle overwinning op koning Pharnacus van Pontus)
Veni, vidi et capiebar ad anumIk kwam, ik zag en werd vanachter belaagd (volgens Carthaagse overlevering gezegd door Hannibal na zijn tocht over de Alpen toen zijn leger bloedig van achteren werd overrompeld door dat van Fabius Maximus)
Veni, vidi, fugiIk kwam, ik zag, ik vluchtte. Parodie op Veni, vidi, vici, vermoedelijk door Henryk Sienkiewicz
Venite ad me omnesKomt allen tot mij (Matteüs 11:28)
Ventis secundis, tene cursumAls de wind gunstig is, behoud koers (Go with the flow)
Verba docent, exempla trahuntWoorden onderwijzen, voorbeelden doen navolgen
Verba volant,scripta manentWoorden vervliegen, het geschrevene blijft
Verbum domini lucerna pedibus nostrisHet woord van de Heer is een lamp voor onze voeten (Psalm 119:105, oorspronkelijk motto van de Rijksuniversiteit Groningen)
Verbum supernumHemels woord Beginregel van de hymne uit 1264 van Thomas van Aquino (1225-1274), geschreven voor het Officie van Sacramentsdag.
Veridis quoWaar de waarheid is
Veritas temporis filiaDe waarheid is de dochter van de tijd. (Maria Tudor)
Veritas odium paretWaarheid zaait haat
Veritas vos liberabitDe waarheid zal jullie bevrijden (naar Johannes 8:32, motto van de Johns Hopkins-universiteit en andere onderwijsinstellingen)
Vestis virum facitKleren maken de man
Vi coactusDoor geweld gedwongen (bijschrift ondertekening verdrag met Engeland door Johan de Witt)
Vi veri veniversum vivus viciMet de kracht van de waarheid heb ik levend het universum veroverd
Vi victa visGeweld is door geweld geveld
Via Dolorosa“Lijdensweg”, een route door de oude stad van Jeruzalem naar de Heilig Grafkerk, volgens de christelijke traditie de weg waarlangs Jezus werd geleid naar zijn executieplaats Golgotha
Via malaSlechte weg; de Via Mala is een smalle - tegenwoordig vooral toeristische - weg in een kloof van de Achter-Rijn
Vice versa (v.v.)Omgekeerd; heen en terug, over en weer
Vicit vim virtusMoed heeft het geweld overwonnen (wapenspreuk van de stad Haarlem)
Victrix causa diis placuit sed victa CatoniDe Goden stonden aan de kant van de overwinnaar, maar Cato de Jongere aan die van de overwonnene
Video et taceoIk zie en zeg niets (motto van Elizabeth I van Engeland)
Video meliora proboque, deteriora sequorIk zie het betere en sta erachter, maar toch volg ik het slechtere (Ovidius, Metamorfosen, bij monde van Medea)
VidimusWij hebben gezien. Een gelegaliseerd afschrift van een oorkonde
Videre vincere estZien is overwinnen
Vigilat ut quiescantHij waakt opdat zij rusten (oude lijfspreuk van de Nederlandse gemeentepolitie, in 2008 vervangen door een Nederlands motto)
Vigilate Deo confidentesWaakt, vertrouwend op God, wapenspreuk van onder meer het Graafschap Holland en de Nederlandse provincie Zuid-Holland
Vincit omnia veritaswaarheid overwint alles.
Vindicat atque politHandhaaft en beschaaft (volledige naam van het Groningse studentencorps Vindicat, opgericht op 4 februari 1815)
Vinum et musica laetificant corWijn en muziek verlichten het gemoed
Vires acquirit eundoAl gaande neemt zij in kracht toe
Virgo intactaOngerepte maagd
Virtus concordia fidesDeugd, eenheid en trouw (zinspreuk van het Leids Studenten Corps, opgericht 1 maart 1839)
Virtute decet, non sanguine nitiHet past te steunen op dapperheid/deugd, niet op afkomst (Claudianus)
Virtute et fidevan eer en trouw, zie Antiqua virtute et fide (Terentius, Adelphoe 3,3,86)
Vis unita fortiorVereende kracht is sterker (onder andere zinspreuk van de Nederlandse provincie Groningen)
Vivat, crescat, floreatHij leve, groeie, bloeie
Volenti non fit iniuriaDoor hetgeen men zelf wil, kan men geen onrecht ondergaan
Vox nihiliStem van niets (een spookwoord, een betekenisloos woord, een schrijffout, een nutteloze opmerking)
Vox populi, vox DeiDe stem van het volk [is] de stem van God (in een brief van Alcuinus aan Karel de Grote uit 798, maar mogelijk al ouder)
Vox StudiosorumStudentenstem; de stem van de studenten. Utrechts studentenweekblad
Vulgare amici nomen, sed rara est fidesDe naam van een vriend is gewoon, maar zeldzaam is trouw. (Phaedrus)
Vulneratus nes victusGewond maar niet verslagen. Verwond maar niet overwonnen. (Spreuk vermeld op het Draaginsigne Gewonden.)
Vulpes pilum mutat, non moresEen vos verliest wel zijn haren maar niet zijn streken